# Cetacea
Cétacés
Cet article possède un paronyme, voir C'est assez.
Infra-ordre
Micro-ordres de rang inférieur
- † Archaeoceti*
- Mysticeti Flower, 1864
- Odontoceti Flower, 1867

Statut CITES
Les Cétacés (Cetacea) (du grec ancien κῆτος / kêtos, « cétacé ») sont un infra-ordre de mammifères aquatiques. Comme tous les mammifères, ils sont dotés de poumons et plongent en apnée mais ont la particularité de pouvoir respirer en surface grâce à un évent. 
Il en existe, en 2023, 89 espèces (nombre non fixé car les chercheurs débattent encore sur le nombre de sous-espèces et la reconnaissance d'espèces cryptiques). Seulement cinq espèces encore existantes sont dulçaquicoles. Ce taxon comprend les animaux les plus grands ayant existé sur Terre, dont les 14 espèces de baleines, notamment la baleine bleue. Ils sont considérés comme l'un des groupes d'espèces ayant le plus divergé des autres mammifères.
Ces espèces sont réputées pour avoir une intelligence remarquable. La discipline de la zoologie qui les étudie s'appelle la cétologie.

Leur chasse a également joué un rôle économique important pour de nombreux pays, mais est, à présent, très limitée.

80 cétacés et l'homme (en bas à droite).

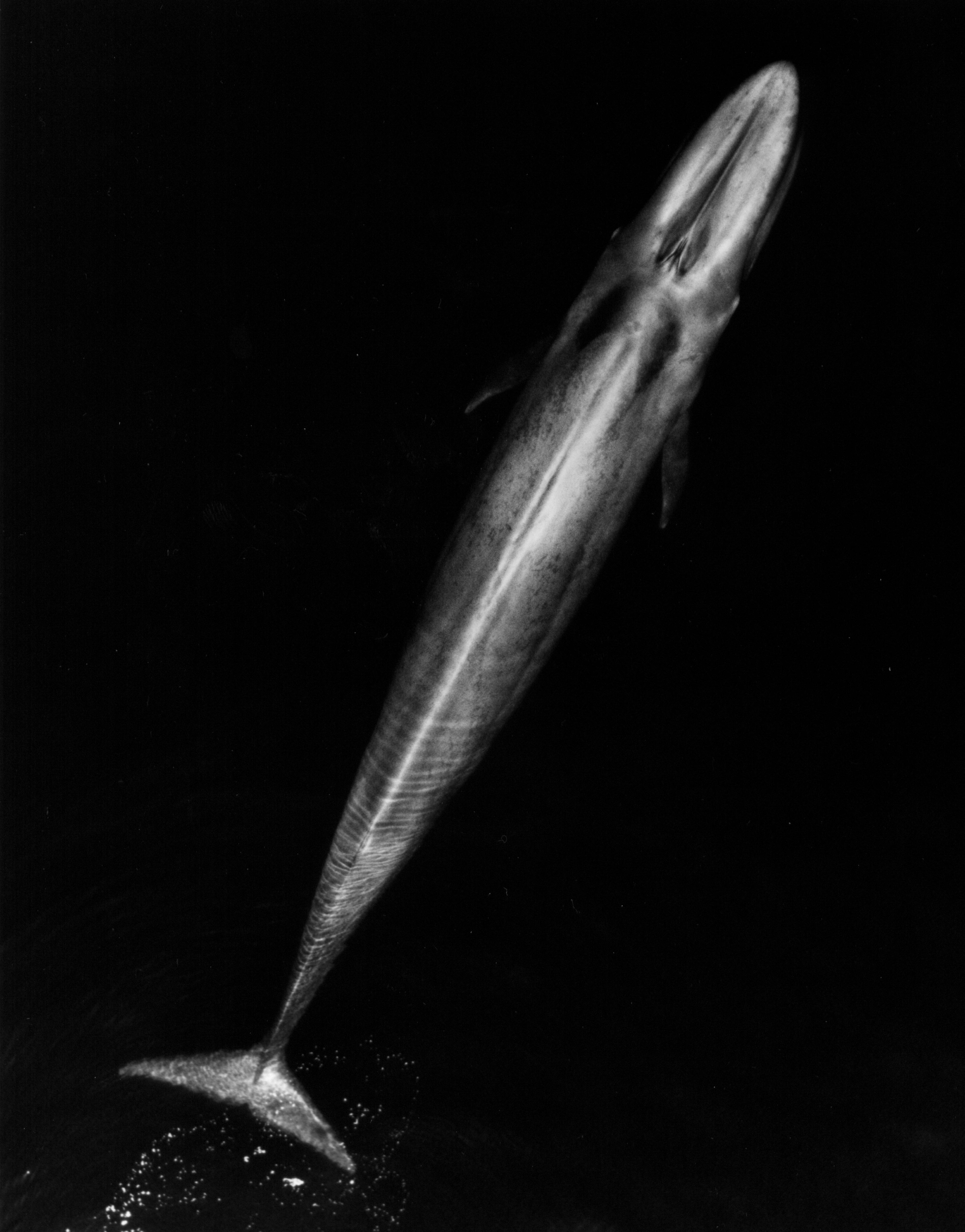
La baleine bleue est le plus gros animal actuel, et le plus lourd ayant jamais existé.

## Dénominations
Le substantif masculin cétacé est issu du grec ancien κῆτος [kêtos], étymologiquement « grand poisson ». Les espèces peuvent génériquement être appelées dauphin, baleine ou rorqual, en fonction de leur aspect. Ces termes ne recoupent pas la classification scientifique qui distingue d'une part les cétacés à dents, taxon qui comporte des baleines (comme le béluga) et des dauphins, et d'autre part les espèces de cétacés à fanons qui sont toutes, elles, qualifiées de baleines.
Outre ces deux noms génériques, des termes spécifiques sont utilisés pour nommer ces espèces ou groupes d'espèces comme béluga, grand cachalot, narval, orque ou épaulard, marsouin, rorqual, baleine à bosse, sotalie et des termes issus du latin scientifique comme Hyperoodon, globicéphale. Ces noms vernaculaires ne désignent pas forcément non plus un taxon précis.
Carl von Linné avait classé les cétacés dans les plagiures, groupe qui comportait aussi les siréniens. Ce terme était utilisé depuis le XVe siècle au moins et rendait compte de leur queue très aplatie horizontalement. Il regroupait alors des animaux aquatiques, vus comme des poissons, à la queue plate, sans écailles, et avec des poumons.
Liste alphabétique des noms vernaculaires qui peuvent être donnés aux cétacés en français :
- Baleine
- Béluga
- Cachalot
- Dauphin
- Globicéphale
- Marsouin
- Narval
- Orque
- Rorqual
- etc.

## Classification
Les cétacés sont divisés en deux sous-ordres : les cétacés à fanons, appelés Mysticètes, et les cétacés à dents, appelés Odontocètes. La distinction entre les deux groupes n'est pas si simple cependant, aussi les taxonomistes se fondent sur plusieurs autres caractéristiques anatomiques pour différencier les espèces des deux groupes. Les narvals ne possèdent aucune dent visible à l'exception de deux dents qui, chez les mâles, forment une ou exceptionnellement deux défenses. Les grands cachalots ne possèdent pas de dents sur la mâchoire supérieure. D'ailleurs le nom de genre des premiers, monodons, et le nom d'espèce des seconds, catodon, est à cet égard parlant.
Le taxon regroupe dix à quatorze familles selon les auteurs, par exemple les petits cachalots forment la famille des Kogiidae ou sont regroupés avec le grand cachalot au sein des Physeteridae. Les analyses phylogénétiques effectuées dans les années 1990 montrent que les cétacés à dents et les cétacés à fanons sont bien issus de la même lignée de mammifères marins. Aujourd'hui, la position des cétacés par rapport aux Artiodactyla est vivement discutée par les scientifiques.
En outre, des dizaines de genres fossiles ont été identifiés ; par exemple Ambulocetus, Pakicetus, Basilosaurus, et classés sous le sous-ordre Archaeoceti.
Liste des familles établie d'après World Register of Marine Species (22 avril 2016), Mammal Species of the World (version 3, 2005)  (22 avril 2016) et ITIS (22 avril 2016) :
- micro-ordre Mysticeti Flower, 1864 (Mysticètes)
  - Balaenidae Gray, 1821 — Baleines franches
  - Balaenopteridae Gray, 1864 — Rorquals
  - Eschrichtiidae Ellerman and Morrison-Scott, 1951 — Baleine grise
  - Neobalaenidae Gray, 1873 — Baleine pygmée
- micro-ordre Odontoceti Flower, 1867 (Odontocètes)
  - Delphinidae Gray, 1821 — Dauphins océaniques et Orques
  - Monodontidae Gray, 1821 — Béluga et Narval
  - Phocoenidae — Marsouins
  - Physeteridae — Grand cachalot (ad minima)
  - Platanistidae Gray, 1846 — Dauphins d'eau douce
  - Ziphiidae Gray, 1850 — Baleines à bec et hypérodon
  - Iniidae — Dauphin d'eau douce (placé dans Platanistidae par certains)
  - Kogiidae — Petits cachalots (placé dans Physeteridae par certains)
  - Lipotidae — Dauphin de Chine (placé dans Iniidae par certains, dans Platanistidae pour d'autres)
  - Pontoporiidae Gray, 1870 — Dauphin de la Plata (placé dans Iniidae par certains, dans Platanistidae pour d'autres)

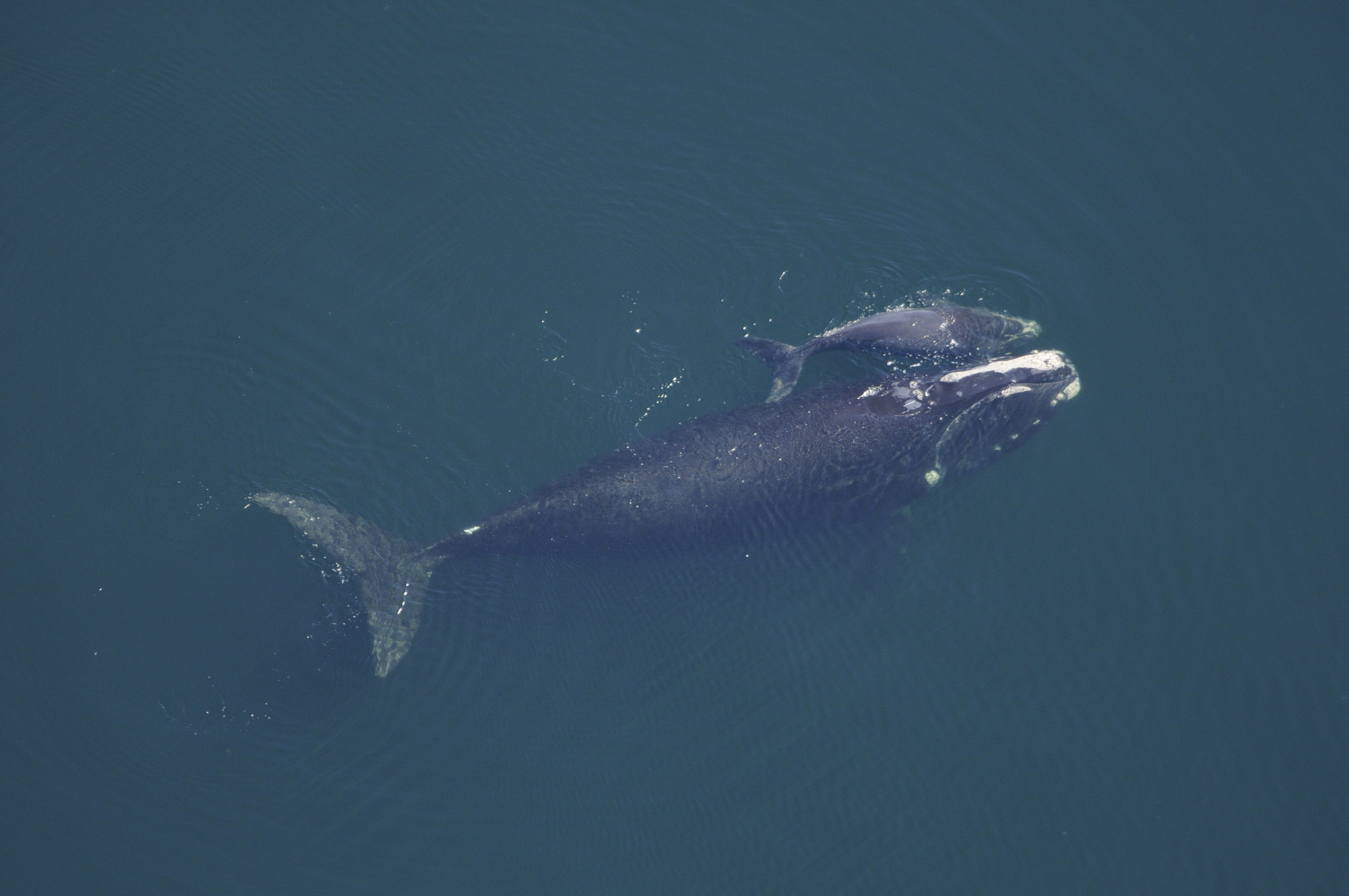
Eubalaena glacialis (Balaenidae).
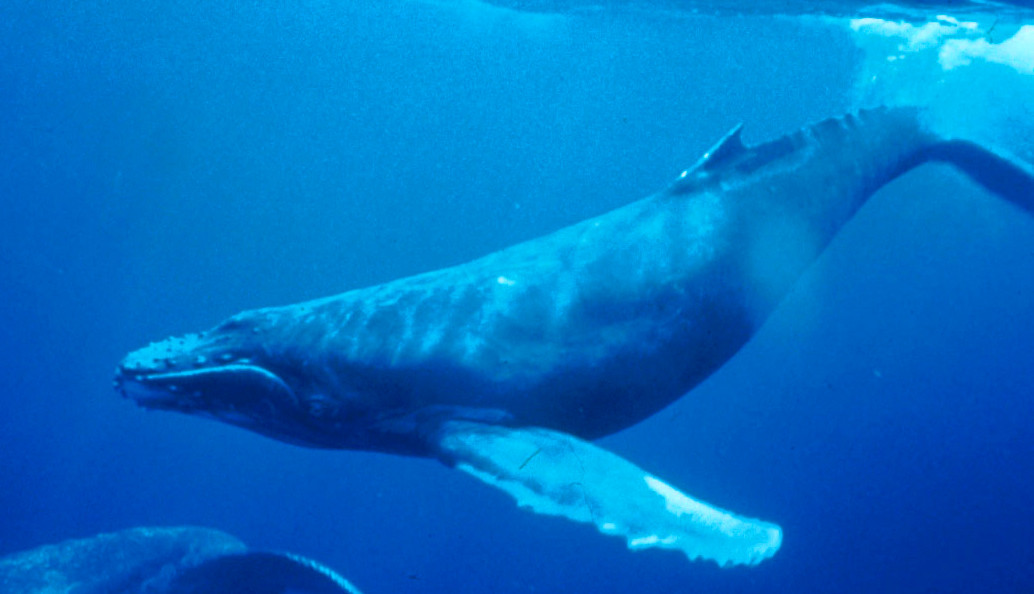
Megaptera novaeangliae (Balaenopteridae).
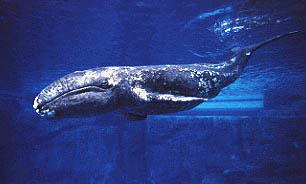
Eschrichtius robustus (Eschrichtiidae).
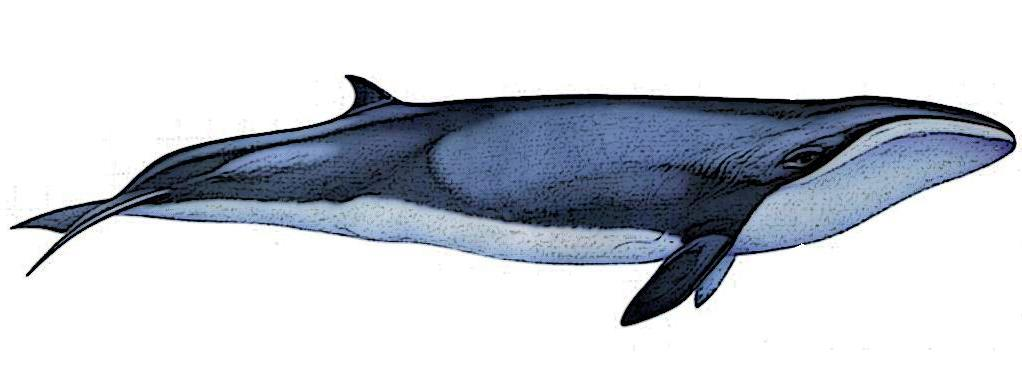
Caperea marginata (Neobalaenidae).
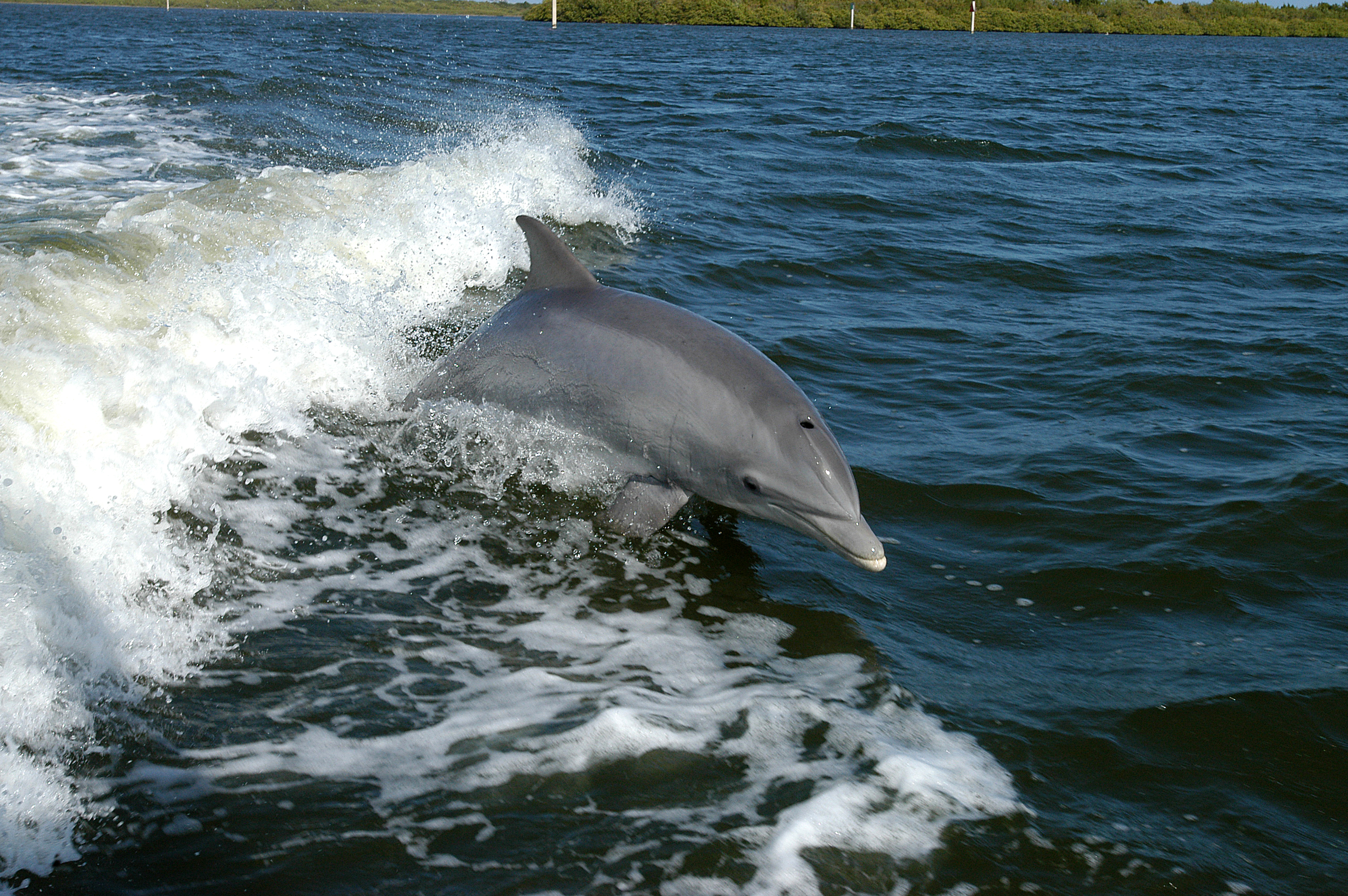
Tursiops truncatus (Delphinidae).
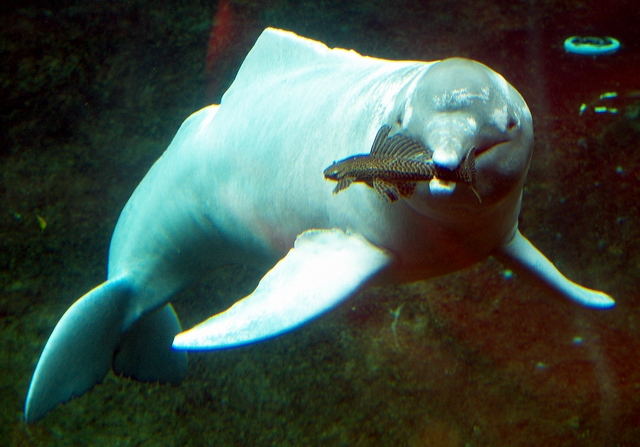
Inia geoffrensis (Iniidae).
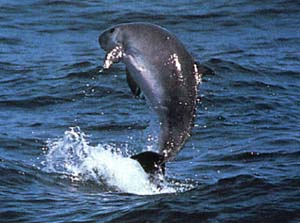
Kogia sima (Kogiidae).
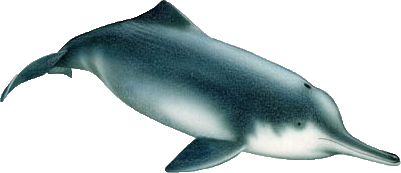
Lipotes vexillifer (Lipotidae).
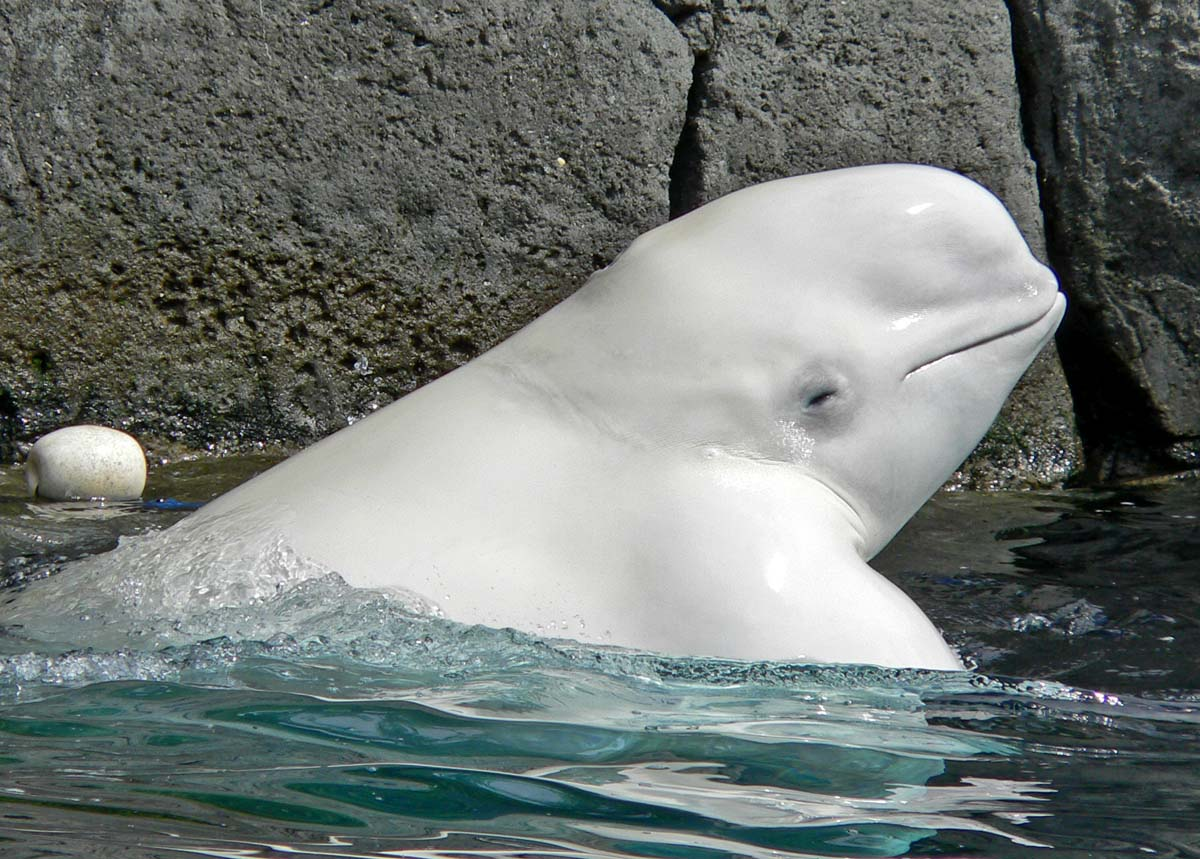
Delphinapterus leucas (Monodontidae).
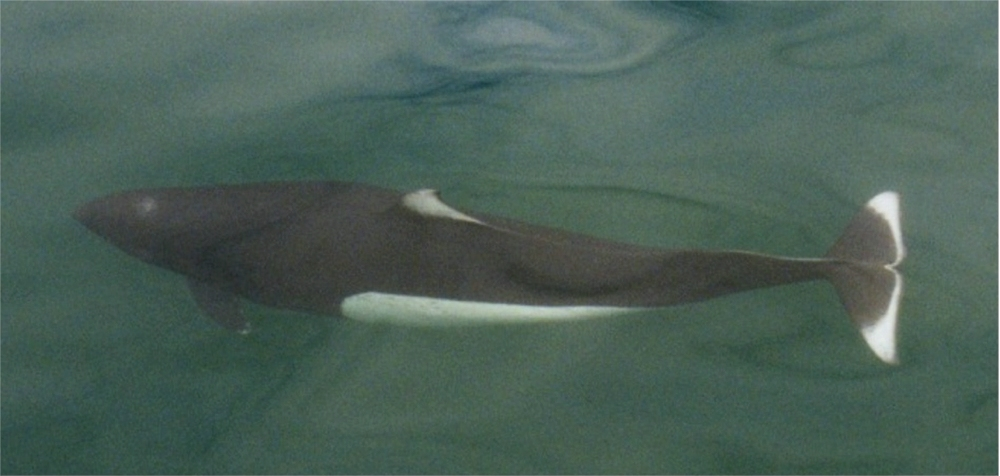
Phocoenoides dalli (Phocoenidae).
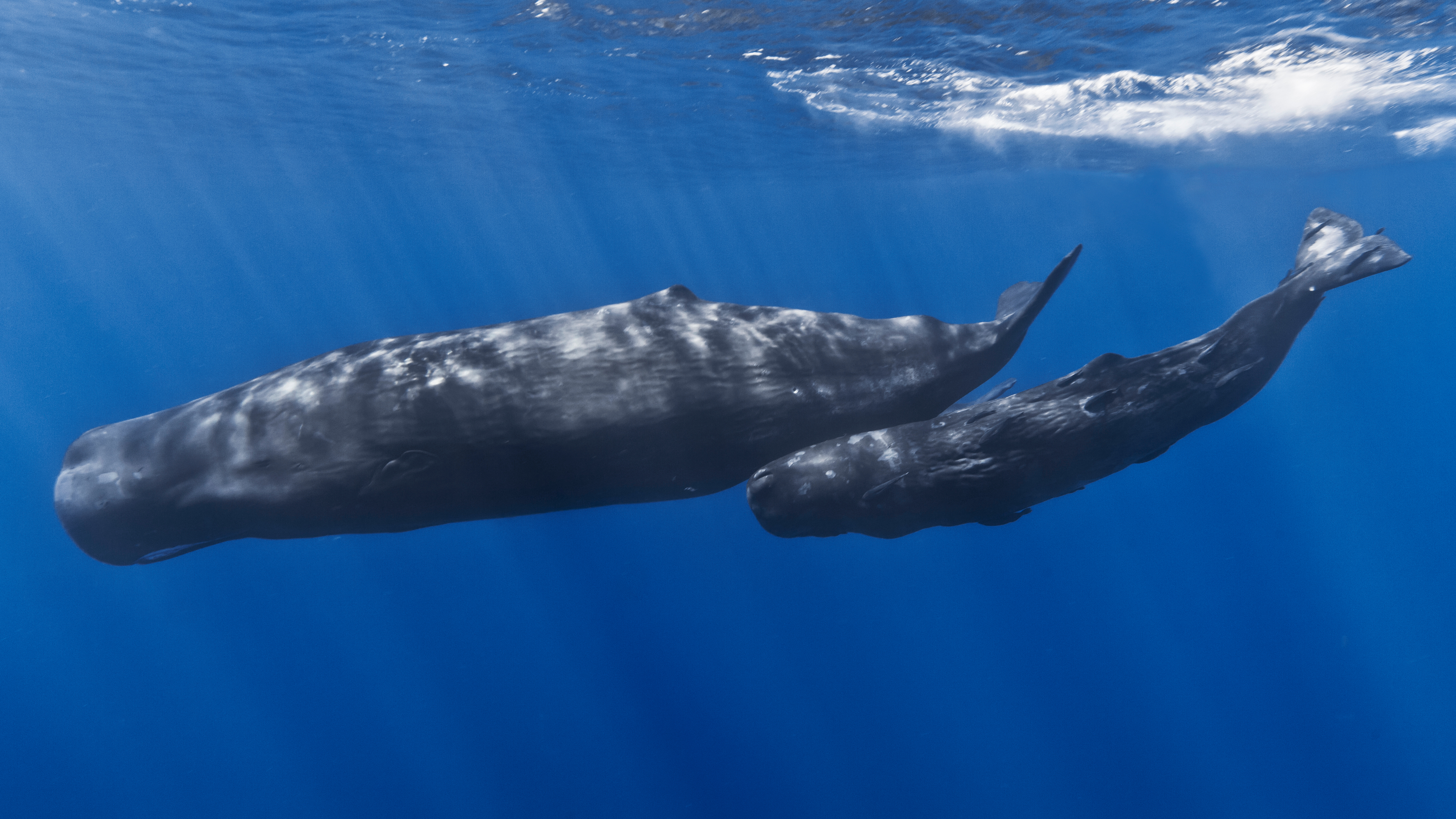
Physeter macrocephalus (Physeteridae).
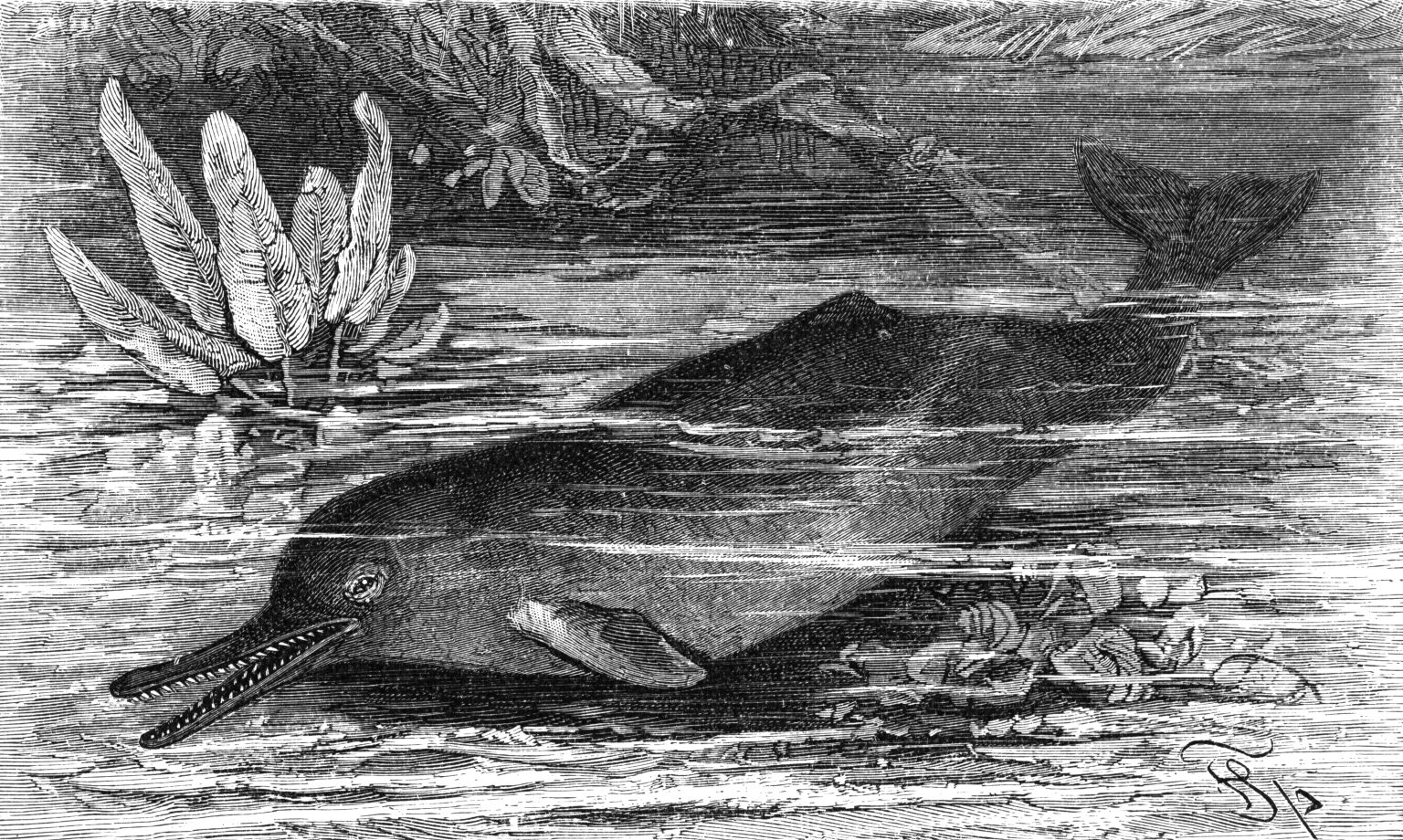
Platanista gangetica (Platanistidae).
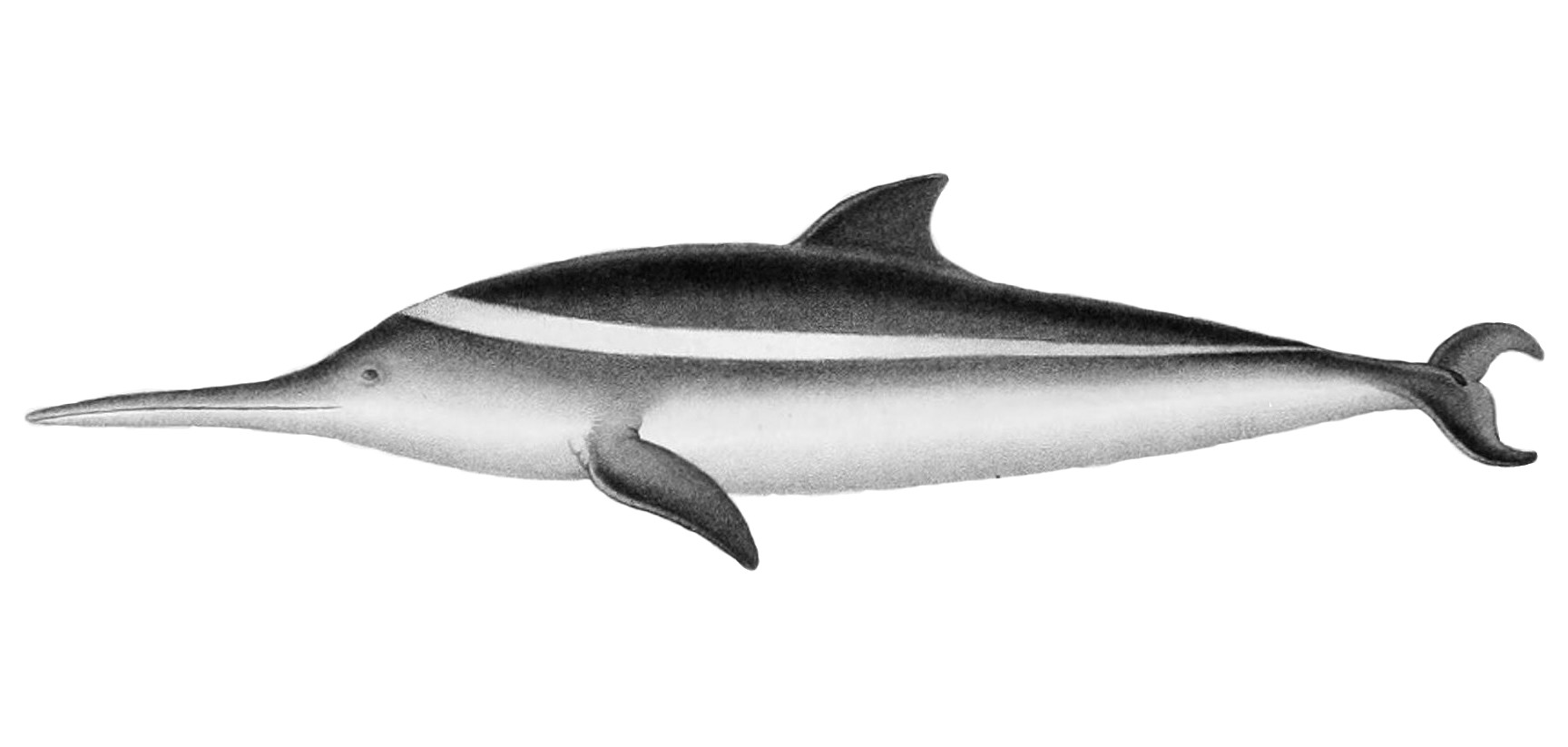
Pontoporia blainvillei (Pontoporiidae).
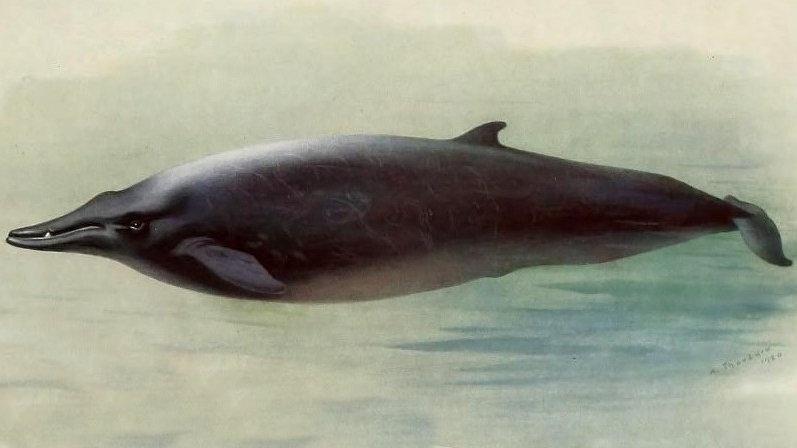
Mesoplodon bidens (Ziphiidae).
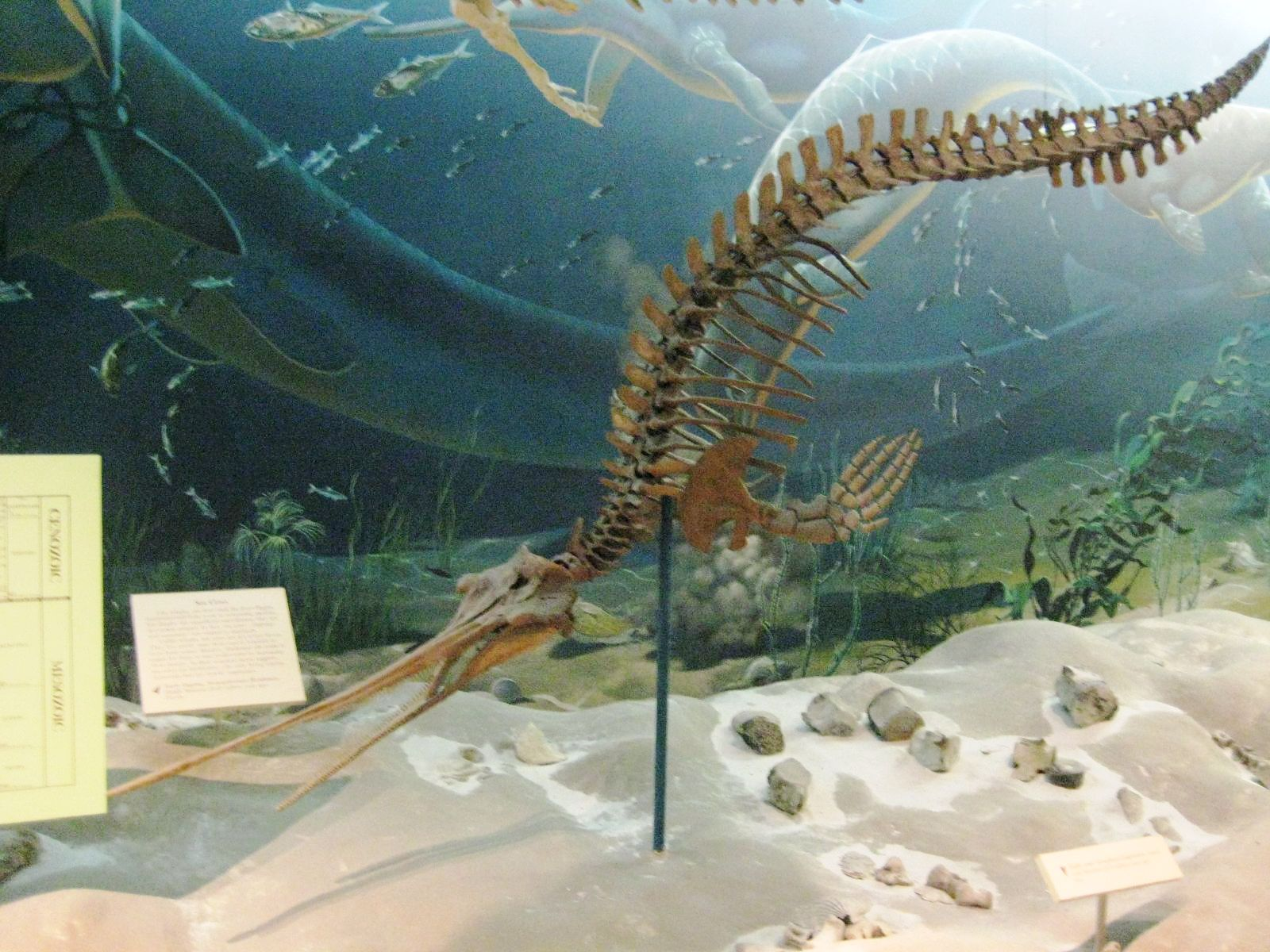
Squelette de Xiphiacetus (espèce fossile).

## Phylogénie

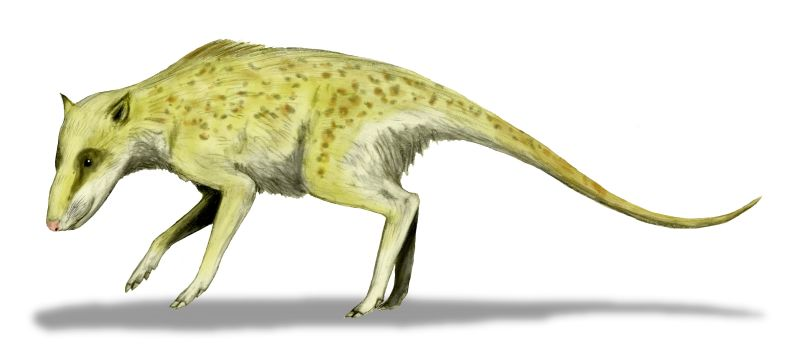
Reconstitution du genre éteint Indohyus appartenant à la famille des Raoellidae, qui sont des petits mammifères terrestres ongulés disparus. Indohyus est peut-être le plus ancien ancêtre des cétacés modernes. Ce mammifère herbivore aurait ainsi cherché un refuge dans le milieu aquatique au fur et à mesure que les marécages s'asséchaient, afin notamment d'échapper à ses prédateurs terrestres, à l'instar du chevrotain aquatique actuel en Afrique.

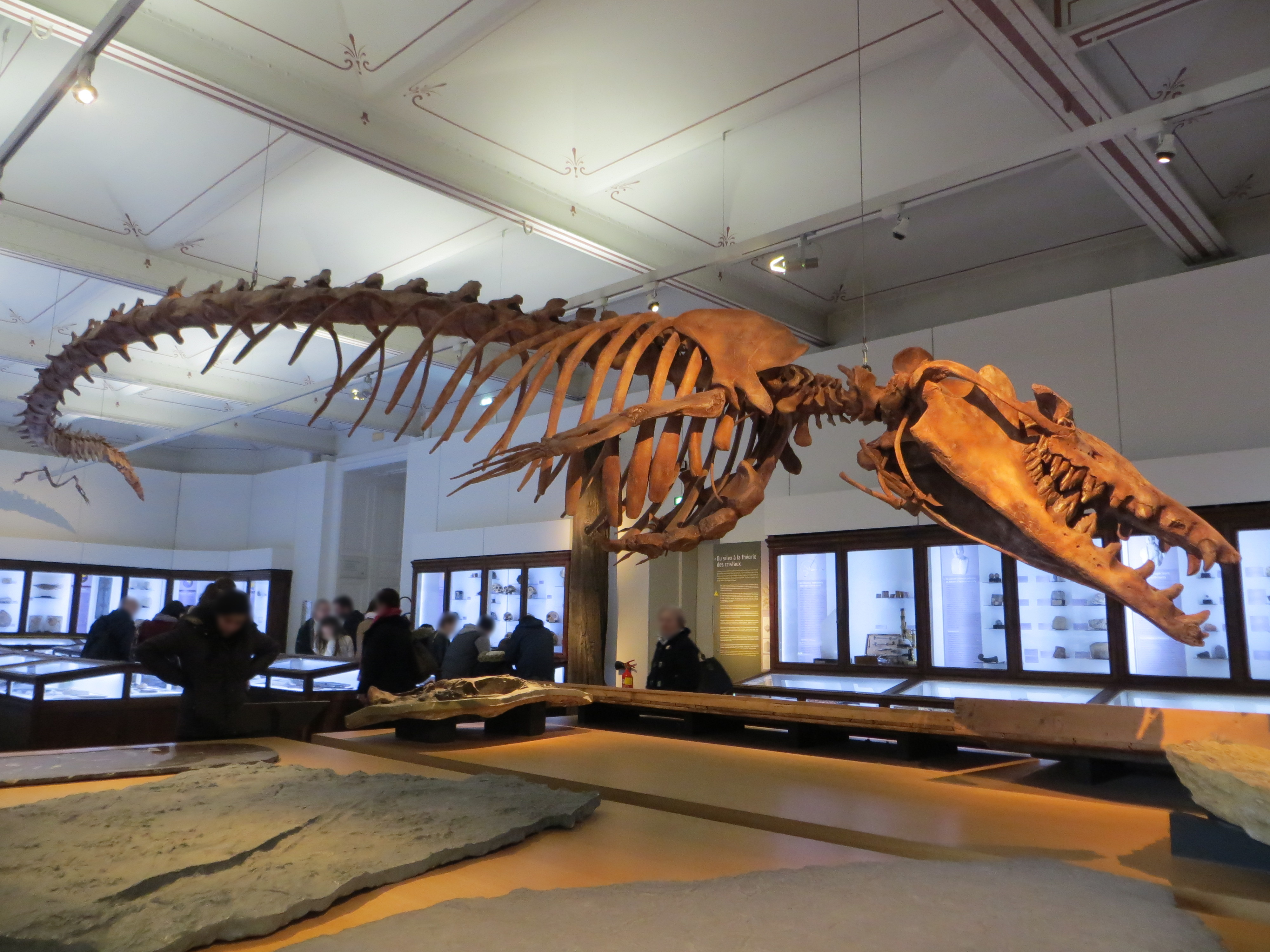
Dans ce moulage fossile de Zeuglodon, on reconnaît les vertèbres cervicales raccourcies jusqu'à se souder (elles contribuent à l'hydrodynamisme général), les palettes natatoires (membres antérieurs adaptés à la nage), la cage thoracique déformable, les vestiges du bassin et du fémur (membres postérieurs) liés à la colonne vertébrale par des fils de fer dans les musées, le pédoncule caudal (la « queue ») supportant la « nageoire » caudale.

### Histoire évolutive et phylogénie au sein des cétartiodactyles
L'extinction Crétacé-Tertiaire il y a 66 millions d'années provoque un remaniement complet des faunes mondiales, caractérisé notamment par la disparition des dinosaures non aviens et l'explosion radiative des mammifères placentaires. Quatre lignées de ces mammifères (Cétacés, Siréniens, Pinnipèdes et Lutrinae) qui étaient sorties des eaux retournent alors dans le milieu marin il y a environ 50 millions d’années. La conquête de ce milieu s'accomplit grâce à de multiples adaptations, notamment au niveau du système de locomotion et des poumons. Revenus secondairement à la vie marine, ces mammifères (avec leurs caractéristiques : poumons, mise-bas, allaitement, pilosité, homéothermie) n'ont pas récupéré leurs anciennes branchies qui n'existent plus que sous forme de vestige embryonnaire (structures vestigiales des arcs branchiaux donnant chez les hommes la région mandibulaire, le méat acoustique de l'oreille externe, la caisse du tympan et la trompe d'Eustache de l'oreille moyenne) ; c'est leur système respiratoire pulmonaire qui s'est modifié de telle façon qu'un séjour en plongée leur soit possible (flexibilité notamment de la cage thoracique qui peut, sous l'effet de la pression, s'aplatir et comprimer l'air des poumons). Les membres antérieurs des Cétacés se transforment en palettes natatoires tandis que leurs membres postérieurs régressent.
Les cétacés ont ainsi pour ancêtre un animal terrestre. L'analyse phylogénétique des gènes codant certaines protéines mitochondriales les a regroupés au sein d'un même clade avec les Artiodactyles (Ongulés à doigts pairs) dans le groupe des Cetartiodactyla. Ils sont donc plus proches des ruminants que des autres mammifères marins tels que les phoques et les loutres. Par ailleurs, l'étude de caractères dérivés dans leur génome nucléaire (les Rétrotransposons) montre que leurs plus proches parents sont les hippopotames. Une étude basée sur la morphologie remet cependant en question cette proche parenté et suggère une plus grande proximité avec les anthracothères fossiles et une évolution des hippopotames à partir d'une autre branche, au sein des Cetartiodactyla à déterminer. Les cétacés auraient donc divergé très tôt des anthracothères, à l'instar des suidés et des ruminants. Il faut cependant préciser que cette étude n'a inclus que des représentants fossiles des cétacés, des archéocètes qui ne sont eux-mêmes pas ancêtres des cétacés actuels.
Les plus anciens fossiles connus datent d'environ 60 Ma. Le taxon comprend environ 80 espèces dont plus de la moitié sont de répartition mondiale. Leur origine commune a été très discutée, mais une étude phylogénique a montré qu'ils dérivent d'une espèce commune. Les cétacés à fanons sont issus d'un groupe qui s'est différencié des cétacés à dents au cours de l'Éocène.
Phylogénie des familles des Cétartiodactyles actuels (Cétacés non développés),, :
|  | Camelidae (Chameaux, lamas…) |
|  |                              |

|  | Suidae (Porcins)      |
|  |                       |
|  | Tayassuidae (Pécaris) |
|  |                       |

|  | Cetacea (Baleines, dauphins ...) |
|  |                                  |
|  | Hippopotamidae (Hippopotames)    |
|  |                                  |

|  | Antilocapridae (Antilocapres)  |
|  |                                |
|  | Giraffidae (Girafes, okapi...) |
|  |                                |

|          | Cervidae (Cerfs, rennes...)                                                                             |
|          | |
| Bovoidea | \| \| Bovidae (Bovins, Caprins et antilopes) \| \| \| \| \| \| Moschidae (Cerfs porte-musc) \| \| \| \| |
|          | \| \| Bovidae (Bovins, Caprins et antilopes) \| \| \| \| \| \| Moschidae (Cerfs porte-musc) \| \| \| \| |
|          | Bovidae (Bovins, Caprins et antilopes)                                                                  |
|          | |
|          | Moschidae (Cerfs porte-musc)                                                                            |
|          | |

|  | Bovidae (Bovins, Caprins et antilopes) |
|  |                                        |
|  | Moschidae (Cerfs porte-musc)           |
|  |                                        |

|  | Antilocapridae (Antilocapres)  |
|  |                                |
|  | Giraffidae (Girafes, okapi...) |
|  |                                |

|          | Cervidae (Cerfs, rennes...)                                                                             |
|          | |
| Bovoidea | \| \| Bovidae (Bovins, Caprins et antilopes) \| \| \| \| \| \| Moschidae (Cerfs porte-musc) \| \| \| \| |
|          | \| \| Bovidae (Bovins, Caprins et antilopes) \| \| \| \| \| \| Moschidae (Cerfs porte-musc) \| \| \| \| |
|          | Bovidae (Bovins, Caprins et antilopes)                                                                  |
|          | |
|          | Moschidae (Cerfs porte-musc)                                                                            |
|          | |

|  | Bovidae (Bovins, Caprins et antilopes) |
|  |                                        |
|  | Moschidae (Cerfs porte-musc)           |
|  |                                        |

|  | Antilocapridae (Antilocapres)  |
|  |                                |
|  | Giraffidae (Girafes, okapi...) |
|  |                                |

|          | Cervidae (Cerfs, rennes...)                                                                             |
|          | |
| Bovoidea | \| \| Bovidae (Bovins, Caprins et antilopes) \| \| \| \| \| \| Moschidae (Cerfs porte-musc) \| \| \| \| |
|          | \| \| Bovidae (Bovins, Caprins et antilopes) \| \| \| \| \| \| Moschidae (Cerfs porte-musc) \| \| \| \| |
|          | Bovidae (Bovins, Caprins et antilopes)                                                                  |
|          | |
|          | Moschidae (Cerfs porte-musc)                                                                            |
|          | |

|  | Bovidae (Bovins, Caprins et antilopes) |
|  |                                        |
|  | Moschidae (Cerfs porte-musc)           |
|  |                                        |

|  | Antilocapridae (Antilocapres)  |
|  |                                |
|  | Giraffidae (Girafes, okapi...) |
|  |                                |

|          | Cervidae (Cerfs, rennes...)                                                                             |
|          | |
| Bovoidea | \| \| Bovidae (Bovins, Caprins et antilopes) \| \| \| \| \| \| Moschidae (Cerfs porte-musc) \| \| \| \| |
|          | \| \| Bovidae (Bovins, Caprins et antilopes) \| \| \| \| \| \| Moschidae (Cerfs porte-musc) \| \| \| \| |
|          | Bovidae (Bovins, Caprins et antilopes)                                                                  |
|          | |
|          | Moschidae (Cerfs porte-musc)                                                                            |
|          | |

|  | Bovidae (Bovins, Caprins et antilopes) |
|  |                                        |
|  | Moschidae (Cerfs porte-musc)           |
|  |                                        |

|  | Cetacea (Baleines, dauphins ...) |
|  |                                  |
|  | Hippopotamidae (Hippopotames)    |
|  |                                  |

|  | Antilocapridae (Antilocapres)  |
|  |                                |
|  | Giraffidae (Girafes, okapi...) |
|  |                                |

|          | Cervidae (Cerfs, rennes...)                                                                             |
|          | |
| Bovoidea | \| \| Bovidae (Bovins, Caprins et antilopes) \| \| \| \| \| \| Moschidae (Cerfs porte-musc) \| \| \| \| |
|          | \| \| Bovidae (Bovins, Caprins et antilopes) \| \| \| \| \| \| Moschidae (Cerfs porte-musc) \| \| \| \| |
|          | Bovidae (Bovins, Caprins et antilopes)                                                                  |
|          | |
|          | Moschidae (Cerfs porte-musc)                                                                            |
|          | |

|  | Bovidae (Bovins, Caprins et antilopes) |
|  |                                        |
|  | Moschidae (Cerfs porte-musc)           |
|  |                                        |

|  | Antilocapridae (Antilocapres)  |
|  |                                |
|  | Giraffidae (Girafes, okapi...) |
|  |                                |

|          | Cervidae (Cerfs, rennes...)                                                                             |
|          | |
| Bovoidea | \| \| Bovidae (Bovins, Caprins et antilopes) \| \| \| \| \| \| Moschidae (Cerfs porte-musc) \| \| \| \| |
|          | \| \| Bovidae (Bovins, Caprins et antilopes) \| \| \| \| \| \| Moschidae (Cerfs porte-musc) \| \| \| \| |
|          | Bovidae (Bovins, Caprins et antilopes)                                                                  |
|          | |
|          | Moschidae (Cerfs porte-musc)                                                                            |
|          | |

|  | Bovidae (Bovins, Caprins et antilopes) |
|  |                                        |
|  | Moschidae (Cerfs porte-musc)           |
|  |                                        |

|  | Antilocapridae (Antilocapres)  |
|  |                                |
|  | Giraffidae (Girafes, okapi...) |
|  |                                |

|          | Cervidae (Cerfs, rennes...)                                                                             |
|          | |
| Bovoidea | \| \| Bovidae (Bovins, Caprins et antilopes) \| \| \| \| \| \| Moschidae (Cerfs porte-musc) \| \| \| \| |
|          | \| \| Bovidae (Bovins, Caprins et antilopes) \| \| \| \| \| \| Moschidae (Cerfs porte-musc) \| \| \| \| |
|          | Bovidae (Bovins, Caprins et antilopes)                                                                  |
|          | |
|          | Moschidae (Cerfs porte-musc)                                                                            |
|          | |

|  | Bovidae (Bovins, Caprins et antilopes) |
|  |                                        |
|  | Moschidae (Cerfs porte-musc)           |
|  |                                        |

|  | Antilocapridae (Antilocapres)  |
|  |                                |
|  | Giraffidae (Girafes, okapi...) |
|  |                                |

|          | Cervidae (Cerfs, rennes...)                                                                             |
|          | |
| Bovoidea | \| \| Bovidae (Bovins, Caprins et antilopes) \| \| \| \| \| \| Moschidae (Cerfs porte-musc) \| \| \| \| |
|          | \| \| Bovidae (Bovins, Caprins et antilopes) \| \| \| \| \| \| Moschidae (Cerfs porte-musc) \| \| \| \| |
|          | Bovidae (Bovins, Caprins et antilopes)                                                                  |
|          | |
|          | Moschidae (Cerfs porte-musc)                                                                            |
|          | |

|  | Bovidae (Bovins, Caprins et antilopes) |
|  |                                        |
|  | Moschidae (Cerfs porte-musc)           |
|  |                                        |

|  | Suidae (Porcins)      |
|  |                       |
|  | Tayassuidae (Pécaris) |
|  |                       |

|  | Cetacea (Baleines, dauphins ...) |
|  |                                  |
|  | Hippopotamidae (Hippopotames)    |
|  |                                  |

|  | Antilocapridae (Antilocapres)  |
|  |                                |
|  | Giraffidae (Girafes, okapi...) |
|  |                                |

|          | Cervidae (Cerfs, rennes...)                                                                             |
|          | |
| Bovoidea | \| \| Bovidae (Bovins, Caprins et antilopes) \| \| \| \| \| \| Moschidae (Cerfs porte-musc) \| \| \| \| |
|          | \| \| Bovidae (Bovins, Caprins et antilopes) \| \| \| \| \| \| Moschidae (Cerfs porte-musc) \| \| \| \| |
|          | Bovidae (Bovins, Caprins et antilopes)                                                                  |
|          | |
|          | Moschidae (Cerfs porte-musc)                                                                            |
|          | |

|  | Bovidae (Bovins, Caprins et antilopes) |
|  |                                        |
|  | Moschidae (Cerfs porte-musc)           |
|  |                                        |

|  | Antilocapridae (Antilocapres)  |
|  |                                |
|  | Giraffidae (Girafes, okapi...) |
|  |                                |

|          | Cervidae (Cerfs, rennes...)                                                                             |
|          | |
| Bovoidea | \| \| Bovidae (Bovins, Caprins et antilopes) \| \| \| \| \| \| Moschidae (Cerfs porte-musc) \| \| \| \| |
|          | \| \| Bovidae (Bovins, Caprins et antilopes) \| \| \| \| \| \| Moschidae (Cerfs porte-musc) \| \| \| \| |
|          | Bovidae (Bovins, Caprins et antilopes)                                                                  |
|          | |
|          | Moschidae (Cerfs porte-musc)                                                                            |
|          | |

|  | Bovidae (Bovins, Caprins et antilopes) |
|  |                                        |
|  | Moschidae (Cerfs porte-musc)           |
|  |                                        |

|  | Antilocapridae (Antilocapres)  |
|  |                                |
|  | Giraffidae (Girafes, okapi...) |
|  |                                |

|          | Cervidae (Cerfs, rennes...)                                                                             |
|          | |
| Bovoidea | \| \| Bovidae (Bovins, Caprins et antilopes) \| \| \| \| \| \| Moschidae (Cerfs porte-musc) \| \| \| \| |
|          | \| \| Bovidae (Bovins, Caprins et antilopes) \| \| \| \| \| \| Moschidae (Cerfs porte-musc) \| \| \| \| |
|          | Bovidae (Bovins, Caprins et antilopes)                                                                  |
|          | |
|          | Moschidae (Cerfs porte-musc)                                                                            |
|          | |

|  | Bovidae (Bovins, Caprins et antilopes) |
|  |                                        |
|  | Moschidae (Cerfs porte-musc)           |
|  |                                        |

|  | Antilocapridae (Antilocapres)  |
|  |                                |
|  | Giraffidae (Girafes, okapi...) |
|  |                                |

|          | Cervidae (Cerfs, rennes...)                                                                             |
|          | |
| Bovoidea | \| \| Bovidae (Bovins, Caprins et antilopes) \| \| \| \| \| \| Moschidae (Cerfs porte-musc) \| \| \| \| |
|          | \| \| Bovidae (Bovins, Caprins et antilopes) \| \| \| \| \| \| Moschidae (Cerfs porte-musc) \| \| \| \| |
|          | Bovidae (Bovins, Caprins et antilopes)                                                                  |
|          | |
|          | Moschidae (Cerfs porte-musc)                                                                            |
|          | |

|  | Bovidae (Bovins, Caprins et antilopes) |
|  |                                        |
|  | Moschidae (Cerfs porte-musc)           |
|  |                                        |

|  | Cetacea (Baleines, dauphins ...) |
|  |                                  |
|  | Hippopotamidae (Hippopotames)    |
|  |                                  |

|  | Antilocapridae (Antilocapres)  |
|  |                                |
|  | Giraffidae (Girafes, okapi...) |
|  |                                |

|          | Cervidae (Cerfs, rennes...)                                                                             |
|          | |
| Bovoidea | \| \| Bovidae (Bovins, Caprins et antilopes) \| \| \| \| \| \| Moschidae (Cerfs porte-musc) \| \| \| \| |
|          | \| \| Bovidae (Bovins, Caprins et antilopes) \| \| \| \| \| \| Moschidae (Cerfs porte-musc) \| \| \| \| |
|          | Bovidae (Bovins, Caprins et antilopes)                                                                  |
|          | |
|          | Moschidae (Cerfs porte-musc)                                                                            |
|          | |

|  | Bovidae (Bovins, Caprins et antilopes) |
|  |                                        |
|  | Moschidae (Cerfs porte-musc)           |
|  |                                        |

|  | Antilocapridae (Antilocapres)  |
|  |                                |
|  | Giraffidae (Girafes, okapi...) |
|  |                                |

|          | Cervidae (Cerfs, rennes...)                                                                             |
|          | |
| Bovoidea | \| \| Bovidae (Bovins, Caprins et antilopes) \| \| \| \| \| \| Moschidae (Cerfs porte-musc) \| \| \| \| |
|          | \| \| Bovidae (Bovins, Caprins et antilopes) \| \| \| \| \| \| Moschidae (Cerfs porte-musc) \| \| \| \| |
|          | Bovidae (Bovins, Caprins et antilopes)                                                                  |
|          | |
|          | Moschidae (Cerfs porte-musc)                                                                            |
|          | |

|  | Bovidae (Bovins, Caprins et antilopes) |
|  |                                        |
|  | Moschidae (Cerfs porte-musc)           |
|  |                                        |

|  | Antilocapridae (Antilocapres)  |
|  |                                |
|  | Giraffidae (Girafes, okapi...) |
|  |                                |

|          | Cervidae (Cerfs, rennes...)                                                                             |
|          | |
| Bovoidea | \| \| Bovidae (Bovins, Caprins et antilopes) \| \| \| \| \| \| Moschidae (Cerfs porte-musc) \| \| \| \| |
|          | \| \| Bovidae (Bovins, Caprins et antilopes) \| \| \| \| \| \| Moschidae (Cerfs porte-musc) \| \| \| \| |
|          | Bovidae (Bovins, Caprins et antilopes)                                                                  |
|          | |
|          | Moschidae (Cerfs porte-musc)                                                                            |
|          | |

|  | Bovidae (Bovins, Caprins et antilopes) |
|  |                                        |
|  | Moschidae (Cerfs porte-musc)           |
|  |                                        |

|  | Antilocapridae (Antilocapres)  |
|  |                                |
|  | Giraffidae (Girafes, okapi...) |
|  |                                |

|          | Cervidae (Cerfs, rennes...)                                                                             |
|          | |
| Bovoidea | \| \| Bovidae (Bovins, Caprins et antilopes) \| \| \| \| \| \| Moschidae (Cerfs porte-musc) \| \| \| \| |
|          | \| \| Bovidae (Bovins, Caprins et antilopes) \| \| \| \| \| \| Moschidae (Cerfs porte-musc) \| \| \| \| |
|          | Bovidae (Bovins, Caprins et antilopes)                                                                  |
|          | |
|          | Moschidae (Cerfs porte-musc)                                                                            |
|          | |

|  | Bovidae (Bovins, Caprins et antilopes) |
|  |                                        |
|  | Moschidae (Cerfs porte-musc)           |
|  |                                        |

|  | Camelidae (Chameaux, lamas…) |
|  |                              |

|  | Suidae (Porcins)      |
|  |                       |
|  | Tayassuidae (Pécaris) |
|  |                       |

|  | Cetacea (Baleines, dauphins ...) |
|  |                                  |
|  | Hippopotamidae (Hippopotames)    |
|  |                                  |

|  | Antilocapridae (Antilocapres)  |
|  |                                |
|  | Giraffidae (Girafes, okapi...) |
|  |                                |

|          | Cervidae (Cerfs, rennes...)                                                                             |
|          | |
| Bovoidea | \| \| Bovidae (Bovins, Caprins et antilopes) \| \| \| \| \| \| Moschidae (Cerfs porte-musc) \| \| \| \| |
|          | \| \| Bovidae (Bovins, Caprins et antilopes) \| \| \| \| \| \| Moschidae (Cerfs porte-musc) \| \| \| \| |
|          | Bovidae (Bovins, Caprins et antilopes)                                                                  |
|          | |
|          | Moschidae (Cerfs porte-musc)                                                                            |
|          | |

|  | Bovidae (Bovins, Caprins et antilopes) |
|  |                                        |
|  | Moschidae (Cerfs porte-musc)           |
|  |                                        |

|  | Antilocapridae (Antilocapres)  |
|  |                                |
|  | Giraffidae (Girafes, okapi...) |
|  |                                |

|          | Cervidae (Cerfs, rennes...)                                                                             |
|          | |
| Bovoidea | \| \| Bovidae (Bovins, Caprins et antilopes) \| \| \| \| \| \| Moschidae (Cerfs porte-musc) \| \| \| \| |
|          | \| \| Bovidae (Bovins, Caprins et antilopes) \| \| \| \| \| \| Moschidae (Cerfs porte-musc) \| \| \| \| |
|          | Bovidae (Bovins, Caprins et antilopes)                                                                  |
|          | |
|          | Moschidae (Cerfs porte-musc)                                                                            |
|          | |

|  | Bovidae (Bovins, Caprins et antilopes) |
|  |                                        |
|  | Moschidae (Cerfs porte-musc)           |
|  |                                        |

|  | Antilocapridae (Antilocapres)  |
|  |                                |
|  | Giraffidae (Girafes, okapi...) |
|  |                                |

|          | Cervidae (Cerfs, rennes...)                                                                             |
|          | |
| Bovoidea | \| \| Bovidae (Bovins, Caprins et antilopes) \| \| \| \| \| \| Moschidae (Cerfs porte-musc) \| \| \| \| |
|          | \| \| Bovidae (Bovins, Caprins et antilopes) \| \| \| \| \| \| Moschidae (Cerfs porte-musc) \| \| \| \| |
|          | Bovidae (Bovins, Caprins et antilopes)                                                                  |
|          | |
|          | Moschidae (Cerfs porte-musc)                                                                            |
|          | |

|  | Bovidae (Bovins, Caprins et antilopes) |
|  |                                        |
|  | Moschidae (Cerfs porte-musc)           |
|  |                                        |

|  | Antilocapridae (Antilocapres)  |
|  |                                |
|  | Giraffidae (Girafes, okapi...) |
|  |                                |

|          | Cervidae (Cerfs, rennes...)                                                                             |
|          | |
| Bovoidea | \| \| Bovidae (Bovins, Caprins et antilopes) \| \| \| \| \| \| Moschidae (Cerfs porte-musc) \| \| \| \| |
|          | \| \| Bovidae (Bovins, Caprins et antilopes) \| \| \| \| \| \| Moschidae (Cerfs porte-musc) \| \| \| \| |
|          | Bovidae (Bovins, Caprins et antilopes)                                                                  |
|          | |
|          | Moschidae (Cerfs porte-musc)                                                                            |
|          | |

|  | Bovidae (Bovins, Caprins et antilopes) |
|  |                                        |
|  | Moschidae (Cerfs porte-musc)           |
|  |                                        |

|  | Cetacea (Baleines, dauphins ...) |
|  |                                  |
|  | Hippopotamidae (Hippopotames)    |
|  |                                  |

|  | Antilocapridae (Antilocapres)  |
|  |                                |
|  | Giraffidae (Girafes, okapi...) |
|  |                                |

|          | Cervidae (Cerfs, rennes...)                                                                             |
|          | |
| Bovoidea | \| \| Bovidae (Bovins, Caprins et antilopes) \| \| \| \| \| \| Moschidae (Cerfs porte-musc) \| \| \| \| |
|          | \| \| Bovidae (Bovins, Caprins et antilopes) \| \| \| \| \| \| Moschidae (Cerfs porte-musc) \| \| \| \| |
|          | Bovidae (Bovins, Caprins et antilopes)                                                                  |
|          | |
|          | Moschidae (Cerfs porte-musc)                                                                            |
|          | |

|  | Bovidae (Bovins, Caprins et antilopes) |
|  |                                        |
|  | Moschidae (Cerfs porte-musc)           |
|  |                                        |

|  | Antilocapridae (Antilocapres)  |
|  |                                |
|  | Giraffidae (Girafes, okapi...) |
|  |                                |

|          | Cervidae (Cerfs, rennes...)                                                                             |
|          | |
| Bovoidea | \| \| Bovidae (Bovins, Caprins et antilopes) \| \| \| \| \| \| Moschidae (Cerfs porte-musc) \| \| \| \| |
|          | \| \| Bovidae (Bovins, Caprins et antilopes) \| \| \| \| \| \| Moschidae (Cerfs porte-musc) \| \| \| \| |
|          | Bovidae (Bovins, Caprins et antilopes)                                                                  |
|          | |
|          | Moschidae (Cerfs porte-musc)                                                                            |
|          | |

|  | Bovidae (Bovins, Caprins et antilopes) |
|  |                                        |
|  | Moschidae (Cerfs porte-musc)           |
|  |                                        |

|  | Antilocapridae (Antilocapres)  |
|  |                                |
|  | Giraffidae (Girafes, okapi...) |
|  |                                |

|          | Cervidae (Cerfs, rennes...)                                                                             |
|          | |
| Bovoidea | \| \| Bovidae (Bovins, Caprins et antilopes) \| \| \| \| \| \| Moschidae (Cerfs porte-musc) \| \| \| \| |
|          | \| \| Bovidae (Bovins, Caprins et antilopes) \| \| \| \| \| \| Moschidae (Cerfs porte-musc) \| \| \| \| |
|          | Bovidae (Bovins, Caprins et antilopes)                                                                  |
|          | |
|          | Moschidae (Cerfs porte-musc)                                                                            |
|          | |

|  | Bovidae (Bovins, Caprins et antilopes) |
|  |                                        |
|  | Moschidae (Cerfs porte-musc)           |
|  |                                        |

|  | Antilocapridae (Antilocapres)  |
|  |                                |
|  | Giraffidae (Girafes, okapi...) |
|  |                                |

|          | Cervidae (Cerfs, rennes...)                                                                             |
|          | |
| Bovoidea | \| \| Bovidae (Bovins, Caprins et antilopes) \| \| \| \| \| \| Moschidae (Cerfs porte-musc) \| \| \| \| |
|          | \| \| Bovidae (Bovins, Caprins et antilopes) \| \| \| \| \| \| Moschidae (Cerfs porte-musc) \| \| \| \| |
|          | Bovidae (Bovins, Caprins et antilopes)                                                                  |
|          | |
|          | Moschidae (Cerfs porte-musc)                                                                            |
|          | |

|  | Bovidae (Bovins, Caprins et antilopes) |
|  |                                        |
|  | Moschidae (Cerfs porte-musc)           |
|  |                                        |

|  | Suidae (Porcins)      |
|  |                       |
|  | Tayassuidae (Pécaris) |
|  |                       |

|  | Cetacea (Baleines, dauphins ...) |
|  |                                  |
|  | Hippopotamidae (Hippopotames)    |
|  |                                  |

|  | Antilocapridae (Antilocapres)  |
|  |                                |
|  | Giraffidae (Girafes, okapi...) |
|  |                                |

|          | Cervidae (Cerfs, rennes...)                                                                             |
|          | |
| Bovoidea | \| \| Bovidae (Bovins, Caprins et antilopes) \| \| \| \| \| \| Moschidae (Cerfs porte-musc) \| \| \| \| |
|          | \| \| Bovidae (Bovins, Caprins et antilopes) \| \| \| \| \| \| Moschidae (Cerfs porte-musc) \| \| \| \| |
|          | Bovidae (Bovins, Caprins et antilopes)                                                                  |
|          | |
|          | Moschidae (Cerfs porte-musc)                                                                            |
|          | |

|  | Bovidae (Bovins, Caprins et antilopes) |
|  |                                        |
|  | Moschidae (Cerfs porte-musc)           |
|  |                                        |

|  | Antilocapridae (Antilocapres)  |
|  |                                |
|  | Giraffidae (Girafes, okapi...) |
|  |                                |

|          | Cervidae (Cerfs, rennes...)                                                                             |
|          | |
| Bovoidea | \| \| Bovidae (Bovins, Caprins et antilopes) \| \| \| \| \| \| Moschidae (Cerfs porte-musc) \| \| \| \| |
|          | \| \| Bovidae (Bovins, Caprins et antilopes) \| \| \| \| \| \| Moschidae (Cerfs porte-musc) \| \| \| \| |
|          | Bovidae (Bovins, Caprins et antilopes)                                                                  |
|          | |
|          | Moschidae (Cerfs porte-musc)                                                                            |
|          | |

|  | Bovidae (Bovins, Caprins et antilopes) |
|  |                                        |
|  | Moschidae (Cerfs porte-musc)           |
|  |                                        |

|  | Antilocapridae (Antilocapres)  |
|  |                                |
|  | Giraffidae (Girafes, okapi...) |
|  |                                |

|          | Cervidae (Cerfs, rennes...)                                                                             |
|          | |
| Bovoidea | \| \| Bovidae (Bovins, Caprins et antilopes) \| \| \| \| \| \| Moschidae (Cerfs porte-musc) \| \| \| \| |
|          | \| \| Bovidae (Bovins, Caprins et antilopes) \| \| \| \| \| \| Moschidae (Cerfs porte-musc) \| \| \| \| |
|          | Bovidae (Bovins, Caprins et antilopes)                                                                  |
|          | |
|          | Moschidae (Cerfs porte-musc)                                                                            |
|          | |

|  | Bovidae (Bovins, Caprins et antilopes) |
|  |                                        |
|  | Moschidae (Cerfs porte-musc)           |
|  |                                        |

|  | Antilocapridae (Antilocapres)  |
|  |                                |
|  | Giraffidae (Girafes, okapi...) |
|  |                                |

|          | Cervidae (Cerfs, rennes...)                                                                             |
|          | |
| Bovoidea | \| \| Bovidae (Bovins, Caprins et antilopes) \| \| \| \| \| \| Moschidae (Cerfs porte-musc) \| \| \| \| |
|          | \| \| Bovidae (Bovins, Caprins et antilopes) \| \| \| \| \| \| Moschidae (Cerfs porte-musc) \| \| \| \| |
|          | Bovidae (Bovins, Caprins et antilopes)                                                                  |
|          | |
|          | Moschidae (Cerfs porte-musc)                                                                            |
|          | |

|  | Bovidae (Bovins, Caprins et antilopes) |
|  |                                        |
|  | Moschidae (Cerfs porte-musc)           |
|  |                                        |

|  | Cetacea (Baleines, dauphins ...) |
|  |                                  |
|  | Hippopotamidae (Hippopotames)    |
|  |                                  |

|  | Antilocapridae (Antilocapres)  |
|  |                                |
|  | Giraffidae (Girafes, okapi...) |
|  |                                |

|          | Cervidae (Cerfs, rennes...)                                                                             |
|          | |
| Bovoidea | \| \| Bovidae (Bovins, Caprins et antilopes) \| \| \| \| \| \| Moschidae (Cerfs porte-musc) \| \| \| \| |
|          | \| \| Bovidae (Bovins, Caprins et antilopes) \| \| \| \| \| \| Moschidae (Cerfs porte-musc) \| \| \| \| |
|          | Bovidae (Bovins, Caprins et antilopes)                                                                  |
|          | |
|          | Moschidae (Cerfs porte-musc)                                                                            |
|          | |

|  | Bovidae (Bovins, Caprins et antilopes) |
|  |                                        |
|  | Moschidae (Cerfs porte-musc)           |
|  |                                        |

|  | Antilocapridae (Antilocapres)  |
|  |                                |
|  | Giraffidae (Girafes, okapi...) |
|  |                                |

|          | Cervidae (Cerfs, rennes...)                                                                             |
|          | |
| Bovoidea | \| \| Bovidae (Bovins, Caprins et antilopes) \| \| \| \| \| \| Moschidae (Cerfs porte-musc) \| \| \| \| |
|          | \| \| Bovidae (Bovins, Caprins et antilopes) \| \| \| \| \| \| Moschidae (Cerfs porte-musc) \| \| \| \| |
|          | Bovidae (Bovins, Caprins et antilopes)                                                                  |
|          | |
|          | Moschidae (Cerfs porte-musc)                                                                            |
|          | |

|  | Bovidae (Bovins, Caprins et antilopes) |
|  |                                        |
|  | Moschidae (Cerfs porte-musc)           |
|  |                                        |

|  | Antilocapridae (Antilocapres)  |
|  |                                |
|  | Giraffidae (Girafes, okapi...) |
|  |                                |

|          | Cervidae (Cerfs, rennes...)                                                                             |
|          | |
| Bovoidea | \| \| Bovidae (Bovins, Caprins et antilopes) \| \| \| \| \| \| Moschidae (Cerfs porte-musc) \| \| \| \| |
|          | \| \| Bovidae (Bovins, Caprins et antilopes) \| \| \| \| \| \| Moschidae (Cerfs porte-musc) \| \| \| \| |
|          | Bovidae (Bovins, Caprins et antilopes)                                                                  |
|          | |
|          | Moschidae (Cerfs porte-musc)                                                                            |
|          | |

|  | Bovidae (Bovins, Caprins et antilopes) |
|  |                                        |
|  | Moschidae (Cerfs porte-musc)           |
|  |                                        |

|  | Antilocapridae (Antilocapres)  |
|  |                                |
|  | Giraffidae (Girafes, okapi...) |
|  |                                |

|          | Cervidae (Cerfs, rennes...)                                                                             |
|          | |
| Bovoidea | \| \| Bovidae (Bovins, Caprins et antilopes) \| \| \| \| \| \| Moschidae (Cerfs porte-musc) \| \| \| \| |
|          | \| \| Bovidae (Bovins, Caprins et antilopes) \| \| \| \| \| \| Moschidae (Cerfs porte-musc) \| \| \| \| |
|          | Bovidae (Bovins, Caprins et antilopes)                                                                  |
|          | |
|          | Moschidae (Cerfs porte-musc)                                                                            |
|          | |

|  | Bovidae (Bovins, Caprins et antilopes) |
|  |                                        |
|  | Moschidae (Cerfs porte-musc)           |
|  |                                        |

### Phylogénie interne
Phylogénie des familles actuelles des cétacés modernes (néocètes) d'après Gatesy et al. (2012) :
|                  | Neobalaenidae (avec la Baleine pygmée)                                                                    |
|                  | |
| Balaenopteroidea | \| \| Balaenopteridae (les rorquals) \| \| \| \| \| \| Eschrichtiidae (avec la Baleine grise) \| \| \| \| |
|                  | \| \| Balaenopteridae (les rorquals) \| \| \| \| \| \| Eschrichtiidae (avec la Baleine grise) \| \| \| \| |
|                  | Balaenopteridae (les rorquals)                                                                            |
|                  | |
|                  | Eschrichtiidae (avec la Baleine grise)                                                                    |
|                  | |

|  | Balaenopteridae (les rorquals)         |
|  |                                        |
|  | Eschrichtiidae (avec la Baleine grise) |
|  |                                        |

|                  | Neobalaenidae (avec la Baleine pygmée)                                                                    |
|                  | |
| Balaenopteroidea | \| \| Balaenopteridae (les rorquals) \| \| \| \| \| \| Eschrichtiidae (avec la Baleine grise) \| \| \| \| |
|                  | \| \| Balaenopteridae (les rorquals) \| \| \| \| \| \| Eschrichtiidae (avec la Baleine grise) \| \| \| \| |
|                  | Balaenopteridae (les rorquals)                                                                            |
|                  | |
|                  | Eschrichtiidae (avec la Baleine grise)                                                                    |
|                  | |

|  | Balaenopteridae (les rorquals)         |
|  |                                        |
|  | Eschrichtiidae (avec la Baleine grise) |
|  |                                        |

|  | Kogiidae (avec le Cachalot pygmée)    |
|  |                                       |
|  | Physeteridae (avec le Grand cachalot) |
|  |                                       |

|          | Lipotidae (dauphins de rivières du Pacifique))                                                                                    |
|          | |
| Inioidea | \| \| Iniidae (dauphins de rivière du bassin amazonien) \| \| \| \| \| \| Pontoporiidae (avec le Dauphin de la Plata) \| \| \| \| |
|          | \| \| Iniidae (dauphins de rivière du bassin amazonien) \| \| \| \| \| \| Pontoporiidae (avec le Dauphin de la Plata) \| \| \| \| |
|          | Iniidae (dauphins de rivière du bassin amazonien)                                                                                 |
|          | |
|          | Pontoporiidae (avec le Dauphin de la Plata)                                                                                       |
|          | |

|  | Iniidae (dauphins de rivière du bassin amazonien) |
|  |                                                   |
|  | Pontoporiidae (avec le Dauphin de la Plata)       |
|  |                                                   |

|               | Delphinidae (les dauphins océaniques)                                                                       |
|               | |
| Monodontoidae | \| \| Monodontidae (avec le Bélouga et le Narval) \| \| \| \| \| \| Phocoenidae (les marsouins) \| \| \| \| |
|               | \| \| Monodontidae (avec le Bélouga et le Narval) \| \| \| \| \| \| Phocoenidae (les marsouins) \| \| \| \| |
|               | Monodontidae (avec le Bélouga et le Narval)                                                                 |
|               | |
|               | Phocoenidae (les marsouins)                                                                                 |
|               | |

|  | Monodontidae (avec le Bélouga et le Narval) |
|  |                                             |
|  | Phocoenidae (les marsouins)                 |
|  |                                             |

|          | Lipotidae (dauphins de rivières du Pacifique))                                                                                    |
|          | |
| Inioidea | \| \| Iniidae (dauphins de rivière du bassin amazonien) \| \| \| \| \| \| Pontoporiidae (avec le Dauphin de la Plata) \| \| \| \| |
|          | \| \| Iniidae (dauphins de rivière du bassin amazonien) \| \| \| \| \| \| Pontoporiidae (avec le Dauphin de la Plata) \| \| \| \| |
|          | Iniidae (dauphins de rivière du bassin amazonien)                                                                                 |
|          | |
|          | Pontoporiidae (avec le Dauphin de la Plata)                                                                                       |
|          | |

|  | Iniidae (dauphins de rivière du bassin amazonien) |
|  |                                                   |
|  | Pontoporiidae (avec le Dauphin de la Plata)       |
|  |                                                   |

|               | Delphinidae (les dauphins océaniques)                                                                       |
|               | |
| Monodontoidae | \| \| Monodontidae (avec le Bélouga et le Narval) \| \| \| \| \| \| Phocoenidae (les marsouins) \| \| \| \| |
|               | \| \| Monodontidae (avec le Bélouga et le Narval) \| \| \| \| \| \| Phocoenidae (les marsouins) \| \| \| \| |
|               | Monodontidae (avec le Bélouga et le Narval)                                                                 |
|               | |
|               | Phocoenidae (les marsouins)                                                                                 |
|               | |

|  | Monodontidae (avec le Bélouga et le Narval) |
|  |                                             |
|  | Phocoenidae (les marsouins)                 |
|  |                                             |

|          | Lipotidae (dauphins de rivières du Pacifique))                                                                                    |
|          | |
| Inioidea | \| \| Iniidae (dauphins de rivière du bassin amazonien) \| \| \| \| \| \| Pontoporiidae (avec le Dauphin de la Plata) \| \| \| \| |
|          | \| \| Iniidae (dauphins de rivière du bassin amazonien) \| \| \| \| \| \| Pontoporiidae (avec le Dauphin de la Plata) \| \| \| \| |
|          | Iniidae (dauphins de rivière du bassin amazonien)                                                                                 |
|          | |
|          | Pontoporiidae (avec le Dauphin de la Plata)                                                                                       |
|          | |

|  | Iniidae (dauphins de rivière du bassin amazonien) |
|  |                                                   |
|  | Pontoporiidae (avec le Dauphin de la Plata)       |
|  |                                                   |

|               | Delphinidae (les dauphins océaniques)                                                                       |
|               | |
| Monodontoidae | \| \| Monodontidae (avec le Bélouga et le Narval) \| \| \| \| \| \| Phocoenidae (les marsouins) \| \| \| \| |
|               | \| \| Monodontidae (avec le Bélouga et le Narval) \| \| \| \| \| \| Phocoenidae (les marsouins) \| \| \| \| |
|               | Monodontidae (avec le Bélouga et le Narval)                                                                 |
|               | |
|               | Phocoenidae (les marsouins)                                                                                 |
|               | |

|  | Monodontidae (avec le Bélouga et le Narval) |
|  |                                             |
|  | Phocoenidae (les marsouins)                 |
|  |                                             |

|          | Lipotidae (dauphins de rivières du Pacifique))                                                                                    |
|          | |
| Inioidea | \| \| Iniidae (dauphins de rivière du bassin amazonien) \| \| \| \| \| \| Pontoporiidae (avec le Dauphin de la Plata) \| \| \| \| |
|          | \| \| Iniidae (dauphins de rivière du bassin amazonien) \| \| \| \| \| \| Pontoporiidae (avec le Dauphin de la Plata) \| \| \| \| |
|          | Iniidae (dauphins de rivière du bassin amazonien)                                                                                 |
|          | |
|          | Pontoporiidae (avec le Dauphin de la Plata)                                                                                       |
|          | |

|  | Iniidae (dauphins de rivière du bassin amazonien) |
|  |                                                   |
|  | Pontoporiidae (avec le Dauphin de la Plata)       |
|  |                                                   |

|               | Delphinidae (les dauphins océaniques)                                                                       |
|               | |
| Monodontoidae | \| \| Monodontidae (avec le Bélouga et le Narval) \| \| \| \| \| \| Phocoenidae (les marsouins) \| \| \| \| |
|               | \| \| Monodontidae (avec le Bélouga et le Narval) \| \| \| \| \| \| Phocoenidae (les marsouins) \| \| \| \| |
|               | Monodontidae (avec le Bélouga et le Narval)                                                                 |
|               | |
|               | Phocoenidae (les marsouins)                                                                                 |
|               | |

|  | Monodontidae (avec le Bélouga et le Narval) |
|  |                                             |
|  | Phocoenidae (les marsouins)                 |
|  |                                             |

|          | Lipotidae (dauphins de rivières du Pacifique))                                                                                    |
|          | |
| Inioidea | \| \| Iniidae (dauphins de rivière du bassin amazonien) \| \| \| \| \| \| Pontoporiidae (avec le Dauphin de la Plata) \| \| \| \| |
|          | \| \| Iniidae (dauphins de rivière du bassin amazonien) \| \| \| \| \| \| Pontoporiidae (avec le Dauphin de la Plata) \| \| \| \| |
|          | Iniidae (dauphins de rivière du bassin amazonien)                                                                                 |
|          | |
|          | Pontoporiidae (avec le Dauphin de la Plata)                                                                                       |
|          | |

|  | Iniidae (dauphins de rivière du bassin amazonien) |
|  |                                                   |
|  | Pontoporiidae (avec le Dauphin de la Plata)       |
|  |                                                   |

|               | Delphinidae (les dauphins océaniques)                                                                       |
|               | |
| Monodontoidae | \| \| Monodontidae (avec le Bélouga et le Narval) \| \| \| \| \| \| Phocoenidae (les marsouins) \| \| \| \| |
|               | \| \| Monodontidae (avec le Bélouga et le Narval) \| \| \| \| \| \| Phocoenidae (les marsouins) \| \| \| \| |
|               | Monodontidae (avec le Bélouga et le Narval)                                                                 |
|               | |
|               | Phocoenidae (les marsouins)                                                                                 |
|               | |

|  | Monodontidae (avec le Bélouga et le Narval) |
|  |                                             |
|  | Phocoenidae (les marsouins)                 |
|  |                                             |

|          | Lipotidae (dauphins de rivières du Pacifique))                                                                                    |
|          | |
| Inioidea | \| \| Iniidae (dauphins de rivière du bassin amazonien) \| \| \| \| \| \| Pontoporiidae (avec le Dauphin de la Plata) \| \| \| \| |
|          | \| \| Iniidae (dauphins de rivière du bassin amazonien) \| \| \| \| \| \| Pontoporiidae (avec le Dauphin de la Plata) \| \| \| \| |
|          | Iniidae (dauphins de rivière du bassin amazonien)                                                                                 |
|          | |
|          | Pontoporiidae (avec le Dauphin de la Plata)                                                                                       |
|          | |

|  | Iniidae (dauphins de rivière du bassin amazonien) |
|  |                                                   |
|  | Pontoporiidae (avec le Dauphin de la Plata)       |
|  |                                                   |

|               | Delphinidae (les dauphins océaniques)                                                                       |
|               | |
| Monodontoidae | \| \| Monodontidae (avec le Bélouga et le Narval) \| \| \| \| \| \| Phocoenidae (les marsouins) \| \| \| \| |
|               | \| \| Monodontidae (avec le Bélouga et le Narval) \| \| \| \| \| \| Phocoenidae (les marsouins) \| \| \| \| |
|               | Monodontidae (avec le Bélouga et le Narval)                                                                 |
|               | |
|               | Phocoenidae (les marsouins)                                                                                 |
|               | |

|  | Monodontidae (avec le Bélouga et le Narval) |
|  |                                             |
|  | Phocoenidae (les marsouins)                 |
|  |                                             |

|          | Lipotidae (dauphins de rivières du Pacifique))                                                                                    |
|          | |
| Inioidea | \| \| Iniidae (dauphins de rivière du bassin amazonien) \| \| \| \| \| \| Pontoporiidae (avec le Dauphin de la Plata) \| \| \| \| |
|          | \| \| Iniidae (dauphins de rivière du bassin amazonien) \| \| \| \| \| \| Pontoporiidae (avec le Dauphin de la Plata) \| \| \| \| |
|          | Iniidae (dauphins de rivière du bassin amazonien)                                                                                 |
|          | |
|          | Pontoporiidae (avec le Dauphin de la Plata)                                                                                       |
|          | |

|  | Iniidae (dauphins de rivière du bassin amazonien) |
|  |                                                   |
|  | Pontoporiidae (avec le Dauphin de la Plata)       |
|  |                                                   |

|               | Delphinidae (les dauphins océaniques)                                                                       |
|               | |
| Monodontoidae | \| \| Monodontidae (avec le Bélouga et le Narval) \| \| \| \| \| \| Phocoenidae (les marsouins) \| \| \| \| |
|               | \| \| Monodontidae (avec le Bélouga et le Narval) \| \| \| \| \| \| Phocoenidae (les marsouins) \| \| \| \| |
|               | Monodontidae (avec le Bélouga et le Narval)                                                                 |
|               | |
|               | Phocoenidae (les marsouins)                                                                                 |
|               | |

|  | Monodontidae (avec le Bélouga et le Narval) |
|  |                                             |
|  | Phocoenidae (les marsouins)                 |
|  |                                             |

|          | Lipotidae (dauphins de rivières du Pacifique))                                                                                    |
|          | |
| Inioidea | \| \| Iniidae (dauphins de rivière du bassin amazonien) \| \| \| \| \| \| Pontoporiidae (avec le Dauphin de la Plata) \| \| \| \| |
|          | \| \| Iniidae (dauphins de rivière du bassin amazonien) \| \| \| \| \| \| Pontoporiidae (avec le Dauphin de la Plata) \| \| \| \| |
|          | Iniidae (dauphins de rivière du bassin amazonien)                                                                                 |
|          | |
|          | Pontoporiidae (avec le Dauphin de la Plata)                                                                                       |
|          | |

|  | Iniidae (dauphins de rivière du bassin amazonien) |
|  |                                                   |
|  | Pontoporiidae (avec le Dauphin de la Plata)       |
|  |                                                   |

|               | Delphinidae (les dauphins océaniques)                                                                       |
|               | |
| Monodontoidae | \| \| Monodontidae (avec le Bélouga et le Narval) \| \| \| \| \| \| Phocoenidae (les marsouins) \| \| \| \| |
|               | \| \| Monodontidae (avec le Bélouga et le Narval) \| \| \| \| \| \| Phocoenidae (les marsouins) \| \| \| \| |
|               | Monodontidae (avec le Bélouga et le Narval)                                                                 |
|               | |
|               | Phocoenidae (les marsouins)                                                                                 |
|               | |

|  | Monodontidae (avec le Bélouga et le Narval) |
|  |                                             |
|  | Phocoenidae (les marsouins)                 |
|  |                                             |

|  | Kogiidae (avec le Cachalot pygmée)    |
|  |                                       |
|  | Physeteridae (avec le Grand cachalot) |
|  |                                       |

|          | Lipotidae (dauphins de rivières du Pacifique))                                                                                    |
|          | |
| Inioidea | \| \| Iniidae (dauphins de rivière du bassin amazonien) \| \| \| \| \| \| Pontoporiidae (avec le Dauphin de la Plata) \| \| \| \| |
|          | \| \| Iniidae (dauphins de rivière du bassin amazonien) \| \| \| \| \| \| Pontoporiidae (avec le Dauphin de la Plata) \| \| \| \| |
|          | Iniidae (dauphins de rivière du bassin amazonien)                                                                                 |
|          | |
|          | Pontoporiidae (avec le Dauphin de la Plata)                                                                                       |
|          | |

|  | Iniidae (dauphins de rivière du bassin amazonien) |
|  |                                                   |
|  | Pontoporiidae (avec le Dauphin de la Plata)       |
|  |                                                   |

|               | Delphinidae (les dauphins océaniques)                                                                       |
|               | |
| Monodontoidae | \| \| Monodontidae (avec le Bélouga et le Narval) \| \| \| \| \| \| Phocoenidae (les marsouins) \| \| \| \| |
|               | \| \| Monodontidae (avec le Bélouga et le Narval) \| \| \| \| \| \| Phocoenidae (les marsouins) \| \| \| \| |
|               | Monodontidae (avec le Bélouga et le Narval)                                                                 |
|               | |
|               | Phocoenidae (les marsouins)                                                                                 |
|               | |

|  | Monodontidae (avec le Bélouga et le Narval) |
|  |                                             |
|  | Phocoenidae (les marsouins)                 |
|  |                                             |

|          | Lipotidae (dauphins de rivières du Pacifique))                                                                                    |
|          | |
| Inioidea | \| \| Iniidae (dauphins de rivière du bassin amazonien) \| \| \| \| \| \| Pontoporiidae (avec le Dauphin de la Plata) \| \| \| \| |
|          | \| \| Iniidae (dauphins de rivière du bassin amazonien) \| \| \| \| \| \| Pontoporiidae (avec le Dauphin de la Plata) \| \| \| \| |
|          | Iniidae (dauphins de rivière du bassin amazonien)                                                                                 |
|          | |
|          | Pontoporiidae (avec le Dauphin de la Plata)                                                                                       |
|          | |

|  | Iniidae (dauphins de rivière du bassin amazonien) |
|  |                                                   |
|  | Pontoporiidae (avec le Dauphin de la Plata)       |
|  |                                                   |

|               | Delphinidae (les dauphins océaniques)                                                                       |
|               | |
| Monodontoidae | \| \| Monodontidae (avec le Bélouga et le Narval) \| \| \| \| \| \| Phocoenidae (les marsouins) \| \| \| \| |
|               | \| \| Monodontidae (avec le Bélouga et le Narval) \| \| \| \| \| \| Phocoenidae (les marsouins) \| \| \| \| |
|               | Monodontidae (avec le Bélouga et le Narval)                                                                 |
|               | |
|               | Phocoenidae (les marsouins)                                                                                 |
|               | |

|  | Monodontidae (avec le Bélouga et le Narval) |
|  |                                             |
|  | Phocoenidae (les marsouins)                 |
|  |                                             |

|          | Lipotidae (dauphins de rivières du Pacifique))                                                                                    |
|          | |
| Inioidea | \| \| Iniidae (dauphins de rivière du bassin amazonien) \| \| \| \| \| \| Pontoporiidae (avec le Dauphin de la Plata) \| \| \| \| |
|          | \| \| Iniidae (dauphins de rivière du bassin amazonien) \| \| \| \| \| \| Pontoporiidae (avec le Dauphin de la Plata) \| \| \| \| |
|          | Iniidae (dauphins de rivière du bassin amazonien)                                                                                 |
|          | |
|          | Pontoporiidae (avec le Dauphin de la Plata)                                                                                       |
|          | |

|  | Iniidae (dauphins de rivière du bassin amazonien) |
|  |                                                   |
|  | Pontoporiidae (avec le Dauphin de la Plata)       |
|  |                                                   |

|               | Delphinidae (les dauphins océaniques)                                                                       |
|               | |
| Monodontoidae | \| \| Monodontidae (avec le Bélouga et le Narval) \| \| \| \| \| \| Phocoenidae (les marsouins) \| \| \| \| |
|               | \| \| Monodontidae (avec le Bélouga et le Narval) \| \| \| \| \| \| Phocoenidae (les marsouins) \| \| \| \| |
|               | Monodontidae (avec le Bélouga et le Narval)                                                                 |
|               | |
|               | Phocoenidae (les marsouins)                                                                                 |
|               | |

|  | Monodontidae (avec le Bélouga et le Narval) |
|  |                                             |
|  | Phocoenidae (les marsouins)                 |
|  |                                             |

|          | Lipotidae (dauphins de rivières du Pacifique))                                                                                    |
|          | |
| Inioidea | \| \| Iniidae (dauphins de rivière du bassin amazonien) \| \| \| \| \| \| Pontoporiidae (avec le Dauphin de la Plata) \| \| \| \| |
|          | \| \| Iniidae (dauphins de rivière du bassin amazonien) \| \| \| \| \| \| Pontoporiidae (avec le Dauphin de la Plata) \| \| \| \| |
|          | Iniidae (dauphins de rivière du bassin amazonien)                                                                                 |
|          | |
|          | Pontoporiidae (avec le Dauphin de la Plata)                                                                                       |
|          | |

|  | Iniidae (dauphins de rivière du bassin amazonien) |
|  |                                                   |
|  | Pontoporiidae (avec le Dauphin de la Plata)       |
|  |                                                   |

|               | Delphinidae (les dauphins océaniques)                                                                       |
|               | |
| Monodontoidae | \| \| Monodontidae (avec le Bélouga et le Narval) \| \| \| \| \| \| Phocoenidae (les marsouins) \| \| \| \| |
|               | \| \| Monodontidae (avec le Bélouga et le Narval) \| \| \| \| \| \| Phocoenidae (les marsouins) \| \| \| \| |
|               | Monodontidae (avec le Bélouga et le Narval)                                                                 |
|               | |
|               | Phocoenidae (les marsouins)                                                                                 |
|               | |

|  | Monodontidae (avec le Bélouga et le Narval) |
|  |                                             |
|  | Phocoenidae (les marsouins)                 |
|  |                                             |

|          | Lipotidae (dauphins de rivières du Pacifique))                                                                                    |
|          | |
| Inioidea | \| \| Iniidae (dauphins de rivière du bassin amazonien) \| \| \| \| \| \| Pontoporiidae (avec le Dauphin de la Plata) \| \| \| \| |
|          | \| \| Iniidae (dauphins de rivière du bassin amazonien) \| \| \| \| \| \| Pontoporiidae (avec le Dauphin de la Plata) \| \| \| \| |
|          | Iniidae (dauphins de rivière du bassin amazonien)                                                                                 |
|          | |
|          | Pontoporiidae (avec le Dauphin de la Plata)                                                                                       |
|          | |

|  | Iniidae (dauphins de rivière du bassin amazonien) |
|  |                                                   |
|  | Pontoporiidae (avec le Dauphin de la Plata)       |
|  |                                                   |

|               | Delphinidae (les dauphins océaniques)                                                                       |
|               | |
| Monodontoidae | \| \| Monodontidae (avec le Bélouga et le Narval) \| \| \| \| \| \| Phocoenidae (les marsouins) \| \| \| \| |
|               | \| \| Monodontidae (avec le Bélouga et le Narval) \| \| \| \| \| \| Phocoenidae (les marsouins) \| \| \| \| |
|               | Monodontidae (avec le Bélouga et le Narval)                                                                 |
|               | |
|               | Phocoenidae (les marsouins)                                                                                 |
|               | |

|  | Monodontidae (avec le Bélouga et le Narval) |
|  |                                             |
|  | Phocoenidae (les marsouins)                 |
|  |                                             |

|          | Lipotidae (dauphins de rivières du Pacifique))                                                                                    |
|          | |
| Inioidea | \| \| Iniidae (dauphins de rivière du bassin amazonien) \| \| \| \| \| \| Pontoporiidae (avec le Dauphin de la Plata) \| \| \| \| |
|          | \| \| Iniidae (dauphins de rivière du bassin amazonien) \| \| \| \| \| \| Pontoporiidae (avec le Dauphin de la Plata) \| \| \| \| |
|          | Iniidae (dauphins de rivière du bassin amazonien)                                                                                 |
|          | |
|          | Pontoporiidae (avec le Dauphin de la Plata)                                                                                       |
|          | |

|  | Iniidae (dauphins de rivière du bassin amazonien) |
|  |                                                   |
|  | Pontoporiidae (avec le Dauphin de la Plata)       |
|  |                                                   |

|               | Delphinidae (les dauphins océaniques)                                                                       |
|               | |
| Monodontoidae | \| \| Monodontidae (avec le Bélouga et le Narval) \| \| \| \| \| \| Phocoenidae (les marsouins) \| \| \| \| |
|               | \| \| Monodontidae (avec le Bélouga et le Narval) \| \| \| \| \| \| Phocoenidae (les marsouins) \| \| \| \| |
|               | Monodontidae (avec le Bélouga et le Narval)                                                                 |
|               | |
|               | Phocoenidae (les marsouins)                                                                                 |
|               | |

|  | Monodontidae (avec le Bélouga et le Narval) |
|  |                                             |
|  | Phocoenidae (les marsouins)                 |
|  |                                             |

|          | Lipotidae (dauphins de rivières du Pacifique))                                                                                    |
|          | |
| Inioidea | \| \| Iniidae (dauphins de rivière du bassin amazonien) \| \| \| \| \| \| Pontoporiidae (avec le Dauphin de la Plata) \| \| \| \| |
|          | \| \| Iniidae (dauphins de rivière du bassin amazonien) \| \| \| \| \| \| Pontoporiidae (avec le Dauphin de la Plata) \| \| \| \| |
|          | Iniidae (dauphins de rivière du bassin amazonien)                                                                                 |
|          | |
|          | Pontoporiidae (avec le Dauphin de la Plata)                                                                                       |
|          | |

|  | Iniidae (dauphins de rivière du bassin amazonien) |
|  |                                                   |
|  | Pontoporiidae (avec le Dauphin de la Plata)       |
|  |                                                   |

|               | Delphinidae (les dauphins océaniques)                                                                       |
|               | |
| Monodontoidae | \| \| Monodontidae (avec le Bélouga et le Narval) \| \| \| \| \| \| Phocoenidae (les marsouins) \| \| \| \| |
|               | \| \| Monodontidae (avec le Bélouga et le Narval) \| \| \| \| \| \| Phocoenidae (les marsouins) \| \| \| \| |
|               | Monodontidae (avec le Bélouga et le Narval)                                                                 |
|               | |
|               | Phocoenidae (les marsouins)                                                                                 |
|               | |

|  | Monodontidae (avec le Bélouga et le Narval) |
|  |                                             |
|  | Phocoenidae (les marsouins)                 |
|  |                                             |

|          | Lipotidae (dauphins de rivières du Pacifique))                                                                                    |
|          | |
| Inioidea | \| \| Iniidae (dauphins de rivière du bassin amazonien) \| \| \| \| \| \| Pontoporiidae (avec le Dauphin de la Plata) \| \| \| \| |
|          | \| \| Iniidae (dauphins de rivière du bassin amazonien) \| \| \| \| \| \| Pontoporiidae (avec le Dauphin de la Plata) \| \| \| \| |
|          | Iniidae (dauphins de rivière du bassin amazonien)                                                                                 |
|          | |
|          | Pontoporiidae (avec le Dauphin de la Plata)                                                                                       |
|          | |

|  | Iniidae (dauphins de rivière du bassin amazonien) |
|  |                                                   |
|  | Pontoporiidae (avec le Dauphin de la Plata)       |
|  |                                                   |

|               | Delphinidae (les dauphins océaniques)                                                                       |
|               | |
| Monodontoidae | \| \| Monodontidae (avec le Bélouga et le Narval) \| \| \| \| \| \| Phocoenidae (les marsouins) \| \| \| \| |
|               | \| \| Monodontidae (avec le Bélouga et le Narval) \| \| \| \| \| \| Phocoenidae (les marsouins) \| \| \| \| |
|               | Monodontidae (avec le Bélouga et le Narval)                                                                 |
|               | |
|               | Phocoenidae (les marsouins)                                                                                 |
|               | |

|  | Monodontidae (avec le Bélouga et le Narval) |
|  |                                             |
|  | Phocoenidae (les marsouins)                 |
|  |                                             |

|                  | Neobalaenidae (avec la Baleine pygmée)                                                                    |
|                  | |
| Balaenopteroidea | \| \| Balaenopteridae (les rorquals) \| \| \| \| \| \| Eschrichtiidae (avec la Baleine grise) \| \| \| \| |
|                  | \| \| Balaenopteridae (les rorquals) \| \| \| \| \| \| Eschrichtiidae (avec la Baleine grise) \| \| \| \| |
|                  | Balaenopteridae (les rorquals)                                                                            |
|                  | |
|                  | Eschrichtiidae (avec la Baleine grise)                                                                    |
|                  | |

|  | Balaenopteridae (les rorquals)         |
|  |                                        |
|  | Eschrichtiidae (avec la Baleine grise) |
|  |                                        |

|                  | Neobalaenidae (avec la Baleine pygmée)                                                                    |
|                  | |
| Balaenopteroidea | \| \| Balaenopteridae (les rorquals) \| \| \| \| \| \| Eschrichtiidae (avec la Baleine grise) \| \| \| \| |
|                  | \| \| Balaenopteridae (les rorquals) \| \| \| \| \| \| Eschrichtiidae (avec la Baleine grise) \| \| \| \| |
|                  | Balaenopteridae (les rorquals)                                                                            |
|                  | |
|                  | Eschrichtiidae (avec la Baleine grise)                                                                    |
|                  | |

|  | Balaenopteridae (les rorquals)         |
|  |                                        |
|  | Eschrichtiidae (avec la Baleine grise) |
|  |                                        |

|  | Kogiidae (avec le Cachalot pygmée)    |
|  |                                       |
|  | Physeteridae (avec le Grand cachalot) |
|  |                                       |

|          | Lipotidae (dauphins de rivières du Pacifique))                                                                                    |
|          | |
| Inioidea | \| \| Iniidae (dauphins de rivière du bassin amazonien) \| \| \| \| \| \| Pontoporiidae (avec le Dauphin de la Plata) \| \| \| \| |
|          | \| \| Iniidae (dauphins de rivière du bassin amazonien) \| \| \| \| \| \| Pontoporiidae (avec le Dauphin de la Plata) \| \| \| \| |
|          | Iniidae (dauphins de rivière du bassin amazonien)                                                                                 |
|          | |
|          | Pontoporiidae (avec le Dauphin de la Plata)                                                                                       |
|          | |

|  | Iniidae (dauphins de rivière du bassin amazonien) |
|  |                                                   |
|  | Pontoporiidae (avec le Dauphin de la Plata)       |
|  |                                                   |

|               | Delphinidae (les dauphins océaniques)                                                                       |
|               | |
| Monodontoidae | \| \| Monodontidae (avec le Bélouga et le Narval) \| \| \| \| \| \| Phocoenidae (les marsouins) \| \| \| \| |
|               | \| \| Monodontidae (avec le Bélouga et le Narval) \| \| \| \| \| \| Phocoenidae (les marsouins) \| \| \| \| |
|               | Monodontidae (avec le Bélouga et le Narval)                                                                 |
|               | |
|               | Phocoenidae (les marsouins)                                                                                 |
|               | |

|  | Monodontidae (avec le Bélouga et le Narval) |
|  |                                             |
|  | Phocoenidae (les marsouins)                 |
|  |                                             |

|          | Lipotidae (dauphins de rivières du Pacifique))                                                                                    |
|          | |
| Inioidea | \| \| Iniidae (dauphins de rivière du bassin amazonien) \| \| \| \| \| \| Pontoporiidae (avec le Dauphin de la Plata) \| \| \| \| |
|          | \| \| Iniidae (dauphins de rivière du bassin amazonien) \| \| \| \| \| \| Pontoporiidae (avec le Dauphin de la Plata) \| \| \| \| |
|          | Iniidae (dauphins de rivière du bassin amazonien)                                                                                 |
|          | |
|          | Pontoporiidae (avec le Dauphin de la Plata)                                                                                       |
|          | |

|  | Iniidae (dauphins de rivière du bassin amazonien) |
|  |                                                   |
|  | Pontoporiidae (avec le Dauphin de la Plata)       |
|  |                                                   |

|               | Delphinidae (les dauphins océaniques)                                                                       |
|               | |
| Monodontoidae | \| \| Monodontidae (avec le Bélouga et le Narval) \| \| \| \| \| \| Phocoenidae (les marsouins) \| \| \| \| |
|               | \| \| Monodontidae (avec le Bélouga et le Narval) \| \| \| \| \| \| Phocoenidae (les marsouins) \| \| \| \| |
|               | Monodontidae (avec le Bélouga et le Narval)                                                                 |
|               | |
|               | Phocoenidae (les marsouins)                                                                                 |
|               | |

|  | Monodontidae (avec le Bélouga et le Narval) |
|  |                                             |
|  | Phocoenidae (les marsouins)                 |
|  |                                             |

|          | Lipotidae (dauphins de rivières du Pacifique))                                                                                    |
|          | |
| Inioidea | \| \| Iniidae (dauphins de rivière du bassin amazonien) \| \| \| \| \| \| Pontoporiidae (avec le Dauphin de la Plata) \| \| \| \| |
|          | \| \| Iniidae (dauphins de rivière du bassin amazonien) \| \| \| \| \| \| Pontoporiidae (avec le Dauphin de la Plata) \| \| \| \| |
|          | Iniidae (dauphins de rivière du bassin amazonien)                                                                                 |
|          | |
|          | Pontoporiidae (avec le Dauphin de la Plata)                                                                                       |
|          | |

|  | Iniidae (dauphins de rivière du bassin amazonien) |
|  |                                                   |
|  | Pontoporiidae (avec le Dauphin de la Plata)       |
|  |                                                   |

|               | Delphinidae (les dauphins océaniques)                                                                       |
|               | |
| Monodontoidae | \| \| Monodontidae (avec le Bélouga et le Narval) \| \| \| \| \| \| Phocoenidae (les marsouins) \| \| \| \| |
|               | \| \| Monodontidae (avec le Bélouga et le Narval) \| \| \| \| \| \| Phocoenidae (les marsouins) \| \| \| \| |
|               | Monodontidae (avec le Bélouga et le Narval)                                                                 |
|               | |
|               | Phocoenidae (les marsouins)                                                                                 |
|               | |

|  | Monodontidae (avec le Bélouga et le Narval) |
|  |                                             |
|  | Phocoenidae (les marsouins)                 |
|  |                                             |

|          | Lipotidae (dauphins de rivières du Pacifique))                                                                                    |
|          | |
| Inioidea | \| \| Iniidae (dauphins de rivière du bassin amazonien) \| \| \| \| \| \| Pontoporiidae (avec le Dauphin de la Plata) \| \| \| \| |
|          | \| \| Iniidae (dauphins de rivière du bassin amazonien) \| \| \| \| \| \| Pontoporiidae (avec le Dauphin de la Plata) \| \| \| \| |
|          | Iniidae (dauphins de rivière du bassin amazonien)                                                                                 |
|          | |
|          | Pontoporiidae (avec le Dauphin de la Plata)                                                                                       |
|          | |

|  | Iniidae (dauphins de rivière du bassin amazonien) |
|  |                                                   |
|  | Pontoporiidae (avec le Dauphin de la Plata)       |
|  |                                                   |

|               | Delphinidae (les dauphins océaniques)                                                                       |
|               | |
| Monodontoidae | \| \| Monodontidae (avec le Bélouga et le Narval) \| \| \| \| \| \| Phocoenidae (les marsouins) \| \| \| \| |
|               | \| \| Monodontidae (avec le Bélouga et le Narval) \| \| \| \| \| \| Phocoenidae (les marsouins) \| \| \| \| |
|               | Monodontidae (avec le Bélouga et le Narval)                                                                 |
|               | |
|               | Phocoenidae (les marsouins)                                                                                 |
|               | |

|  | Monodontidae (avec le Bélouga et le Narval) |
|  |                                             |
|  | Phocoenidae (les marsouins)                 |
|  |                                             |

|          | Lipotidae (dauphins de rivières du Pacifique))                                                                                    |
|          | |
| Inioidea | \| \| Iniidae (dauphins de rivière du bassin amazonien) \| \| \| \| \| \| Pontoporiidae (avec le Dauphin de la Plata) \| \| \| \| |
|          | \| \| Iniidae (dauphins de rivière du bassin amazonien) \| \| \| \| \| \| Pontoporiidae (avec le Dauphin de la Plata) \| \| \| \| |
|          | Iniidae (dauphins de rivière du bassin amazonien)                                                                                 |
|          | |
|          | Pontoporiidae (avec le Dauphin de la Plata)                                                                                       |
|          | |

|  | Iniidae (dauphins de rivière du bassin amazonien) |
|  |                                                   |
|  | Pontoporiidae (avec le Dauphin de la Plata)       |
|  |                                                   |

|               | Delphinidae (les dauphins océaniques)                                                                       |
|               | |
| Monodontoidae | \| \| Monodontidae (avec le Bélouga et le Narval) \| \| \| \| \| \| Phocoenidae (les marsouins) \| \| \| \| |
|               | \| \| Monodontidae (avec le Bélouga et le Narval) \| \| \| \| \| \| Phocoenidae (les marsouins) \| \| \| \| |
|               | Monodontidae (avec le Bélouga et le Narval)                                                                 |
|               | |
|               | Phocoenidae (les marsouins)                                                                                 |
|               | |

|  | Monodontidae (avec le Bélouga et le Narval) |
|  |                                             |
|  | Phocoenidae (les marsouins)                 |
|  |                                             |

|          | Lipotidae (dauphins de rivières du Pacifique))                                                                                    |
|          | |
| Inioidea | \| \| Iniidae (dauphins de rivière du bassin amazonien) \| \| \| \| \| \| Pontoporiidae (avec le Dauphin de la Plata) \| \| \| \| |
|          | \| \| Iniidae (dauphins de rivière du bassin amazonien) \| \| \| \| \| \| Pontoporiidae (avec le Dauphin de la Plata) \| \| \| \| |
|          | Iniidae (dauphins de rivière du bassin amazonien)                                                                                 |
|          | |
|          | Pontoporiidae (avec le Dauphin de la Plata)                                                                                       |
|          | |

|  | Iniidae (dauphins de rivière du bassin amazonien) |
|  |                                                   |
|  | Pontoporiidae (avec le Dauphin de la Plata)       |
|  |                                                   |

|               | Delphinidae (les dauphins océaniques)                                                                       |
|               | |
| Monodontoidae | \| \| Monodontidae (avec le Bélouga et le Narval) \| \| \| \| \| \| Phocoenidae (les marsouins) \| \| \| \| |
|               | \| \| Monodontidae (avec le Bélouga et le Narval) \| \| \| \| \| \| Phocoenidae (les marsouins) \| \| \| \| |
|               | Monodontidae (avec le Bélouga et le Narval)                                                                 |
|               | |
|               | Phocoenidae (les marsouins)                                                                                 |
|               | |

|  | Monodontidae (avec le Bélouga et le Narval) |
|  |                                             |
|  | Phocoenidae (les marsouins)                 |
|  |                                             |

|          | Lipotidae (dauphins de rivières du Pacifique))                                                                                    |
|          | |
| Inioidea | \| \| Iniidae (dauphins de rivière du bassin amazonien) \| \| \| \| \| \| Pontoporiidae (avec le Dauphin de la Plata) \| \| \| \| |
|          | \| \| Iniidae (dauphins de rivière du bassin amazonien) \| \| \| \| \| \| Pontoporiidae (avec le Dauphin de la Plata) \| \| \| \| |
|          | Iniidae (dauphins de rivière du bassin amazonien)                                                                                 |
|          | |
|          | Pontoporiidae (avec le Dauphin de la Plata)                                                                                       |
|          | |

|  | Iniidae (dauphins de rivière du bassin amazonien) |
|  |                                                   |
|  | Pontoporiidae (avec le Dauphin de la Plata)       |
|  |                                                   |

|               | Delphinidae (les dauphins océaniques)                                                                       |
|               | |
| Monodontoidae | \| \| Monodontidae (avec le Bélouga et le Narval) \| \| \| \| \| \| Phocoenidae (les marsouins) \| \| \| \| |
|               | \| \| Monodontidae (avec le Bélouga et le Narval) \| \| \| \| \| \| Phocoenidae (les marsouins) \| \| \| \| |
|               | Monodontidae (avec le Bélouga et le Narval)                                                                 |
|               | |
|               | Phocoenidae (les marsouins)                                                                                 |
|               | |

|  | Monodontidae (avec le Bélouga et le Narval) |
|  |                                             |
|  | Phocoenidae (les marsouins)                 |
|  |                                             |

|          | Lipotidae (dauphins de rivières du Pacifique))                                                                                    |
|          | |
| Inioidea | \| \| Iniidae (dauphins de rivière du bassin amazonien) \| \| \| \| \| \| Pontoporiidae (avec le Dauphin de la Plata) \| \| \| \| |
|          | \| \| Iniidae (dauphins de rivière du bassin amazonien) \| \| \| \| \| \| Pontoporiidae (avec le Dauphin de la Plata) \| \| \| \| |
|          | Iniidae (dauphins de rivière du bassin amazonien)                                                                                 |
|          | |
|          | Pontoporiidae (avec le Dauphin de la Plata)                                                                                       |
|          | |

|  | Iniidae (dauphins de rivière du bassin amazonien) |
|  |                                                   |
|  | Pontoporiidae (avec le Dauphin de la Plata)       |
|  |                                                   |

|               | Delphinidae (les dauphins océaniques)                                                                       |
|               | |
| Monodontoidae | \| \| Monodontidae (avec le Bélouga et le Narval) \| \| \| \| \| \| Phocoenidae (les marsouins) \| \| \| \| |
|               | \| \| Monodontidae (avec le Bélouga et le Narval) \| \| \| \| \| \| Phocoenidae (les marsouins) \| \| \| \| |
|               | Monodontidae (avec le Bélouga et le Narval)                                                                 |
|               | |
|               | Phocoenidae (les marsouins)                                                                                 |
|               | |

|  | Monodontidae (avec le Bélouga et le Narval) |
|  |                                             |
|  | Phocoenidae (les marsouins)                 |
|  |                                             |

|  | Kogiidae (avec le Cachalot pygmée)    |
|  |                                       |
|  | Physeteridae (avec le Grand cachalot) |
|  |                                       |

|          | Lipotidae (dauphins de rivières du Pacifique))                                                                                    |
|          | |
| Inioidea | \| \| Iniidae (dauphins de rivière du bassin amazonien) \| \| \| \| \| \| Pontoporiidae (avec le Dauphin de la Plata) \| \| \| \| |
|          | \| \| Iniidae (dauphins de rivière du bassin amazonien) \| \| \| \| \| \| Pontoporiidae (avec le Dauphin de la Plata) \| \| \| \| |
|          | Iniidae (dauphins de rivière du bassin amazonien)                                                                                 |
|          | |
|          | Pontoporiidae (avec le Dauphin de la Plata)                                                                                       |
|          | |

|  | Iniidae (dauphins de rivière du bassin amazonien) |
|  |                                                   |
|  | Pontoporiidae (avec le Dauphin de la Plata)       |
|  |                                                   |

|               | Delphinidae (les dauphins océaniques)                                                                       |
|               | |
| Monodontoidae | \| \| Monodontidae (avec le Bélouga et le Narval) \| \| \| \| \| \| Phocoenidae (les marsouins) \| \| \| \| |
|               | \| \| Monodontidae (avec le Bélouga et le Narval) \| \| \| \| \| \| Phocoenidae (les marsouins) \| \| \| \| |
|               | Monodontidae (avec le Bélouga et le Narval)                                                                 |
|               | |
|               | Phocoenidae (les marsouins)                                                                                 |
|               | |

|  | Monodontidae (avec le Bélouga et le Narval) |
|  |                                             |
|  | Phocoenidae (les marsouins)                 |
|  |                                             |

|          | Lipotidae (dauphins de rivières du Pacifique))                                                                                    |
|          | |
| Inioidea | \| \| Iniidae (dauphins de rivière du bassin amazonien) \| \| \| \| \| \| Pontoporiidae (avec le Dauphin de la Plata) \| \| \| \| |
|          | \| \| Iniidae (dauphins de rivière du bassin amazonien) \| \| \| \| \| \| Pontoporiidae (avec le Dauphin de la Plata) \| \| \| \| |
|          | Iniidae (dauphins de rivière du bassin amazonien)                                                                                 |
|          | |
|          | Pontoporiidae (avec le Dauphin de la Plata)                                                                                       |
|          | |

|  | Iniidae (dauphins de rivière du bassin amazonien) |
|  |                                                   |
|  | Pontoporiidae (avec le Dauphin de la Plata)       |
|  |                                                   |

|               | Delphinidae (les dauphins océaniques)                                                                       |
|               | |
| Monodontoidae | \| \| Monodontidae (avec le Bélouga et le Narval) \| \| \| \| \| \| Phocoenidae (les marsouins) \| \| \| \| |
|               | \| \| Monodontidae (avec le Bélouga et le Narval) \| \| \| \| \| \| Phocoenidae (les marsouins) \| \| \| \| |
|               | Monodontidae (avec le Bélouga et le Narval)                                                                 |
|               | |
|               | Phocoenidae (les marsouins)                                                                                 |
|               | |

|  | Monodontidae (avec le Bélouga et le Narval) |
|  |                                             |
|  | Phocoenidae (les marsouins)                 |
|  |                                             |

|          | Lipotidae (dauphins de rivières du Pacifique))                                                                                    |
|          | |
| Inioidea | \| \| Iniidae (dauphins de rivière du bassin amazonien) \| \| \| \| \| \| Pontoporiidae (avec le Dauphin de la Plata) \| \| \| \| |
|          | \| \| Iniidae (dauphins de rivière du bassin amazonien) \| \| \| \| \| \| Pontoporiidae (avec le Dauphin de la Plata) \| \| \| \| |
|          | Iniidae (dauphins de rivière du bassin amazonien)                                                                                 |
|          | |
|          | Pontoporiidae (avec le Dauphin de la Plata)                                                                                       |
|          | |

|  | Iniidae (dauphins de rivière du bassin amazonien) |
|  |                                                   |
|  | Pontoporiidae (avec le Dauphin de la Plata)       |
|  |                                                   |

|               | Delphinidae (les dauphins océaniques)                                                                       |
|               | |
| Monodontoidae | \| \| Monodontidae (avec le Bélouga et le Narval) \| \| \| \| \| \| Phocoenidae (les marsouins) \| \| \| \| |
|               | \| \| Monodontidae (avec le Bélouga et le Narval) \| \| \| \| \| \| Phocoenidae (les marsouins) \| \| \| \| |
|               | Monodontidae (avec le Bélouga et le Narval)                                                                 |
|               | |
|               | Phocoenidae (les marsouins)                                                                                 |
|               | |

|  | Monodontidae (avec le Bélouga et le Narval) |
|  |                                             |
|  | Phocoenidae (les marsouins)                 |
|  |                                             |

|          | Lipotidae (dauphins de rivières du Pacifique))                                                                                    |
|          | |
| Inioidea | \| \| Iniidae (dauphins de rivière du bassin amazonien) \| \| \| \| \| \| Pontoporiidae (avec le Dauphin de la Plata) \| \| \| \| |
|          | \| \| Iniidae (dauphins de rivière du bassin amazonien) \| \| \| \| \| \| Pontoporiidae (avec le Dauphin de la Plata) \| \| \| \| |
|          | Iniidae (dauphins de rivière du bassin amazonien)                                                                                 |
|          | |
|          | Pontoporiidae (avec le Dauphin de la Plata)                                                                                       |
|          | |

|  | Iniidae (dauphins de rivière du bassin amazonien) |
|  |                                                   |
|  | Pontoporiidae (avec le Dauphin de la Plata)       |
|  |                                                   |

|               | Delphinidae (les dauphins océaniques)                                                                       |
|               | |
| Monodontoidae | \| \| Monodontidae (avec le Bélouga et le Narval) \| \| \| \| \| \| Phocoenidae (les marsouins) \| \| \| \| |
|               | \| \| Monodontidae (avec le Bélouga et le Narval) \| \| \| \| \| \| Phocoenidae (les marsouins) \| \| \| \| |
|               | Monodontidae (avec le Bélouga et le Narval)                                                                 |
|               | |
|               | Phocoenidae (les marsouins)                                                                                 |
|               | |

|  | Monodontidae (avec le Bélouga et le Narval) |
|  |                                             |
|  | Phocoenidae (les marsouins)                 |
|  |                                             |

|          | Lipotidae (dauphins de rivières du Pacifique))                                                                                    |
|          | |
| Inioidea | \| \| Iniidae (dauphins de rivière du bassin amazonien) \| \| \| \| \| \| Pontoporiidae (avec le Dauphin de la Plata) \| \| \| \| |
|          | \| \| Iniidae (dauphins de rivière du bassin amazonien) \| \| \| \| \| \| Pontoporiidae (avec le Dauphin de la Plata) \| \| \| \| |
|          | Iniidae (dauphins de rivière du bassin amazonien)                                                                                 |
|          | |
|          | Pontoporiidae (avec le Dauphin de la Plata)                                                                                       |
|          | |

|  | Iniidae (dauphins de rivière du bassin amazonien) |
|  |                                                   |
|  | Pontoporiidae (avec le Dauphin de la Plata)       |
|  |                                                   |

|               | Delphinidae (les dauphins océaniques)                                                                       |
|               | |
| Monodontoidae | \| \| Monodontidae (avec le Bélouga et le Narval) \| \| \| \| \| \| Phocoenidae (les marsouins) \| \| \| \| |
|               | \| \| Monodontidae (avec le Bélouga et le Narval) \| \| \| \| \| \| Phocoenidae (les marsouins) \| \| \| \| |
|               | Monodontidae (avec le Bélouga et le Narval)                                                                 |
|               | |
|               | Phocoenidae (les marsouins)                                                                                 |
|               | |

|  | Monodontidae (avec le Bélouga et le Narval) |
|  |                                             |
|  | Phocoenidae (les marsouins)                 |
|  |                                             |

|          | Lipotidae (dauphins de rivières du Pacifique))                                                                                    |
|          | |
| Inioidea | \| \| Iniidae (dauphins de rivière du bassin amazonien) \| \| \| \| \| \| Pontoporiidae (avec le Dauphin de la Plata) \| \| \| \| |
|          | \| \| Iniidae (dauphins de rivière du bassin amazonien) \| \| \| \| \| \| Pontoporiidae (avec le Dauphin de la Plata) \| \| \| \| |
|          | Iniidae (dauphins de rivière du bassin amazonien)                                                                                 |
|          | |
|          | Pontoporiidae (avec le Dauphin de la Plata)                                                                                       |
|          | |

|  | Iniidae (dauphins de rivière du bassin amazonien) |
|  |                                                   |
|  | Pontoporiidae (avec le Dauphin de la Plata)       |
|  |                                                   |

|               | Delphinidae (les dauphins océaniques)                                                                       |
|               | |
| Monodontoidae | \| \| Monodontidae (avec le Bélouga et le Narval) \| \| \| \| \| \| Phocoenidae (les marsouins) \| \| \| \| |
|               | \| \| Monodontidae (avec le Bélouga et le Narval) \| \| \| \| \| \| Phocoenidae (les marsouins) \| \| \| \| |
|               | Monodontidae (avec le Bélouga et le Narval)                                                                 |
|               | |
|               | Phocoenidae (les marsouins)                                                                                 |
|               | |

|  | Monodontidae (avec le Bélouga et le Narval) |
|  |                                             |
|  | Phocoenidae (les marsouins)                 |
|  |                                             |

|          | Lipotidae (dauphins de rivières du Pacifique))                                                                                    |
|          | |
| Inioidea | \| \| Iniidae (dauphins de rivière du bassin amazonien) \| \| \| \| \| \| Pontoporiidae (avec le Dauphin de la Plata) \| \| \| \| |
|          | \| \| Iniidae (dauphins de rivière du bassin amazonien) \| \| \| \| \| \| Pontoporiidae (avec le Dauphin de la Plata) \| \| \| \| |
|          | Iniidae (dauphins de rivière du bassin amazonien)                                                                                 |
|          | |
|          | Pontoporiidae (avec le Dauphin de la Plata)                                                                                       |
|          | |

|  | Iniidae (dauphins de rivière du bassin amazonien) |
|  |                                                   |
|  | Pontoporiidae (avec le Dauphin de la Plata)       |
|  |                                                   |

|               | Delphinidae (les dauphins océaniques)                                                                       |
|               | |
| Monodontoidae | \| \| Monodontidae (avec le Bélouga et le Narval) \| \| \| \| \| \| Phocoenidae (les marsouins) \| \| \| \| |
|               | \| \| Monodontidae (avec le Bélouga et le Narval) \| \| \| \| \| \| Phocoenidae (les marsouins) \| \| \| \| |
|               | Monodontidae (avec le Bélouga et le Narval)                                                                 |
|               | |
|               | Phocoenidae (les marsouins)                                                                                 |
|               | |

|  | Monodontidae (avec le Bélouga et le Narval) |
|  |                                             |
|  | Phocoenidae (les marsouins)                 |
|  |                                             |

|          | Lipotidae (dauphins de rivières du Pacifique))                                                                                    |
|          | |
| Inioidea | \| \| Iniidae (dauphins de rivière du bassin amazonien) \| \| \| \| \| \| Pontoporiidae (avec le Dauphin de la Plata) \| \| \| \| |
|          | \| \| Iniidae (dauphins de rivière du bassin amazonien) \| \| \| \| \| \| Pontoporiidae (avec le Dauphin de la Plata) \| \| \| \| |
|          | Iniidae (dauphins de rivière du bassin amazonien)                                                                                 |
|          | |
|          | Pontoporiidae (avec le Dauphin de la Plata)                                                                                       |
|          | |

|  | Iniidae (dauphins de rivière du bassin amazonien) |
|  |                                                   |
|  | Pontoporiidae (avec le Dauphin de la Plata)       |
|  |                                                   |

|               | Delphinidae (les dauphins océaniques)                                                                       |
|               | |
| Monodontoidae | \| \| Monodontidae (avec le Bélouga et le Narval) \| \| \| \| \| \| Phocoenidae (les marsouins) \| \| \| \| |
|               | \| \| Monodontidae (avec le Bélouga et le Narval) \| \| \| \| \| \| Phocoenidae (les marsouins) \| \| \| \| |
|               | Monodontidae (avec le Bélouga et le Narval)                                                                 |
|               | |
|               | Phocoenidae (les marsouins)                                                                                 |
|               | |

|  | Monodontidae (avec le Bélouga et le Narval) |
|  |                                             |
|  | Phocoenidae (les marsouins)                 |
|  |                                             |

## Description

Exemple, une baleine de Minke
Baleine crème
1. Mâchoire supérieure
2. Évent
3. Peau noire, blanche ou grise
4. Nageoire dorsale en forme de faucille
5. Entaille médiane
6. Nageoire caudale horizontale
7. Dessous gris pâle ou blanc
8. Les nageoires ont des points
9. Bande blanche sur chaque nageoire
10. 50 à 70 sillons ventraux
11. Museau à points

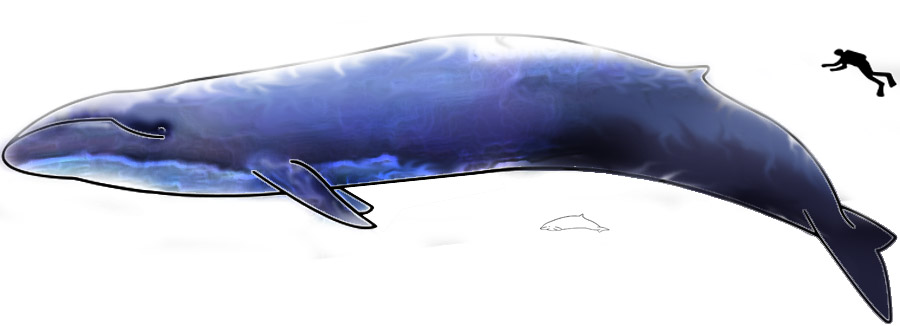
Comparaison de taille entre une baleine bleue, un dauphin d'Hector et un homme.

### Morphologie
Les cétacés partagent tous un certain nombre de caractères morphologiques :  un corps lisse et fuselé, ce qui facilite la pénétration dans l'eau, un système pileux quasi inexistant, l'absence de griffes, pas d'oreilles externes et le conduit auditif est fermé. Les membres antérieurs et la queue des cétacés ont évolué en nageoires. La nageoire caudale appelée palette, très puissante, est horizontale, contrairement à celles des poissons. Elle assure la propulsion tandis que les nageoires latérales assurent l'équilibre et le maintien de la direction. L'aileron dorsal fait office de stabilisateur comme la quille d'un bateau. Comme les autres mammifères, les cétacés respirent à l'aide de poumons et doivent régulièrement faire surface pour respirer avec leur évent situé au sommet du crâne.
Le dimorphisme sexuel observé pour ces espèces est principalement lié à la taille, les mâles odontocètes sont en général plus grands que les femelles, mais ce n'est pas le cas par exemple chez les botos ni chez la plupart des mysticètes dont la baleine bleue. Les mâles de certaines espèces d'odontocètes, comme les Ziphiidae ou surtout le narval, possèdent une dentition différente des femelles.
La livrée des cétacés est adaptée au mode de vie de l'animal. Elle peut être asymétrique gauche-droite comme pour le rorqual commun. Pour plusieurs espèces, elle permet de reconnaître les spécimens. La plupart des cétacés océaniques ont le dos foncé et le ventre blanc, de façon que les proies et les prédateurs les confondent avec le fond de la mer lorsqu'ils les voient de dessus et ne voient qu'un reflet de la surface de l'eau lorsqu'ils les voient par-dessous.
Des caractéristiques morphologiques permettent de reconnaître les espèces, voire les individus, cependant l'observation des cétacés est difficile, du fait de leur vitesse et de leur méfiance vis-à-vis de l'homme. Les analyses génétiques permettent de résoudre cette difficulté : en effet, à chaque plongeon les cétacés laissent des squames, des résidus huileux ou des excréments qui flottent. Ceux-ci peuvent être analysés. Les espèces peuvent également être identifiées par leurs chants, toutes les espèces ne produisant pas des vocalises identiques.
Les spécimens de certaines espèces peuvent être facilement reconnus par les taches sur leur peau. Ainsi les spécimens de certaines espèces peuvent être reconnus uniquement par les taches sur leur nageoire caudale. Les baleines les plus grandes peuvent être aussi reconnues par la forme de l'implantation des balanes sur leur peau ou la forme de leurs nageoires. Les marques sur la peau, souvent présentes chez les mâles car résultant de combats, permettent aussi d'identifier les individus.
Selon Alexey V. Yablokov, la livrée des cétacés est liée à leur mode de vie, ainsi les cétacés aux livrées plus ou moins uniformes seraient planctophages, les livrées des espèces au ventral dégradé clair seraient sociales et les espèces aux livrées contrastées seraient des chasseurs.
| Désignation      | Mysticètes                     | Odontocètes                          |
| ---------------- | ------------------------------ | ------------------------------------ |
| Évent            | Ouverture nasale double        | Ouverture nasale unique              |
| sillons ventraux | présents pour quelques espèces | absents                              |
| rostre           | absent                         | plus ou moins long selon les espèces |

#### Nageoires

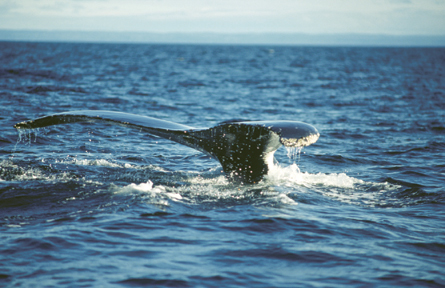
Nageoire caudale de baleine dans l'Atlantique nord.

Les cétacés possèdent deux « nageoires » pectorales (ce sont en fait des palettes natatoires issues de la transformation des membres antérieurs osseux des ancêtres des cétacés, mammifères terrestres), une nageoire dorsale ou aileron et une nageoire caudale ou queue remplaçant les membres postérieurs disparus. Nageoires pectorales et caudales rappellent que les ancêtres des baleines étaient des mammifères quadrupèdes dont les espèces fossiles ont été regroupées dans un micro-ordre distinct, les archéocètes (mammifères aux mœurs amphibies qui vivaient comme des hippopotames). Les nageoires pectorales permettent aux cétacés de s'orienter et de s'équilibrer. Il semble que la nageoire dorsale permette une plus grande efficacité dans les mouvements. La nageoire caudale assure la propulsion. Les nageoires dorsales de certains épaulards mâles peuvent dépasser deux mètres.  Megaptera novaeangliae dispose quant à elle des plus grandes nageoires pectorales, celles-ci peuvent atteindre le tiers de leurs corps.
La progression est due à la pression sur l'eau d'une nageoire caudale de forme homocerque. Celle-ci est orientée horizontalement (alors qu'elle est verticale chez les poissons osseux et cartilagineux). La pression de la queue sur l'eau est exercée verticalement, le sens de mouvement de cette nageoire favoriserait les déplacements de ces animaux du fond vers la surface et inversement. Le marsouin de Dall, un des cétacés les plus rapides, a été mesuré à 55 km/h, l'orque pourrait l'être encore plus. Hormis les siréniens, les autres mammifères marins ne possèdent pas de queue qui permette le mouvement.

## Physiologie
Les cétacés doivent remonter à la surface pour respirer, y compris lorsqu'ils dorment. Leurs phases de sommeil sont courtes (environ un quart d'heure) et s'étalent sur toute la journée, mais certains cétacés peuvent être observés inactifs en mer durant de longues périodes. Les cétacés semblent ne jamais entrer en sommeil paradoxal, car on suppose qu'ils doivent garder du tonus musculaire pour assurer qu'un mouvement permettant la respiration soit possible. Chez certaines espèces de cétacés, comme chez certaines espèces d'oiseaux, chaque hémisphère cérébral assure à son tour cette fonction, leur sommeil est unilatéral.

### Sens

Représentation animée de l'écholocalisation chez le grand dauphin.

Le sens le plus développé chez les cétacés est l'audition, particulièrement chez les cétacés à dents qui sont dotés de la fonction d'écholocalisation, sorte de sonar naturel. Diverses mutations dans les domaines transmembranaires et cytosoliques de la prestine, protéine très abondante dans la paroi de certains cils de l'oreille interne ont été rapportées chez différentes espèces de Chiroptères et se sont révélées convergentes avec celles observées chez le grand dauphin. Cependant, la démonstration fonctionnelle de l'implication de ces mutations dans le mécanisme de l'écholocalisation n'a pour l'instant pas été apportée. Les odontocètes émettent des clics d'écholocation dont une partie est réfléchie par les obstacles. L'analyse de ces retours leur donne une sorte d'image acoustique de leur environnement. La présence de ce type de sens est beaucoup moins développée chez les baleines à fanons, mais des signes semblent montrer qu'elles n'en sont pas dépourvues.
Leur vue n'est pas mauvaise, même si elle n'est pas leur sens principal. Elle est beaucoup plus mauvaise pour les dauphins de rivières, certaines espèces sont même presque aveugles. Pour les autres, elle est efficace sous l'eau ou hors de l'eau. Certains cétacés sortent la tête de l'eau pour observer les oiseaux et en déduire où se trouvent les bancs de poissons. Les cétacés des delphinariums sont capables de localiser des objets à plusieurs mètres au-dessus du niveau de l'eau et de s'en saisir. Les odontocètes semblent avoir perdu leur odorat, mais il est présent chez les mysticètes. Si les chémorécepteurs comme l'organe de Jacobson sont atrophiés chez les mysticètes et absents chez les odontocètes, ils sont dotés de bulbes olfactifs, permettant au cétacés à fanons de détecter le krill.
Ce sens est compensé par un sens du goût, ainsi les grands dauphins sont capables de détecter par exemple des phéromones, des poissons... 
Ce même dauphin, s'il semble posséder moins de récepteurs chimiques permettant le goût, est, en revanche, plus sensible aux variations de salinité et surtout d'amertume.
Si toutes les espèces naissent avec des poils sur leurs rostres, seules certaines espèces de mysticètes gardent des vibrisses à l'âge adulte. En revanche toutes ces espèces ressentent les contacts, la chaleur, leur position relative dans l'espace.
Une hypothèse appuyée sur de nombreux indices, mais encore à préciser, est que les cétacés disposent d'un sens magnétique analogue à celui des oiseaux ou des tortues marines. De la magnétite a en effet été trouvée, connectée à des neurones dans leur dure-mère. Ils l'utiliseraient pour migrer sur de longues distances. Les relevés par satellite des baleines à bosse au large de l'archipel d'Hawaï montrent que les trajectoires de ces dernières suivent le nord magnétique avec une grande précision. Certains expliquent par des erreurs dues à ce sens les échouages, régulièrement observés (depuis l'Antiquité au moins). Dans un certain nombre de cas, une corrélation a été trouvée entre anomalies magnétiques au sol et zones fréquente d'échouage. Dans certains cas et/ou chez certains individus, la pollution et/ou des interférences liées à l'activité solaire pourraient provoquer une méprise magnétique et provoquer des échouages.
| Sens            | Mysticètes | Odontocètes              |
| --------------- | ---------- | ------------------------ |
| écholocation    | soupçonnée | présente                 |
| odorat          | absent     | soupçonné ou très réduit |
| sens magnétique | inconnu    | soupçonné                |

### Organes et fonctions
Les ancêtres des cétacés, en quelques millions d'années, se sont adaptés du milieu terrestre au milieu marin. À partir d'une morphologie terrestre proche des artiodactyles, ils ont perdu certaines caractéristiques pour en gagner d'autres. Comme chez les ruminants et autres ongulés, les cétacés possèdent trois bronches, trois poches stomacales, pas de clavicule, etc. Mais les adaptations au milieu aquatique comme celle du squelette et surtout les adaptations liées aux sens et celles liées aux capacités hyperbares pour certaines espèces sont très originales. On peut tout de même citer l'absence de glande sébacée, la présence d'une couche de graisse importante, les poumons et le foie non lobés, un diaphragme oblique... L'étude de l'anatomie des grandes espèces est particulièrement malaisée du fait de la taille imposante des animaux et donc des organes : le cœur d'une baleine bleue adulte pèse plus de 500 kilogrammes.
Les nageoires pectorales sont le résultat de l'évolution des membres supérieurs des cétacés ; à ce titre, elle contiennent des os internes qui rappellent les os des pattes des mammifères terrestres. Les autres nageoires, dorsale ou caudale, sont en revanche dépourvues d'os et de muscles mais sont constituées de tissus fibreux rigides extrêmement solides. Les tissus de la nageoire caudale sont enveloppés de ligaments inextensibles et très solides attachés aux vertèbres.
Le génome des cétacés est diploïde, ils ont 42 ou 44 chromosomes.

#### Système respiratoire et circulatoire

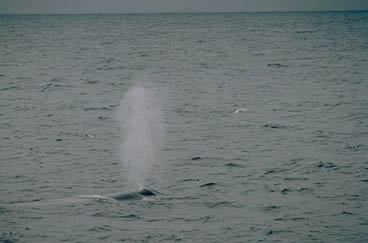
Baleine bleue projetant un panache d'eau lors de son expiration en surface.

Le système respiratoire et circulatoire des cétacés est remarquablement efficace. Il doit répondre à deux objectifs pour la majorité des espèces, à savoir assurer des plongées les plus longues possible et de supporter des pressions élevées. Les performances mesurées au sein de ce taxon sont cependant très variées, les dauphins dulçaquicoles n'ayant en effet pas besoin de descendre très profondément et donc pas besoin de plonger longtemps. La plus longue plongée enregistrée pour un sousouc n'est que de 180 secondes ainsi que de 460 secondes pour une orque, mais de 3 780 secondes pour une baleine boréale, soit 21 fois plus longtemps que pour le sousouc.
La trachée et les bronches sont séparées, ce qui implique que les cétacés ne peuvent respirer que par les évents. La respiration est contrôlée et volontaire et non pas réflexe : si l'animal est anesthésié sans ventilation pulmonaire active ou si ses évents sont bouchés, il meurt. Ils peuvent respirer relativement vite, un grand dauphin respire trois fois par minute. L'évent est partiellement fermé pendant les expirations et grand ouvert pendant les inspirations. Les expirations expulsent de l'air chaud, mêlé de vapeur d'eau, ce qui, en région froide, produit des panaches visibles de loin à cause de la condensation de l'eau. Les cétacés utilisent 80 à 90 % de leur volume pulmonaire, contre 10 à 15 % environ pour l'homme, ce qui leur permet d'extraire 12 % de l'oxygène qu'ils inhalent contre 4 %, classiquement chez les mammifères terrestres.
Le volume sanguin des cétacés est élevé puisqu'il représente 15 % du poids de leur corps, contre 7 % chez les humains. En outre, il dispose de deux fois plus d'hématies et de myoglobines que ces derniers. Ils sont également capables de contrôler l'alimentation en oxygène des organes non vitaux comme les intestins. La fréquence de battements de cœur de certains d'entre eux baisse à 80 par minute en plongée.
Le rete mirabile est bien développé comme pour tous les mammifères marins. Il l'est surtout dans la cage thoracique où il forme un plexus sous la plèvre, entre les côtes et de chaque côté de la colonne vertébrale. Il est également développé dans l'aire à la base du crâne. Les dispositions et mécanismes des veines et artères autour du cœur, qui est relativement aplati, ont pour but de ralentir le retour du sang veineux et donc de réduire la fréquence de battement.
En général, les mammifères marins ont proportionnellement de plus petits poumons que les autres mammifères ; ceux des cétacés sont particulièrement élastiques et placés dorsalement dans la cage thoracique. Ils reposent sur un diaphragme plus long et placé plus horizontalement que chez les autres mammifères. Ils plongent donc avec relativement peu d'air en comparaison de leur volume total. Il plongent d'autant plus facilement que leur masse volumique est plus élevée sans un grand volume d'air. Les humains qui plongent en utilisant des bouteilles, malgré leur lourd équipement, doivent ajouter des plombs à leurs accessoires pour arriver à descendre. Lors de la descente, l'air vicié repasse du sang aux poumons, évitant aux gaz de stationner dans le système sanguin. Ils expirent donc dans l'eau lors de la plongée pour évacuer les surplus de gaz. Ainsi, ils ne craignent pas l'ivresse des profondeurs et ne sont que rarement victimes d'accidents de décompression.
Comme chez les plongeurs professionnels humains, on peut observer une ostéonécrose, c'est-à-dire une nécrose des tissus cartilagineux au niveau des articulations. C'est une conséquence de l'accumulation de l'azote qui provoque de minuscules accidents de décompression. Certains experts estiment que les grands cachalots qui peuvent plonger à plus de 2 500 mètres pendant plusieurs heures observent des paliers de décompression.

#### Muscles et squelette

##### Squelette

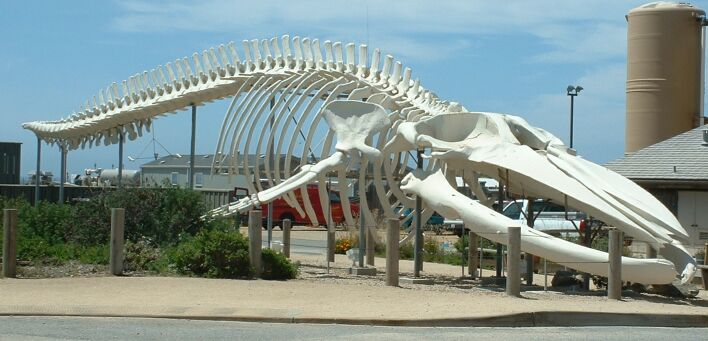
Squelette de baleine bleue.

Le rôle du squelette n'est pas de porter le corps, mais de servir de support aux ligaments. Le poids moyen de leur squelette a été évalué à 17 %, soit un peu plus que celui des Hommes, évalué à 15 %, mais moins que celui des éléphants, évalué à 20 %.
Les membres pelviens sont considérablement réduits : il ne reste plus que quelques os pelviens résiduels auxquels est relié le muscle ischio-caverneux qui maintient le pénis en place à l'intérieur de la fente génitale chez les mâles. Ce muscle est analogue à celui retrouvé chez les autres mammifères dont, entre autres, les ongulés et l'Homme. En revanche, les membres thoraciques sont conservés, quoique atrophiés, et l'on retrouve la scapula (« omoplate » de l'Homme), l'humérus, le radius, l'ulna (anciennement « cubitus »), les os du carpe, les métacarpes et les phalanges qui se sont multipliées (on parle d'hyperphalangie). Les membres supérieurs ne sont pas mobiles les uns vis-à-vis les autres à part pour l'épaule. La clavicule est absente comme elle l'est chez les autres ongulés. Le tout forme une nageoire pectorale, équivalente à celle des poissons et dont le rôle n'est pas la propulsion mais le maintien de l'équilibre dans l'espace et la direction des mouvements. Les autres nageoires ne sont pas ossifiées.

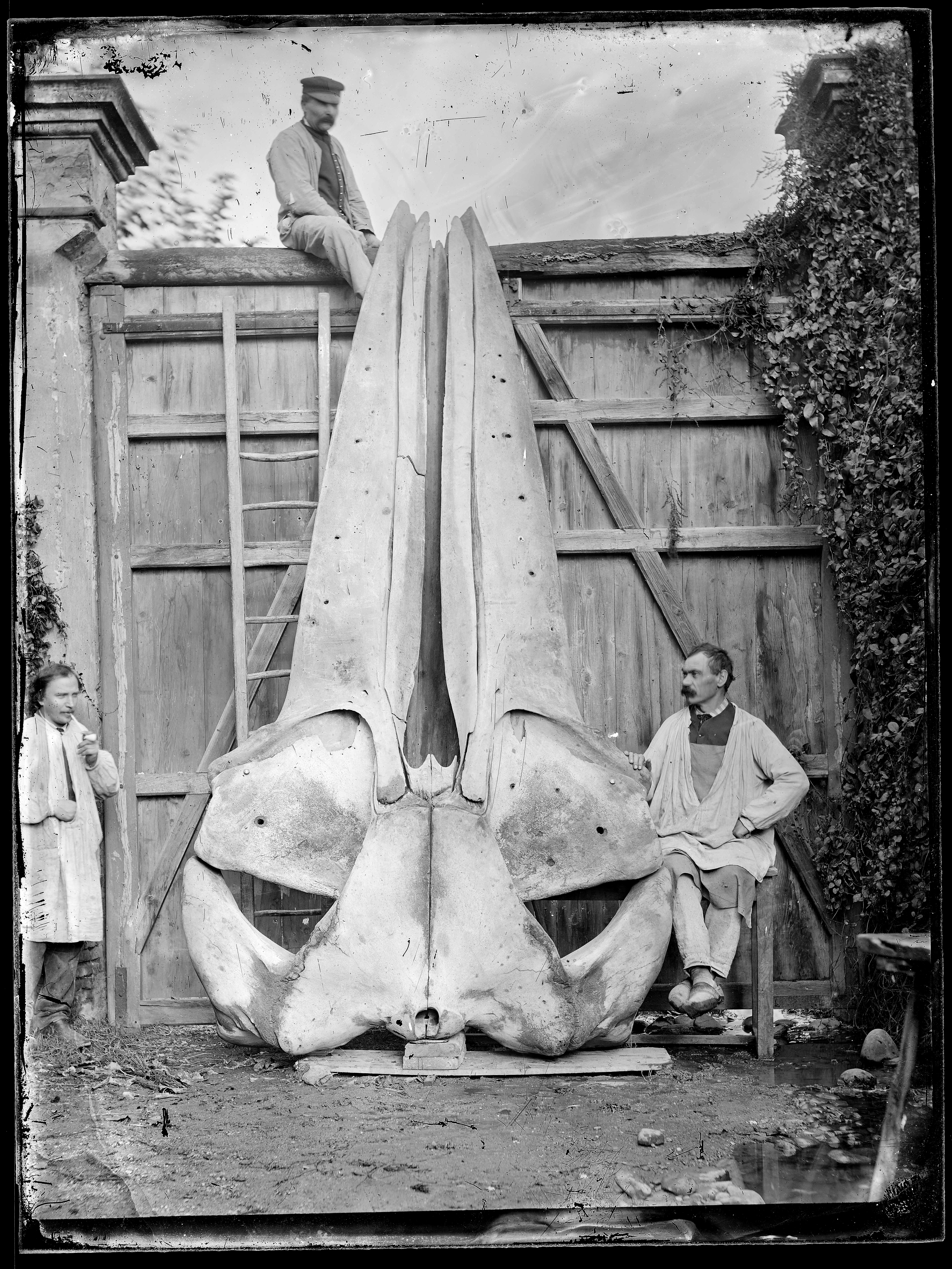
Mâchoire de Baleine conservée au Muséum de Toulouse, par Eugène Trutat.

Parmi les autres caractéristiques observées, on observe un cou court et peu flexible, les vertèbres sacrées n'ont pas fusionné.
C'est au niveau du crâne que l'on différencie principalement les odontocètes des mysticètes : ces derniers ont un crâne symétrique. Les os de la face (maxillaire, incisif, mandibule, etc.) se sont allongés et se télescopent avec les os du crâne sur la face dorsale du crâne pour former ce que l'on appelle l'évent, issu de la migration sur la face dorsale des narines osseuses au cours de l'Oligocène.
Les côtes sont très fines voire absentes, sauf chez la baleine pygmée. Cette adaptation confère un avantage important pour les plongées profondes. Le nombre de phalanges dépend des espèces mais est toutefois important, permettant de rigidifier les nageoires pectorales de grande taille.
Il n'y a pas d'os dans les nageoires dorsale et caudale ; en revanche, les nageoires pectorales en contiennent et ils sont les homologues de ceux, par exemple, de la main humaine. De très rares spécimens disposent d'embryons de nageoires à moitié arrière du corps, parallèlement aux nageoires pectorales, qui sont des vestiges des membres arrière, peu à peu atrophiés au fil des générations.
| Mysticètes                                                                              | Odontocètes                                                                 |
| --------------------------------------------------------------------------------------- | --------------------------------------------------------------------------- |
| Absence de dents (sauf à l’état embryonnaire), présence de fanons                       | Présence de dents, quelquefois présentes simplement dans la gencive         |
| Crâne symétrique                                                                        | Crâne asymétrique                                                           |
| Absence de côtes sternales                                                              | Présence de côtes sternales                                                 |
| Sternum composé d'un os unique qui s’articule uniquement sur la première paire de côtes | Sternum composé de trois os s’articulant avec trois paires de côtes ou plus |

L'attache des muscles dorsaux au squelette varie énormément entre les différentes familles, c'est un des critères possibles d'identification de celles-ci.

##### Muscles
La chair est particulièrement foncée, car les muscles sont riches en myoglobine. La musculature est particulièrement développée puisqu'elle représente 40 % de la masse corporelle de la baleine bleue et 54 % du rorqual boréal. L'organisation de la musculature est foncièrement différente de celle des autres mammifères, les muscles peauciers peuvent être réduits mais leur masse peut être importante.

#### Système tégumentaire
- Les fanons des mysticètes sont fixés sur les mâchoires supérieures, les plus longs fanons des plus grandes espèces sont supérieurs à 1,5 mètre de large. Ces fanons leur servent à filtrer ce que contient leur bouche en expulsant l'eau.
- Les cétacés sont homodontes, c'est-à-dire que leurs dents, sauf exception comme le narval qui en principe ne possède qu'une défense, sont identiques entre elles. La denture est très différente parmi les espèces de ce groupe, mais les embryons de toutes ces espèces disposent de dents. Les mysticètes perdent ces dents avant leur naissance, tandis que certaines espèces de Platanistidae en ont plus de 120[40]. Les dents de lait des odontocètes ne tombent pas, la seconde série reste atrophiée. Les dents des odontocètes servent à agripper les proies et leur forme dépend de leur régime alimentaire. Ainsi, leur nombre et leur forme permet aux spécialistes d'en déduire l'espèce. Les cétacés avec des dents sont plutôt piscivores, ceux sans dents sont plutôt consommateurs de céphalopodes.
- Des poils sensitifs sont fixés sur les commissures de la bouche pour les mysticètes.

| Mysticètes         | Odontocètes                      |
| ------------------ | -------------------------------- |
| présence de fanons | présence de dents, au moins deux |
| présence de poils  | absence de poils                 |

##### Peau
La peau est composée de quatre couches dont les épaisseurs sont différentes de celle des autres mammifères. La couche épidermique des cétacés atteint 2 à 4 millimètres en moyenne, et 12 millimètres chez le béluga. L'épiderme est composé de tissu conjonctif dense et est en général dépourvu de follicules pileux et de glandes sébacées. Certaines zones, pour certaines espèces, sont encore équipées de poils sensibles. La couche épidermique est fine, lisse et élastique et exsude de l'huile qui augmente leur hydrodynamisme. Cette adaptation est également présente chez de nombreux poissons. Ainsi les mysticètes peuvent atteindre des vitesses de 26 km/h et les odontocètes des vitesses supérieures à 30 km/h. Le paradoxe de James Gray, qui stipule que les muscles des cétacés sont insuffisamment puissants pour permettre à ceux-ci de se déplacer aux vitesses observées est aujourd'hui caduc, les muscles le sont. Plusieurs hypothèses pour expliquer l'inadéquation musculaire supposée à leur vitesse réelle ont été formées. L'une d'elles proposait qu'il se formait à la surface de la peau une multitude de rides minuscules qui dirigent le flux de l'eau en évitant la création de micro-turbulences qui freineraient ces animaux, permettant de conserver un écoulement régulier de l'eau favorisant un glissement dans l'eau avec peu d'efforts.
Le derme est composé de tissus conjonctifs d'une épaisseur formée par quelques cellules. L'hypoderme est lui plus épais, il est poreux et inextensible. La concentration en graisse y est importante, ainsi l'hypoderme de la Baleine Bleue est constitué de 62 % de graisse, soit 15 à 20 tonnes au total. La proportion en graisse varie entre les couches extérieures et les couches intérieures. La quantité de graisse varie en fonction des saisons, des migrations, de la quantité de nourriture disponible. Comme chez les autres mammifères, cette couche sert de réserve énergétique. C'est dans cette couche que l'on retrouve les grandes accumulations de certains polluants (liposolubles) auxquels sont soumis les cétacés (PCB, dioxines, furanes, certains pesticides et autres organochlorés). Cette couche contient des tissus conjonctifs intermédiaires et est très vascularisée. Ce système permet aux cétacés de contrôler leur température interne. La quatrième couche, le stratum germinativum, est constituée d'un épithélium pavimenteux et les mélanocytes y sont fixés.
La peau des cétacés est aussi sensible au toucher.
Lorsqu'ils remontent près de la surface, la peau des cétacés est sensible, comme toutes les peaux des mammifères sans fourrure, aux rayons du Soleil. Des études scientifiques menées sur des baleines bleues, des grands cachalots et des rorquals communs ont révélé en 2010 que certaines lésions cutanées font suite à un coup de soleil, sans que néanmoins des cancers de la peau aient pu être observés. Sur la courte durée des observations, ces lésions semblent être en augmentation. Aucune explication précise n'est à ce jour fournie, la réduction de la couche d'ozone est une des causes possibles.

#### Système urodigestif

##### Osmorégulation
L'eau de mer est un milieu hypertonique, c'est-à-dire que les cellules des organismes marins doivent sans cesse lutter contre la perte naturelle de leur eau. Cette lutte nécessite une adaptation au moins aussi poussée que celle des mammifères vivant dans les zones très arides. Il existe assez peu d'études sur ce sujet pour ces animaux.
La concentration en sel dans leur urine est supérieure à celle de l'eau de mer. Les cétacés boivent cependant très peu d'eau de mer, selon une étude de 1970, entre 4,5 et 13 ml par kg et par jour. Ces espèces ne règlent pas leur concentration interne en sels par l'absorption de l'eau de mer. Même les espèces vivant en eau douce gardent la capacité à augmenter la salinité de leur urine en réponse à un stimulus hypertonique.
Seuls parmi les mammifères, les reins des cétacés, des pinnipèdes, des loutres ou des ours ont une structure réniculée. Ces reins sont constitués d'une multitude de petits lobes qui contiennent des tissus corticaux et une pyramide rénale insérée dans un seul calice. La structure des reins ne permet pas d'expliquer leur performance, la raison de leur performance est vraisemblablement due au mécanisme de régulation hormonale de la concentration d'urine.

#### Système digestif
Les cétacés sont carnivores pourtant leur système digestif ressemble à ceux des ruminants du sous-ordre des Sélénodontes, il possède trois poches. Ils n'ont pas de vésicule biliaire. Le foie est non lobé.
La première poche stomacale est un assez grand et musculeux estomac mécanique qui broie les aliments. Cela est d'autant plus nécessaire que leurs dents, quand ils en ont, ne sont pas destinées à broyer la nourriture.
La seconde poche est la plus grande, les sucs digestifs commençant à dissoudre la nourriture.
L'estomac pylorique est le plus petit des trois estomacs, commence là l'assimilation des substances nutritives. Cet estomac est suivi d'une ampoule duodénale, puis du duodénum.

#### Organes reproducteurs
Les organes génitaux sont internes, situés derrière la fente génitale, chez les mâles comme les femelles si bien qu'il est parfois difficile de distinguer le sexe des spécimens. Les testicules des mâles sont également dans cette poche. L'utérus des femelles est constitué de deux parties comme chez les autres ongulés et les carnivores, les mamelles, plates, élongées et extractibles, se trouvent près de la fente génitale. Le placenta est épithéliochorial.
Chez les femelles des cétacés, contrairement aux autres mammifères, les corps blancs ne disparaissent pas et témoignent de l'histoire reproductive de chaque animal. Les cétologues peuvent ainsi estimer le nombre de gestations d'un cétacé.

#### Thermorégulation

##### Graisse
La couche de graisse sous-cutanée, généralement très épaisse, permet d'éviter la déperdition de chaleur, épouse la forme du corps et équilibre le poids de ce dernier, augmente la flottabilité. Le pannicule de certaines baleines peut atteindre 30 cm.

#### Système nerveux et sens

##### Oreille et ouïe
Les cétacés n'ont plus d'oreilles externes mais se servent, en plus des osselets habituels aux mammifères, de petits os dans la mandibule qui transmettent les sons grâce au coussin adipeux qui entoure l'os tympanique. L'oreille interne est isolée par une ampoule contenant de l'air. Les variations de densité de toutes ces structures indiquent à l'animal d'où vient le son. Le nombre de cellules qui innervent l'oreille — deux ou trois fois plus élevé que chez l'homme — et la taille importante du nerf auditif indiquent que les cétacés parviennent très bien à discriminer les tons et les ondes sonores à haute fréquence et surtout le lieu de leur provenance.

##### Production des sons
Les cétacés peuvent produire un grand nombre de sons destinés à communiquer comme la production de bulles, de sifflements, de bruit de battements de nageoire, de vocalises et de trombes avec leur évents, mais pas seulement pour communiquer. Le sonar nécessite l'émission de cliquetis pour fonctionner. Le grand cachalot et l'orque ainsi que quelques espèces de dauphins sont capables d'étourdir et de paralyser les poissons et les calmars avec de puissantes ondes sonores.

##### Yeux et vue
Les yeux des cétacés n'ont pas de canal lacrymal mais sont protégés par une huile sécrétée par des glandes situées près des paupières ; celles-ci sont épaisses et souvent peu mobiles. Les yeux sont souvent petits par rapport à la taille de l'animal en comparaison de ceux des primates par exemple. La sclère est très épaisse, particulièrement à l'arrière de l'œil dans la zone du nerf optique ce qui réduit encore le volume du globe oculaire et donc l'acuité visuelle. Le cristallin est presque sphérique.
L'arrière de la rétine est constitué d'un tapetum lucidum, de type cellulosum choroïdien, une zone richement vascularisée qui permet d'accroitre la quantité de lumière qui se dirige vers la rétine, autrement dit cela accroit la vision dans l'obscurité. La rétine contient des cônes et des bâtonnets, ce qui leur permet de détecter les couleurs, mais les cônes ne représentent que 1 % des photorécepteurs et ceux sensibles aux faibles longueurs d'onde ont disparu. Bien que cette question soit sujette à controverse, la vision des couleurs ne leur est certainement possible que dans certaines circonstances. Tous les cétacés étudiés, comme les phoques ont perdu certains pigments rétiniens au cours de l'évolution, ce qui fait que pour eux, l'eau n’apparaît pas bleue. Les phoques et les baleines étant deux groupes taxonomiques assez éloignés, le fait qu'ils soient tous deux touchés plaide à la fois pour une évolution convergente et un avantage adaptatif de ce trait dans l'environnement visuel marin.
Les yeux sont disposés latéralement ce qui rend la vision stéréoscopique impossible pour certaines espèces. Les Delphinidae peuvent bouger, tel les caméléons leurs yeux indépendamment. Les grands dauphins peuvent même focaliser leurs yeux et les zones de chevauchement leur permettraient de percevoir les objets en relief.
Mais, même si ce n'est pas leur organe sensoriel principal, ils n'en sont pas pour autant atrophiés. Le grand Dauphin sait même adapter sa vision hors de l'eau de sorte qu'en observant le vol des oiseaux de mer, il peut repérer les bancs de poissons.

##### Cerveau
Le cerveau des cétacés est très performant. Avec les éléphants et les primates, les cétacés font partie des rares animaux dont la conscience d'eux-mêmes a été scientifiquement mise en évidence. Les expériences sur le grand dauphin montrent qu'ils sont également capables de se mettre à la place d'un humain, d'apprendre, d'inventer mais ils ont également conscience de leurs propres états de la connaissance (métacognition). D'autre part, on sait que les cétacés sont capables de communiquer, que tous les groupes d'une même espèce n'utilisent pas forcément les mêmes signaux, y compris vocaux, pour communiquer, de maîtriser une grammaire et même, pour certaines espèces au moins, de pouvoir nommer par vocalise un partenaire. Le cerveau des cétacés a évolué alors qu'ils étaient déjà mammifères marins, d'une façon indépendante de celui des primates depuis 95 Ma et il est donc remarquable qu'il permette des performances comparables à celles des primates sur ces points. C'est un remarquable exemple de convergence évolutive.
En fait le néocortex des cétacés surpasse par son degré de gyrification celui de tous les autres mammifères, y compris des humains. L'épaisseur des différentes couches du néocortex diffère cependant de celle des primates, la I et la IV sont plus minces, la II plus dense. En fait la connectivité intra-hémisphérique semble favorisée chez les cachalots par exemple. Le cerveau des cétacés se caractérise aussi par la forte densité des cellules gliales. Ceci rend les cerveaux des cétacés très différents de ceux des espèces terrestres même si, curieusement les corticaux préfrontaux responsables des fonctions cognitives élevées comme l'attention, le jugement, l'intuition, et la conscience sociale, sont à la même position que ceux des primates.

## Chorologie

### Espèces mutualistes
De nombreux exemples d'entraide pour la pêche ont été observés, témoignant de l'opportunisme et de l'intelligence de ces espèces. Ainsi des baleines à bosse collaborent entre elles pour rabattre des bancs de poissons avec l'aide de thons, des grands dauphins collaborent avec des humains sur les plages du Sénégal. Ces mêmes dauphins peuvent collaborer avec des goélands pour les mêmes raisons. Quelques espèces mutualistes se nourrissent des ectoparasites par exemple le poisson nettoyeur appelé capucette barré consomme les « poux de baleines » des baleines grises.

### Espèces parasites

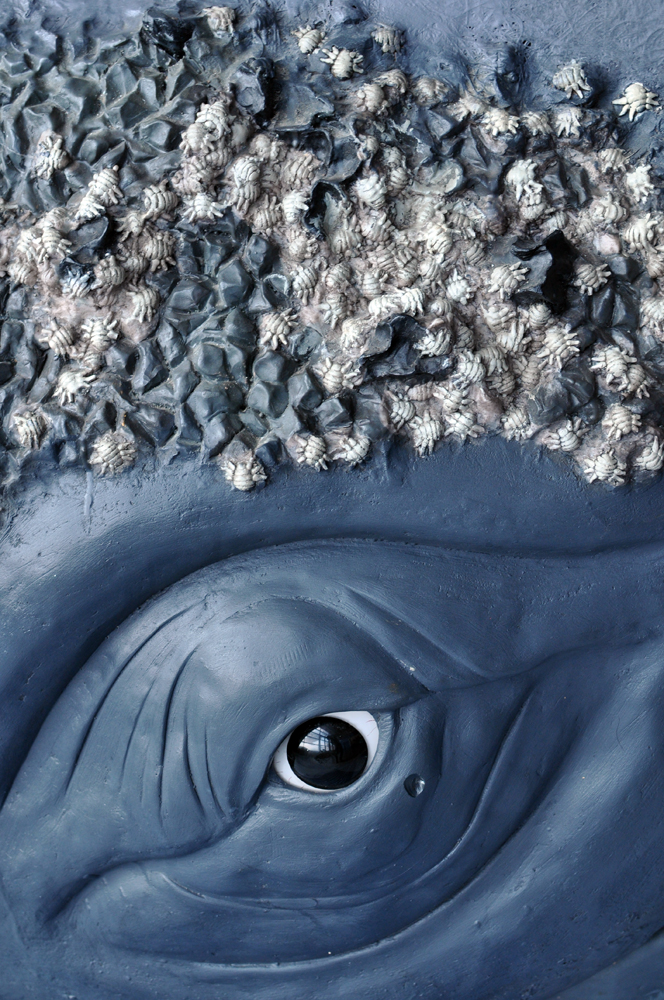
Représentation d'ectoparasites sur une Baleine franche de l'Atlantique nord (cyame ovale, mâle). Ses puissantes griffes lui permettent de s'ancrer dans la peau de la baleine, souvent autour des orifices ou des blessures. Il se nourrit de la peau superficielle.

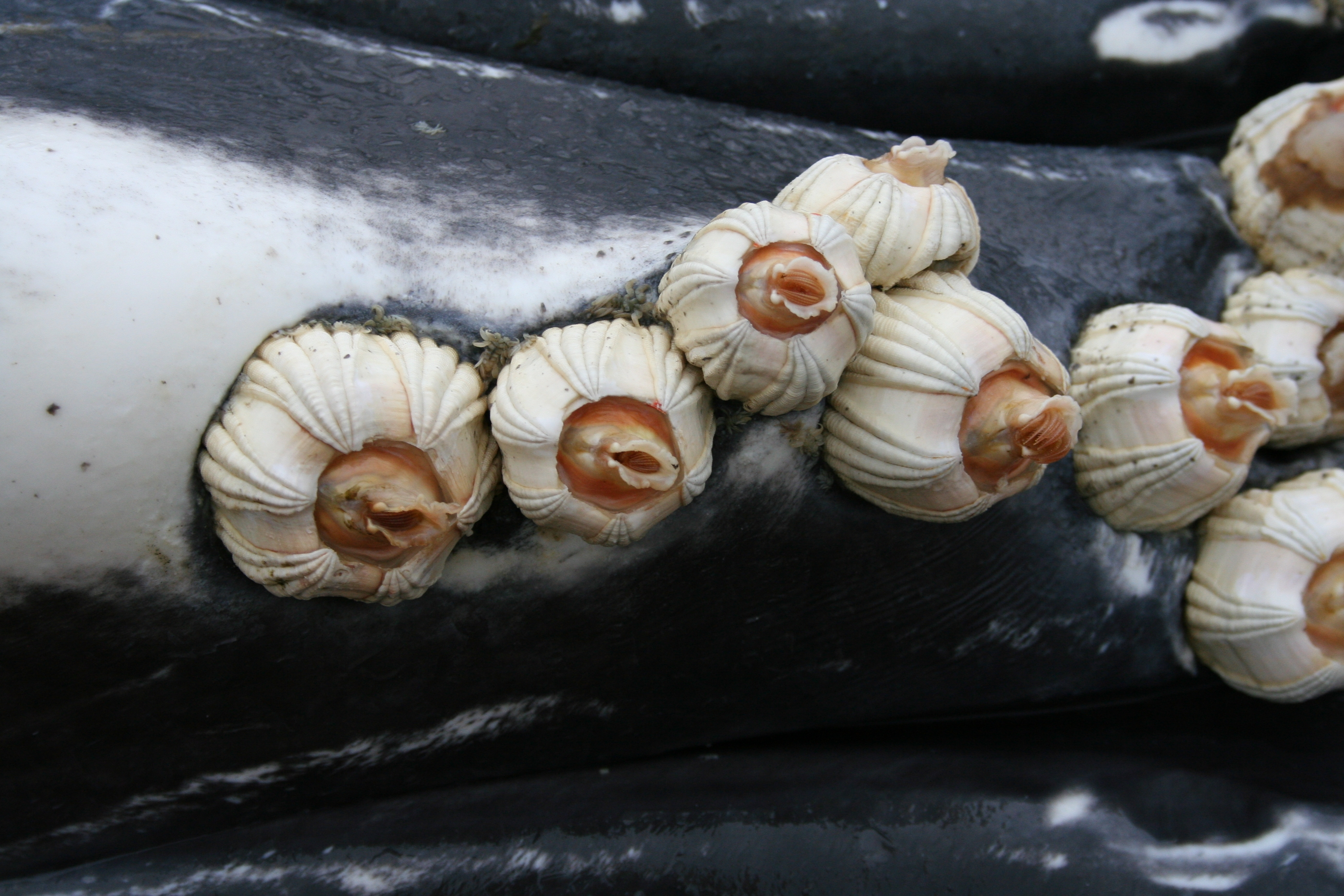
C. diadema sur la gorge d'une baleine à bosse.

Les cétacés sont hôtes de très nombreuses espèces de parasites, internes ou externes. Ils peuvent être cleptoparasite ou quelquefois victimes de ces pratiques du fait par exemple des oiseaux de mer, de rémoras ou de poissons-pilotes bien que leur intelligence les protège quelque peu. Les parasites seraient responsables de la mort de 25 % des cétacés de Méditerranée. Non pas qu'ils tuent directement leur hôte, seuls certains parasites particulièrement pathogènes le font, mais leur prolifération devient pathologique sur les animaux faibles ou immunodéprimés, ce qui finit par les tuer.
Des cestodes Tetrabothrium et Diplogonoporus parasitent leurs intestins, des plérocercoïdes Phyllobothrium et Monorygma parasitent leur péritoine et leur peau, des trématodes comme ceux des genres Bolbosoma et Corynosoma parasitent leurs estomacs, leur foie, leurs intestins, leurs sinus, des vers acanthocéphales parasitent leurs intestins, des nématodes comme ceux des genres Anisakis, Crassicauda, et Placentonema parasitent également leurs estomacs et leurs voies génitales. Les voies respiratoires sont parasitées par des nématodes de la famille Pseudaliidae.
Certains des parasites externes sont de grande taille comme le squalelet féroce ou les lamproies. Certains crustacés parasites, Rhizocephala et copépodes dont Balaenophilus unisetus et les Pennella, colonisent leur peau et leur graisse. Des nématodes comme Odontobius ceti, des protozoaires vivent également sur la peau. Des crustacés amphipodes dits « poux de baleine », les Cyamidae consomment la peau des cétacés sur lesquels ils vivent (ou les parties blessées purulentes). Ils sont rares chez les dauphins et étaient très nombreux autrefois sur les baleines, surtout en été. Ils se déplacent en s'encrant profondément dans la peau au moyen de leurs longues griffes. La diatomée Cocconeis ceticola, qui n'est pas a proprement parler un parasite provoque des plaques de couleurs sur la peau.
Les balanes de genre Coronula et Conchoderma par exemple se fixent sur la peau, voire les fanons des espèces les plus grandes. Ce ne sont pas à proprement parler des parasites, ils ne semblent pas occasionner de désavantage à ces baleines.
L'analyse de ces parasites donne aux scientifiques des informations sur l'espèce hôte et des informations biogéographiques.

### Prédateurs

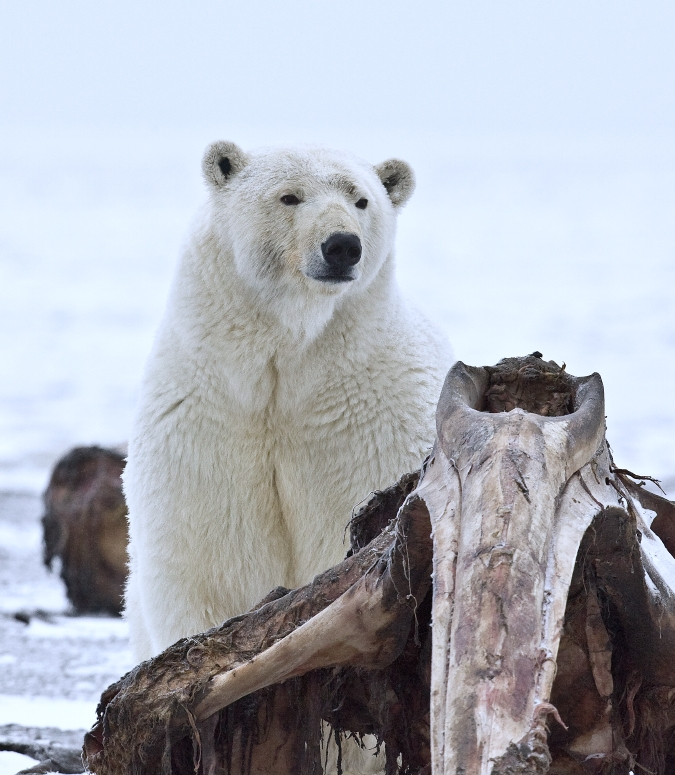
Un ours polaire à côté des restes d'un béluga.

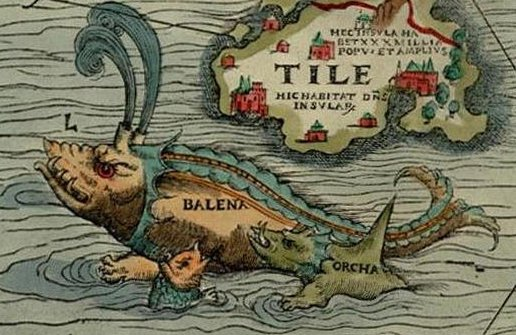
illustration du XVI montrant une orque attaquant une baleine

Les cétacés ont peu de prédateurs naturels.
Disparu il y a 1,6 Ma, le plus grand requin ayant jamais existé le mégalodon a pu être un prédateur de cétacés, des traces de dents ont été découverts sur des fossiles de diverses baleines. Aujourd'hui, tous les cétacés sont susceptibles de subir des attaques d'orque, ceux-ci attaquent même les juvéniles de baleines bleues en les noyant. Les grands requins tels que le requin tigre ou le requin blanc sont également des prédateurs possibles. Les morses ainsi que l'ours polaire sont occasionnellement prédateurs de cétacés, principalement des bélougas ou des narvals. Les cétacés à fanon ont pour principale défense leur masse, qui généralement dissuade les prédateurs, cependant un requin des grandes profondeurs (-1 000 à −4 000 m), dit requin emporte-pièce, rarement observé a une forme de bouche et de mâchoire qui lui permet de prélever des morceaux de chair de grands cétacés, durant leurs migrations. Ses morsures habituellement non mortelles laissent des cicatrices « en cratères » (un rorqual boréal avait 138 de ces cicatrices). Face à leurs prédateurs naturels, les odontocètes comptent davantage sur la cohérence de leur groupe, sur leur vitesse et sur leur agilité.
Les humains restent le prédateur le plus redoutable des cétacés, que cette chasse soit artisanale ou industrielle.

Les petits cétacés ont été chassés pour leur viande, et en tant que concurrents de la pêche ou parce qu'ils faisaient des dégâts dans les filets en s'y prenant accidentellement ou en cherchant à y manger des poissons, ce qui les a fait considérer comme nuisibles par certains.

Dans les années 1920, l'ichtyologiste Le Gall (Agrégé de l'Université, Directeur du laboratoire de l'office scientifique et technique des pêches maritimes de Boulogne-sur-mer, et correspondant du CIEM, en Poste à Boulogne sur mer), pouvait ainsi écrire que les pêcheries sardinières de l'Atlantique « redoutent, avec juste raison, les visites dangereuses que leur font les nombreux Cétacés delphinidés (Dauphins, marsouins, etc.) attirés sur nos côtes pendant les mois d'été par la présence des bancs de sardines. Ces Mammifères, désignés par les pêcheurs sous le nom général de Bélugas (nom inexact (…)), commettent de tels dégâts dans les pêcheries que les pouvoirs publics s'en sont émus et que diverses tentatives ont été faites, sans grand résultat d'ailleurs, pour essayer de s'en débarrasser. Jusqu'ici, seuls l'emploi du fusil et de la mitraille semblent avoir donné des résultats assez appréciables. Mais dans ce cas, l'animal blessé ou tué s'enfuit ou coule et involontairement les pêcheurs laissent s'échapper une bonne aubaine ».
La chair du marsouin, foncée et dotée d'un goût assez fort a été prisée durant plusieurs siècles, par toutes les classes sociales, vendue salée, fumée ou fraiche sur les marchés. La langue, le filet, la cervelle, le foie et les rognons ont été particulièrement appréciés. Tombée en désuétude en France, elle était encore au début du XXe siècle appréciée et consommée en Angleterre, en Italie, aux États-Unis, dont sous forme de conserves de Cétacés au Canada. Le Gall disait ceci de la défaveur récemment faite à la viande de marsouin en France : « injustifiée », elle « doit donc disparaître, la chair du marsouin doit retrouver sur le marché aux poissons la place qu'elle occupait autrefois, et ce serait peut-être le meilleur moyen d'atténuer la pullulation de ces hôtes indésirés. Le pêcheur alléché par l'attrait non seulement d'une prime, mais encore d'une vente certaine, n'hésiterait pas à se livrer à la chasse du Cétacé et, directement intéressé, s'occuperait bien vite des meilleurs moyens pour le capturer ». Il recommande pour cela l'emploi de la senne tournante à grandes mailles et surtout le fusil lance-harpon inventé en Norvège par M Krohnstad en 1923 et testé avec succès en 1924.

### Maladies virales ou bactériennes, tumeurs, cancers
Les cétacés peuvent être victimes de séquelles de l'ingestion de plastique et porteurs nombreux types de blessures, susceptibles de s'infecter ou de se surinfecter (combats contre des orques ou requins, capture dans des filets, blessures dues à des hélices de bateaux ou à des collisions avec des bateaux...) et certaines pathologies de cétacés semblent en augmentation, notamment en raison de la pollution marine et/ou de manque de nourriture dans les zones de surpêche.
Des Cétacés (dauphins notamment) porteurs de lésions cutanées, de divers malformations, (parfois dues à des mutations), abcès, d'angiomes et hémangiomes et de plusieurs types de cancers et métastases ont été observés de par le monde (néoplasies, séminomes, phéochromocytome, lymphomes...). En tant que superprédateurs, ils sont exposés à la bioconcentration dans le réseau trophique de nombreux polluants.
Un Morbillivirus semblable à la maladie de Carré, au début des années 1990 a causé en Méditerranée une épidémie qui a tué en masse les odontocètes, en particulier les dauphins bleu et blanc. Il semble que cette surmortalité a été causée par l'accumulation de plusieurs maladies dues à de mauvaises conditions climatiques, à une fragilisation des organismes liée aux pollutions chimiques, à une diminution des ressources alimentaires. D'autres virus comme des Adenovirus, des Poxviridae, des Hepadnavirus, des Herpesviridae et grippes peuvent être transmis à l'homme et mortels, pour eux ou pour nous. De même, les cétacés peuvent également être porteurs de virus moins dangereux comme des Calicivirus, des Papillomavirus, Picornavirus et Morbillivirus.
Les cétacés semblent sensibles à la bactérie Erysipelothrix rhusiopathiae. Brucella maris est pathogène pour l'ensemble des mammifères marins. Plusieurs Vibrio et Pseudomonas pseudomallei sont des bactéries pouvant causer des zoonoses.
Parce qu'ils sont susceptibles de transmettre leurs maladies ou d'attraper les nôtres (mycoses notamment), ce qui pourrait avoir dans un sens comme dans l'autre des conséquences imprévisibles, il est recommandé de ne pas toucher les cétacés, pas plus d'ailleurs que pour tout autre animal sauvage, même si celui-ci vient vers vous.

## Hybrides
Comme chez les autres mammifères, les cas d'hybridation naturelle semblent rares chez les cétacés, en comparaison de ceux observés chez les oiseaux par exemple. Quelques cas d'hybridations spontanées ou induites par une présence commune en delphinarium sont cependant connus. Une étude a confirmé que des femelles marsouins de Dall peuvent occasionnellement s'hybrider avec des marsouins commun, ces accouplements semblent dépendre principalement de facteurs écologiques provoquant un isolement reproductif qui pousse les mâles à poursuivre les femelles. En 2008, un hybride de rorqual et de baleine à bosse aurait été observé puis photographiée à Rurutu (Polynésie).
Plusieurs whalphins issus d'une fausse orque (Pseudorca crassidens) et d'un grand dauphin (Tursiops truncatus) sont nés en captivité.

## Comportement
Le comportement des cétacés est d'une façon générale mal connu, du fait de leur crainte des humains, de leur extrême mobilité et, pour les espèces marines au moins, de leur environnement peu favorable à la présence humaine. Les cétacés sont les seuls amniotes, avec les siréniens, à vivre tout leur cycle de vie dans l'eau, les autres espèces aquatiques de ce groupe, comme les manchots, les crocodiliens ou les phoques doivent au moins revenir à terre pour faire naitre leur petit, et que les hippopotames amphibies, dont la parturition est aquatique, doivent retourner à terre pour se nourrir.

### Comportement social
La plupart des espèces de cétacés sont grégaires, et ils chassent souvent en groupe, le nombre d'individus dans les groupes — aussi appelés pods — peut fortement varier, ainsi certaines orques chassent par trois ou quatre, d'autres en groupe comptant plus d'une dizaine d'individus. Pour cette espèce, leur nombre dépend du type de proies chassées. Le marsouin de Dall est communément observé par groupe de 20, mais des groupes de plus de 200 individus ont été observés. Le boto est lui plutôt solitaire. Certaines espèces comme les dauphins à long bec ou les dauphins bleu et blanc peuvent côtoyer des espèces plus grandes comme les rorquals au sein de groupes plus ou moins grands. Plusieurs espèces aiment nager auprès des plus grosses ou des bateaux, devant l'étrave ou derrière la poupe, profitant du sillage pour se déplacer à moindre effort, pour chercher une protection ou pour jouer en surfant sur les sillons provoqués par les gros volumes. Au sein des groupes, tous les individus n'ont pas le même rôle social. Chez les Tursiops, certains individus favorisent même les relations entre les sous-groupes, autrement dit, la cohérence globale du groupe. Une hiérarchie existe entre les individus, et entre les trois générations : juvéniles, subadultes, adultes. Les individus de la même espèce au sein d'un groupe sont la plupart du temps très solidaires, n'hésitant pas à aider les malades. La plupart des espèces grégaires regroupent leurs petits au sein de nurseries pendant que les adultes chassent, certaines d'entre elles, comme celles des dauphins à long bec ou le bleu blanc peuvent regrouper des centaines de petits. Cependant les conflits entre mâles au sein d'un groupe, entre groupes différents, voir entre espèces peuvent-être violents.
Les cétacés sont carnivores et la plupart du temps diurnes, le dauphin à long bec est cependant connu pour chasser la nuit.
La plupart des espèces étudiées sont polyandres, polygynes ou polygynandres. Parfois le comportement sexuel, comme celui de la baleine franche de l'Atlantique nord est connu, car la parade nuptiale et l'accouplement se déroulent près de la surface. La plupart des espèces de cétacés n'ont qu'une seule saison de reproduction par an. Les femelles donnent naissance à un nouveau-né tous les un à six ans, après 10 à 17 mois de gestation. Beaucoup d'espèces migrent vers l'équateur pour mettre bas, notamment plusieurs mysticètes qui jeûnent durant toute cette saison et qui repartent avec leur petit se nourrir vers les pôles après quelques semaines. Habituellement, les naissances ont lieu en saison chaude. Les nouveau-nés sont précoces, ils sortent par le siège de l'utérus et doivent immédiatement nager pour regagner la surface. Les femelles allaitent les petits sur les périodes qui s'étalent selon les espèces de six mois à deux ans, du moins pour le grand cachalot. Les mères sont très maternelles mais les mâles ne s'occupent en général pas des petits, bien que quelques cas où des mâles jouant et apportant de la nourriture à des jeunes ont été observés. Chez certaines espèces, comme le béluga, les mères et leurs jeunes peuvent former des associations qui durent longtemps après que ceux-ci sont sevrés. Les jeunes n'atteignent leur maturité sexuelle qu'après plusieurs années, une dizaine en moyenne pour les mysticètes. Même après avoir atteint la maturité sexuelle, les jeunes doivent attendre plusieurs années avant qu'ils soient socialement intégrés et placés dans une situation où la reproduction est permise.

### Communication
Les cétacés sont vraisemblablement tous capables de communiquer entre eux, quelquefois à très grandes distances et de transmettre des informations complexes.
Ainsi les grands dauphins identifient un congénère car ils ont des vocalises spécifiques qui varient selon les circonstances du groupe, les caractérisant eux-mêmes ; c'est ainsi qu'ils sont capables d'identifier la signature vocale des différents individus de leur groupe. Les orques possèdent des techniques de chasses propres à un groupe, qu'ils peuvent enseigner à un nouvel arrivant. Leur langage basé sur des sifflements bruyants et des ultrasons inaudibles pour l'oreille humaine semble être très élaboré mais est encore mal compris.
- Communication gestuelle
- vocalisation et autres sons comme des grincement de dent chez les belugas par exemple[87]
- Communication émotionnelle (détection des émotions avec le sonar)

### Stratégie alimentaire

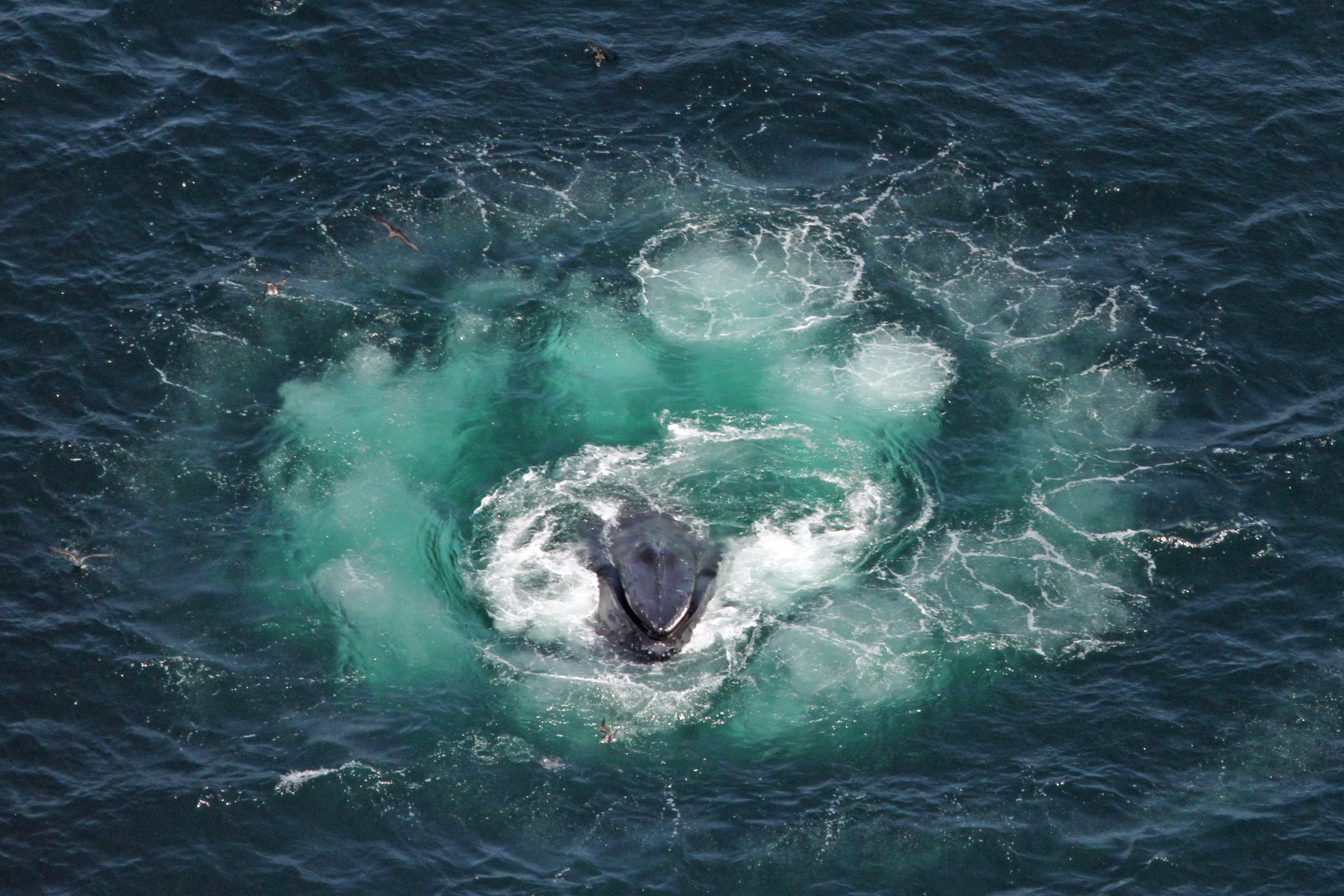
Une Baleines à bosse chassant en faisant un « filet de bulles ».

### Migration
Les cétacés peuvent nager en formation en V pour diminuer les efforts lors de migrations durant plusieurs milliers de kilomètres.

## Répartition
On trouve des cétacés dans toutes les mers du monde et outre dans les rivières d'Asie, d'Amérique du Sud et du nord. La répartition de certaines espèces est mondiale, comme les orques ; d'autres se cantonnent à un hémisphère comme les baleines de Minke, à un océan comme le Lagenorhynchus obliquidens. Certaines espèces sont fortement migratrices, d'autres très sédentaires.
Quelques espèces vivent très près des pôles, dans des eaux très froides. Ces cétacés sont en général de plus grande taille que la moyenne. Ces espèces ont un taux métabolique plus faible et comparativement, disposent d'une plus petite surface de peau en comparaison de leur volume sanguin ce qui leur permet de moins perdre de chaleur, et enfin elles disposent d'une imposante couche de graisse.

## Records
- La baleine bleue, ou rorqual bleu, est actuellement le plus grand animal vivant sur Terre, pouvant dépasser 30 m de long. C'est aussi probablement l'animal le plus lourd de tous les temps, pouvant atteindre 170 tonnes ; elle cumule de nombreux autres records de gabarit comme celui du plus grand pénis (env. 2 mètres).
- Le grand cachalot est l'animal à dents le plus grand vivant actuellement sur Terre.
- La baleine boréale est certainement le mammifère qui vit le plus longtemps : un spécimen a été daté de 115 à 130 ans[88], et ces baleines pourraient vivre 200 ans.
- Le record de profondeur pour un tétrapode se joue entre le grand cachalot, observé à 2 035 m[89], et la baleine à bec de Cuvier avec un record observé à 2 992 m de profondeur[90].
- Le record mondial de durée de plongée pour un animal à poumon se joue entre la bérardie d’Arnoux, dont une plongée a été mesurée à 9 180 secondes soit 2 h 33[91], et la baleine à bec de Cuvier, avec une apnée chronométrée à 3 h 42.
- La baleine à bosse détient le record de distance annuellement parcourue chez les mammifères avec environ 25 000 kilomètres[92].
- les laits de cétacés, et en particulier celui du béluga, sont parmi les plus gras des laits de mammifères avec plus de 500 grammes de graisse par litre.
- Globicephala melas est le mammifère actuel possédant le plus grand nombre de neurones corticaux[réf. nécessaire].
- Certains cétacés n'ont pas de dents tandis que certains Platanistidae en ont plus de cent vingt[40], ce qui représente un record pour les mammifères.

## Les cétacés et l'Homme

### Statut des espèces

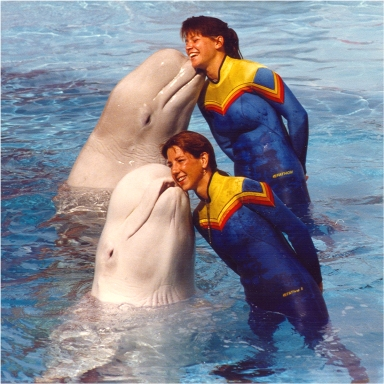
Des bélugas dans un aquarium avec des formateurs.

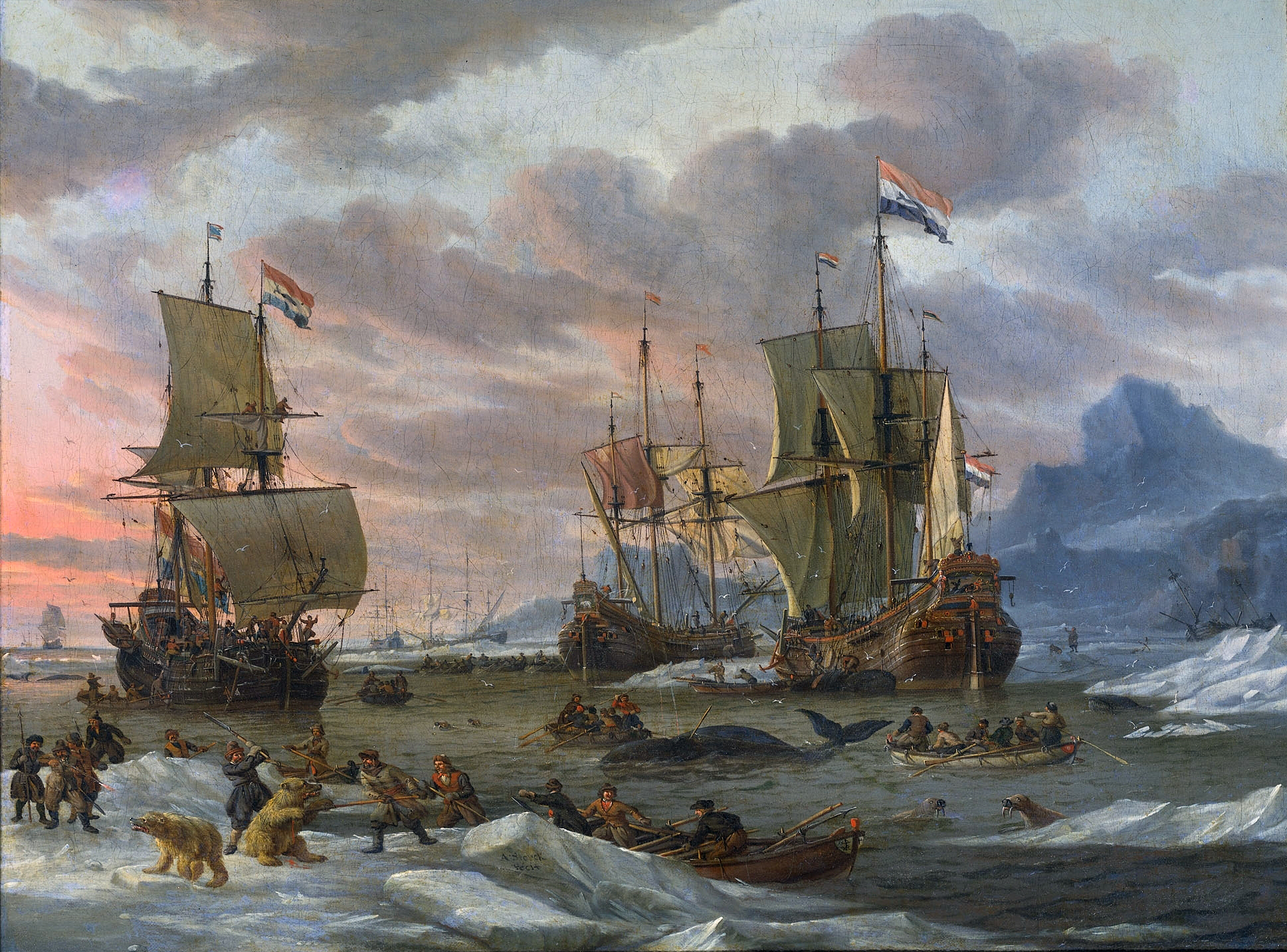
Représentation picturale d'une chasse à la baleine au XVIIe siècle par Abraham Storck.

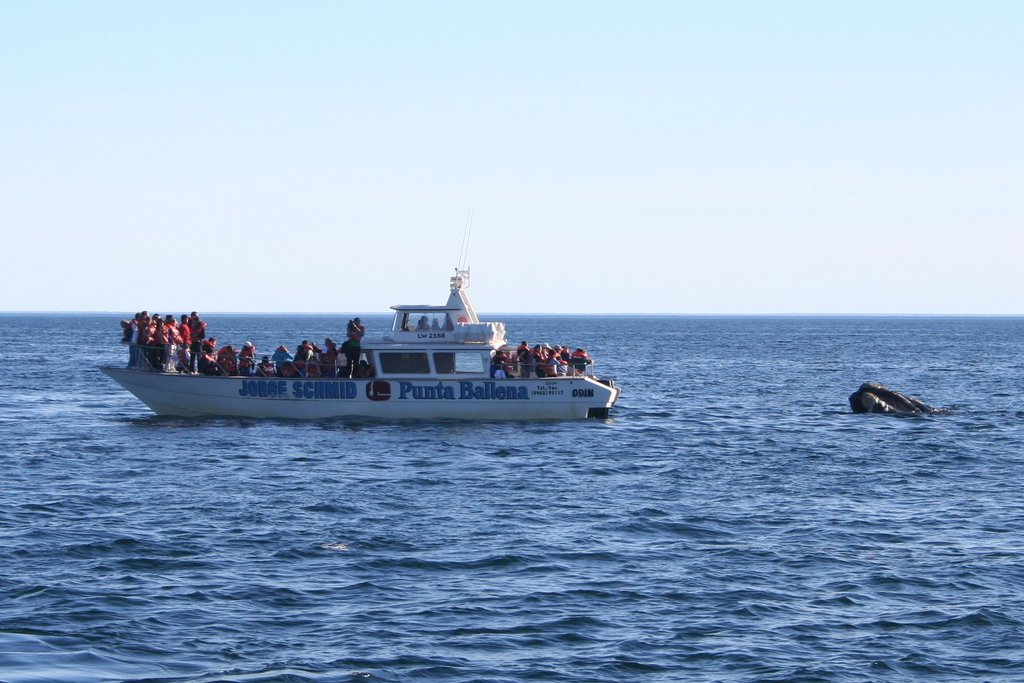
Observation des baleines au large de la côte de Péninsule Valdés (Argentine). En 1999, la presqu'île de Valdés a été inscrite sur la liste du patrimoine mondial de l'UNESCO.

En 2005, l'UNESCO reconnaissait que « plus de deux tiers des dauphins, des marsouins et autres espèces de la famille des cétacés sont en danger d’être abattus ou pris dans des filets ». En 2006, une étude des universités américaine Duke et écossaise de St Andrews, publiée par la revue scientifique Conservation Biology, estime à très exactement 307 753 le nombre de dauphins, baleines et bélugas tués chaque année à cause de «captures accidentelles» dans des filets de pêche, soit près de 1 000 animaux par jour. En 2007, l'UICN a déclaré probablement disparu le dauphin de Chine, et, en 2008, elle considère comme en danger critique d'extinction le marsouin du Golfe de Californie. Sept autres espèces sont classées par cet organisme comme en danger : le rorqual boréal, la baleine bleue, le rorqual commun, le dauphin de Nouvelle-Zélande, la baleine franche de l'Atlantique Nord, la baleine franche du Pacifique Nord, le sousouc. Cinq espèces, uniquement à dents, sont classées vulnérables. Cependant, bien que les effectifs de nombreuses espèces soient en déclin, plusieurs espèces, après avoir été grandement menacées comme la baleine boréale ou la baleine bleue, ont des effectifs en augmentation. Ainsi, par exemple, la population de baleines boréales qui atteint au moins 10 000 spécimens en 2006 augmente de 3 à 5 % par an, alors qu'elle se situait vraisemblablement à près de 50 000 individus avant les campagnes de chasse.

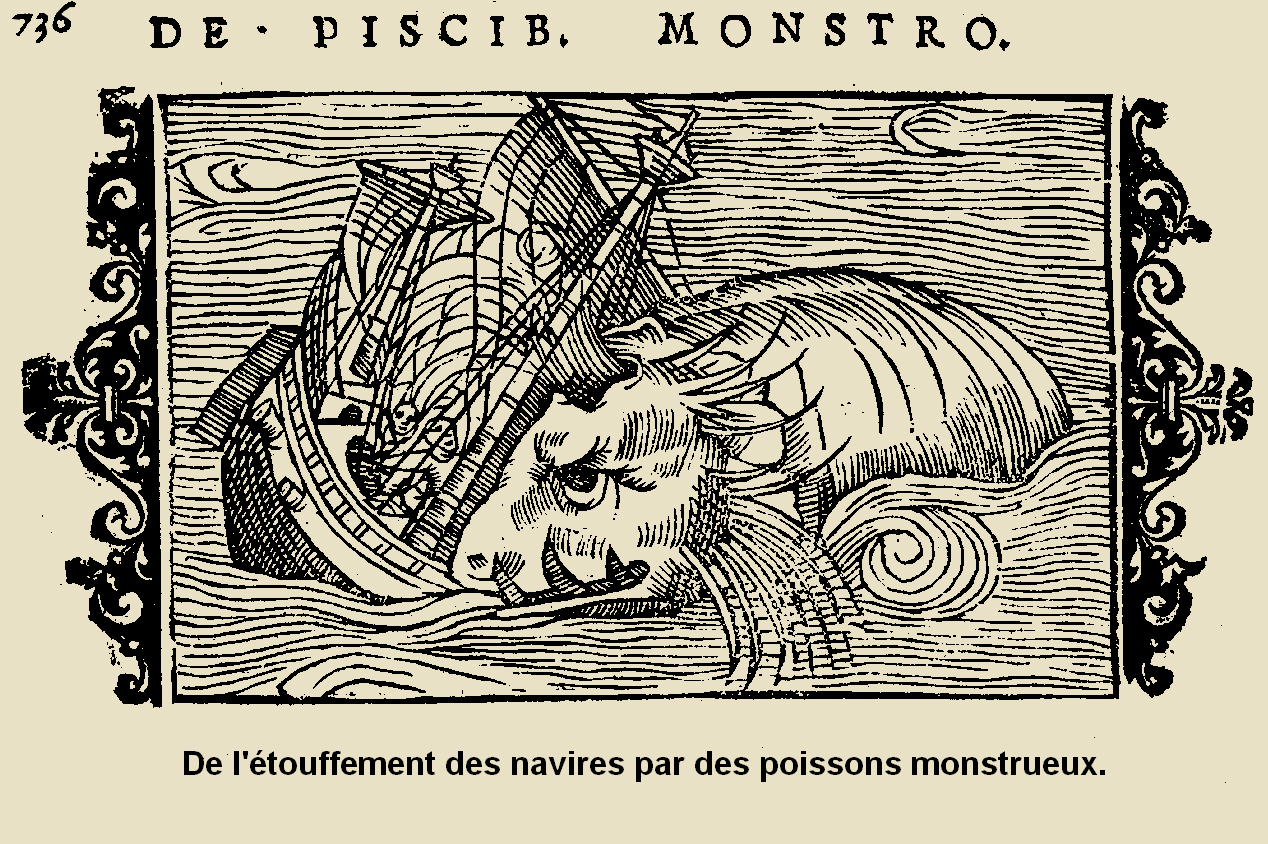
Cétacé coulant un navire, d'après Olaus Magnus, 1555.

L'augmentation du trafic maritime et l'apparition de navires à grande vitesse s'accompagnent d'une pollution sonore sous-marine croissante et d'une augmentation du risque de collision avec des cétacés,ou de blessures par hélice ou filets. Les cétacés les plus gros peuvent être tués par des chocs avec les gros bateaux ; peu de précautions semblent prises par les armateurs pour éviter ces chocs mortels pour les cétacés mais peu dommageables pour les grands navires.
Les sonars militaires utilisant des systèmes d'écholocation comparables à ceux des cétacés marins à forte puissance, peuvent les tuer (Aux Bahamas en 2000, une expérience de l'US Navy avec un émetteur à 230 dB dans la gamme de fréquence 3 000 à 7 000 hertz provoqua l'échouage de seize baleines, dont sept furent trouvées mortes. L'US Navy reconnut sa responsabilité dans cet échouage dans un rapport publié dans le Boston Globe, le 1er janvier 2002). Les sonars pourraient leur faire perdre leur sens de l'orientation, voire les empêcher de se nourrir ou de se reproduire. Ils pourraient provoquer des malaises de décompression, ce qui occasionne ensuite des échouages.

La chasse à la baleine (encore aujourd’hui pratiquée par les Japonais et Islandais) a fait chuter d'une manière importante les populations de certaines espèces comme le globicéphale tropical, la fausse orque, le dauphin bleu et blanc, le dauphin d'Électre. La viande de ces espèces y est vendue sous l'appellation « viande de baleine ».
Des menaces indirectes sont la pollution marine et la surpêche qui affectent les ressources alimentaires des cétacés. Ces menaces ne touchent pas uniformément chacune des espèces (selon leur position dans le réseau trophique). En outre, plusieurs associations écologistes et la FAO dénoncent également les mortalités occasionnées par les filets dérivants, pratique qui se poursuit en 2008, même dans les endroits où elle a été interdite, comme en Méditerranée. Depuis les années 1990, des pingers sont expérimentés avec un certain succès pour éloigner les dauphins et surtout les marsouins des filets. Le Whale-watching souvent pratiqué in situ et en période de reproduction peut aussi perturber leur vie.
Les muséums, aquariums publics et diverses associations cherchent à mieux faire connaître les cétacés.

#### Mise en place des protections
La Commission baleinière internationale condamne la chasse à la baleine, sauf dans quelques cas particuliers et justifiés, pour lesquels elle accorde des permis de chasse. Plusieurs pays comme la Nouvelle-Zélande, le Canada ou les États-Unis (parmi d'autres) ont intégré dans leurs lois des régulations concernant l'approche et l'attitude à adopter près des cétacés. Dans de nombreuses régions, des chartes et des codes de bonne conduite sont en place, ainsi que des labels pour une observation des baleines durable. Une zone pour protéger les mysticètes a été créé en 1979 dans l’Océan Indien puis une autre autour de l'Antarctique en 1994, les deux sanctuaires ont une zone contiguë. Un espace maritime protégé pour tous les types de cétacés leur est consacré en Méditerranée : le Sanctuaire Pelagos qui résulte d'un accord signé en 1999 par la France, l'Italie et Monaco pour la protection des mammifères marins qui le fréquentent.
- Accord sur la Conservation des petits cétacés dans la mer Baltique et la mer du Nord
- Accord sur la conservation des cétacés de la mer Noire, de la Méditerranée et de la zone Atlantique adjacente
- Sanctuaires : Pelagos (Méditerranée), Agoa (Antilles), Antarctique, Basse Californie...
- Mesures de régulations, charte, code de bonne conduite
- Dispositifs de réduction des collisions grands cétacés/bateaux[110],[111]
- Pinger (halieutique)
- Dispositif de harcèlement acoustique

De nombreuses associations comme la Société pour la conservation des baleines et des dauphins

### Dans la culture

#### Représentations de cétacés
Les cétacés, et en particulier les dauphins, sont très familiers des populations côtières depuis la Préhistoire. 
Les plus anciennes représentations connues des cétacés sont datées de 6 à 10 000 ans, ce sont des peintures rupestres découvertes en Corée du Sud qui représentent des scènes de chasse. 
Pendant longtemps, les gros cétacés sont avant tout perçus comme des monstres marins dévoreurs, thème que l'on retrouve notamment dans la Bible (Léviathan, mythe de Jonas) comme dans la mythologie grecque (mythe de Céto), tandis que les dauphins (représentés sur de nombreuses fresques romaines assez fidèlement) sont des animaux très familiers des populations navigatrices et considérés comme des compagnons pacifiques. Ils sont représentés dans les bestiaires, comme dans la mythologie, et figurent, dès le IIe millénaire avant notre ère, sur les fresques du palais minoen de Knossos, en Crète. Le philosophe Aristote, au IVe siècle avant notre ère, consacra de longues études aux cétacés, et établit notamment qu'ils étaient bien des mammifères, respirant de l'air et incubant leurs petits au moyen d'un placenta avant de les allaiter. Plusieurs autres naturalistes antiques comme Pline l'Ancien ont fourni des descriptions très détaillées et de nombreuses anecdotes concernant ces animaux, attestant d'une fréquentation assidue et d'une curiosité réciproque. Les dauphins jouissent notamment d'une image très positive dans les civilisations antiques : une constellation porte leur nom, ils sont perçus comme de joyeux compagnons des marins dont on raconte qu'ils sauvent parfois des naufragés, comme le poète Arion de Méthymne, idée reprise plus tard par Jean de La Fontaine.
La chasse à la baleine, de par sa dangerosité, a été le centre de nombreuses œuvres, la plus célèbre étant Moby Dick. En France, les écoliers apprennent souvent le poème La chasse à la baleine de Jacques Prévert. 
Après le milieu du XXe siècle et le début de la prise de conscience des menaces pesant sur les cétacés ainsi que de leurs capacités intellectuelles parfois proches de celle des humains, les dauphins (et les cétacés en général) sont devenus des « espèces charismatiques ». Une série télévisuelle, Flipper le dauphin, a reçu un accueil particulièrement favorable et beaucoup influencé l'image de ces animaux auprès du grand public. Par la suite des centres d'élevage, appelés delphinariums, sont apparus, contribuant à faire de ces animaux des animaux « sympathiques » et à l'intelligence spectaculaire. Toutefois, les conditions de vie des animaux dans ces centres ont aussi contribué à un mouvement retour demandant leur fermeture et la libération des animaux : c'est par exemple une partie du scénario de la célèbre franchise de films Sauvez Willy (1993).

#### Whale-watchinget nage avec les cétacés
L'observation des baleines ou whale-watching a pour but d'observer les cétacés dans leur milieu naturel, à des fins touristiques. Cette activité, plus rarement dénommée « tourisme baleinier », est une activité en plein développement depuis les années 1990. Pratiquée de façon raisonnable, durable et dans le respect de l'environnement marin et de sa faune, cette activité offre un réel intérêt à l'éducation, à la sensibilisation du public et à la protection des cétacés. Non encadrée et pratiquée par des opérateurs non, ou mal, formés, elle peut avoir de forts impacts sur le comportement, la survie et la reproduction des populations de mammifères marins,.
L'observation des cétacés se double parfois chez certains opérateurs de « whale jumping », c'est-à-dire de mise à l'eau des touristes à proximité des animaux, souvent de manière brutale voire dangereuse. Ainsi, l'observation paisible peut parfois dériver vers une véritable industrie du harcèlement, avec des animaux traqués par observation aérienne et poursuivis par des dizaines de navires.
La nage est quant à elle une activité particulièrement controversée. Les études posent de grandes inquiétudes sur la soutenabilité de ces pratiques pour les animaux, mais aussi sur la sécurité des pratiquants. Selon le Groupe de recherche sur les cétacés, ce harcèlement, illégal dans les eaux françaises, peut empêcher les animaux ciblés de continuer leurs activités de repos ou de recherche de nourriture.
Pour parer à tout effet néfaste sur ces animaux, des règles strictes encadrent cette activité, encore renforcées dans les aires marines protégées comme le Sanctuaire Pelagos. Dans de nombreuses régions, des chartes et des codes de bonne conduite sont en place, ainsi que des labels pour une observation durable des baleines.
La loi française interdit entre autres « toute perturbation intentionnelle de cétacés (notamment harcèlement ou poursuite) ainsi que toute dégradation de leurs aires de repos ou de reproduction ».

## Les cétacés dans le monde de la recherche scientifique

### L'échantillonnage de souffle
Plus les humains exercent de fortes pressions sur le monde naturel qui nous entoure et plus les scientifiques s’inquiètent de comment les différentes espèces s’adapteront aux changements inévitables de leurs environnements. La communauté scientifique désire pouvoir maintenir un œil sur l’état de santé des populations de cétacés,. Pour ce faire, il est important de développer une méthode de suivi facilement applicable et sécuritaire autant pour les animaux que pour les scientifiques. À ce niveau, les cétacés posent un défi considérable, car leur grande taille empêche les chercheurs d’appliquer la méthode de capture et libération qui est souvent préconisée pour faire des prélèvements sur les animaux sauvages. En effet, sans possibilité de capture, il est impossible de faire de prélever le sang des animaux. Ce dernier est la matrice de recherche la plus souvent utilisée pour obtenir des données sur le patrimoine génétique des animaux ainsi que leurs taux d’hormones sanguines.
Actuellement, la méthode la plus courante pour faire des biopsies sur les cétacés est celle connue sous le nom de « dart-biopsying » ou biopsie par fléchettes. Elle consiste à tirer une flèche détenant un embout métallique sur l’animal que nous voulons échantillonner lorsque celui vient à la surface pour respirer. Cette flèche permet de prélever un petit bout de la graisse de l’animal sur lequel pourront être fait des tests permettant de déterminer l’ADN de l’animal ainsi que les concentrations de différentes hormones comme le cortisol (l’hormone de stress) ou la progestérone. Cependant, l’utilisation de cette méthode ne fait pas l’unanimité parmi la communauté scientifique. En effet, elle peut être très invasive et plusieurs études ont noté de fortes réactions de la part des animaux à la suite de ce type de prélèvement. De plus, cette méthode crée une plaie ouverte sur la peau des cétacés par laquelle les animaux pourraient contracter des infections. Par conséquent, elle ne peut pas être utilisée dans tous les environnements, par exemple, à Taiwan où la qualité de l’eau est tellement mauvaise qu’une plaie ouverte sur un animal compromettrait sa santé. Finalement, cette méthode est aussi considérée comme étant inappropriée pour les jeunes animaux. Il est donc important pour la communauté des biologistes marins de développer une méthode moins invasive pour obtenir ces données génétiques et endocriniennes.
Une option de méthode moins invasive est de collecter les excréments des cétacés. Ceux-ci offrent de l’information surdifférentes concentrations d’hormones stéroïdiennes ainsi que sur la présence de parasites intestinaux. Ils représentent donc une alternative intéressante pour évaluer l’état de santé des populations. Cependant, la collection de matières fécales se trouve à être un effort particulièrement opportuniste. En effet, les chercheurs doivent être à proximité des baleines lorsqu’elles défèquent pour être en mesure de faire les prélèvements et donc le succès de cette méthode requiert énormément de chance. Au cours des dernières années, une nouvelle méthode non-invasive et reposant moins sur le hasard émerge tranquillement dans le monde de la biologie marine. Cette méthode consiste à recueillir le souffle des baleines grâce à différents récipients. Le souffle de baleine est composé majoritairement de surfactant pulmonaire. Cependant, à cause de l’intensité avec laquelle les cétacés expirent, il est très probable que des fluides respiratoires et des cellules de leurs poumons soient aussi expulsés dans leurs souffles. Le souffle de baleine est donc composé d’une multitude de fluides biologiques pouvant potentiellement contribuer des informations très variées sur l’état de santé de ces animaux.
Avoir accès à une méthode non-invasive tel l’échantillonnage du souffle des baleines est un outil important pour la communauté scientifique marine, car le souffle peut être collecté plus souvent que des biopsies plus invasives tels les prélèvements de graisses ou de sang. Par ailleurs, les baleines peuvent avoir de très grands volumes pulmonaires, ce faisant une grande quantité de souffle est disponible pour la collection. De plus, il permet d’obtenir des données de santé qui sont souvent seulement prélevables sur des animaux décédés,. Donc, sans l’échantillonnage de souffle, les chercheurs ne peuvent pas dresser un portrait réel de la population vivante. Effectivement, les informations actuelles se retrouvent à être biaisées vers les animaux étant dans un état de santé compromis, car souvent les prélèvements peuvent seulement se faire sur des animaux échoués,. Finalement, l’échantillonnage de souffle permet aussi d’obtenir des informations permettant d’évaluer la santé des cétacés qui ne sont pas accessible par la méthode de biopsie par fléchette. En effet, cette dernière n’offre aucune information concernant les virus ou les bactéries présents chez l’animal.

#### Informations pouvant être obtenue par l'entremise du souffle de baleine
Plusieurs études ont analysé les souffles de baleine et ont été capables d’y obtenir des informations relatives à la communauté microbienne vivant dans les voies respiratoires des cétacés, le virome de ces animaux ou encore des indicateurs endocriniens de la santé des baleines. Il y a donc une réelle mine d’or au niveau des informations obtenables dans le souffle.

##### Système endocrinien
Différentes classes d’hormones (stéroïdiennes, thyroïdiennes, surrénales etc.) ont été détectée dans le souffle de baleine. De récentes études ont aussi démontrés que ces hormones étaient analysables par l’entremise d’essais immunoenzymatiques disponibles pour l’achat dans les commerces,. 

###### Cortisol
Les glucocorticoïdes, comme le cortisol, sont des indicateurs importants d’état de santé et de stress des animaux. Une concentration élevée de cortisol peut avoir des impacts marqués sur la condition physique des animaux tels une inhibition de leur croissance, de leur système immunitaire ou encore de leur système reproductif. La concentration de cortisol est souvent quantifiée par prélèvements sanguins, cependant ceux-ci sont impossibles pour les mysticètes qui sont trop grands pour être capturé et manipulé le temps d’une prise de sang. De plus, le processus de pourchasser l’animal pour le capturer et lui faire une prise de sang est un grand facteur de stress qui peut venir fausser les résultats obtenus vis-à-vis la concentration sanguine de cortisol.  Puisque cette hormone a pu être détectée dans le souffle de baleine par une étude menée par Thompson et al. en 2014, les chercheurs ont maintenant accès à une méthode alternative et moins invasive pour déterminer le niveau de stress des populations de cétacés. Cependant, il faut garder en tête que la concentration de cortisol mesurée dans le souffle ne représente pas nécessairement la totalité du cortisol présent dans le sang. Par conséquent, l’utilisation de souffle pour évaluer le niveau de stress des animaux peut mener à des sous-estimations des concentrations totales de cortisol.

###### Hormones stéroïdiennes
La détection d’hormones stéroïdiennes comme la progestérone, la testostérone ou l’œstrogène permet aux chercheurs de déterminer différents processus reproductifs des cétacés,. Ces hormones sont presque toujours présentes chez les individus qu’ils soient mâles ou femelles, mais la concentration de chacune varie selon le sexe et l’âge de l’individu. Par conséquent, être capable de déterminer la concentration de ces hormones pour différents individus offre entre autres de l’information concernant si l’animal a atteint la maturité sexuelle ou s’il est dans sa période de reproduction.

##### Microbiome
Grâce aux échantillons de souffle, il est possible d’avoir un portrait des communautés microbiennes vivants dans les voies respiratoires des cétacés,,. Ceci est une avancée pertinente, car les maladies respiratoires sont une des causes de décès principale des cétacés. Par conséquent, il est important d’avoir un outil permettant de déterminer le microbiome des animaux en santé et de, par la suite, monitorer ce microbiome pour déterminer l’état de santé respiratoire des cétacés. Il reste encore de la recherche à faire pour déterminer les communautés microbiennes normales pour ces animaux versus les microbiomes pathogéniques. Certaines études ont déjà commencé à déterminer le microbiome principal de certaines espèces comme pour la baleine à bosse. Il reste cependant encore à caractériser le microbiome des animaux qui ne sont pas en santé pour déterminer si ce dernier change bel et bien avec l’état de santé des animaux.

##### Virome
Grâce à différentes analyses, les chercheurs sont capables d’isoler et d’extraire des échantillons d’ARN et d’ADN viral du souffle de baleines qu’ils arrivent à collecter. Par la suite, les chercheurs identifier quels virus sont présents dans le souffle des baleines pour créer une base de référence des virus normaux à avoir chez un individu sain. De cette façon, ils peuvent monitorer la santé des populations en identifiant si les virus présents présentent un danger pour l’animal ou s’ils sont naturellement présents dans leurs voies respiratoires.

##### Matériel génétique
Le souffle des baleines contient des échantillons de leur ADN, car une partie de leur surfactant pulmonaire est éjecté lors de leurs respirations. Par ailleurs, certaines cellules pulmonaires seront aussi expulsées lorsqu’elles expirent, menant à la possibilité d’isoler une partie de leur ADN telle l’ADN mitochondrial. Avoir accès à ces sections d’ADN permet de venir compléter les multiples recherches évaluant les fonctions respiratoires et immunitaires de ces animaux, car il est possible de déterminer quels gènes sont exprimés dans les cellules respiratoires.

#### Différentes méthodes de collection de souffle
Depuis que la communauté scientifique a commencé à essayer de prélever le souffle des baleines, plusieurs différentes méthodes ont été utilisées dans la quête de la plus efficace.
| Méthode                     | Description | Exemple | Référence scientifique |
| --------------------------- | --- | ------- | --- |
| Perche extensible           | Cette méthode consiste à utiliser une perche extensible au bout de laquelle est fixé le récipient de collecte de l'échantillon. Dans la première instance, le récipient de collecte est une plaque absorbante que les chercheurs font passer au travers du souffle pour le collecter. Dans la deuxième instance, les chercheurs positionnent le vase de pétri par-dessus l'évent de la baleine pour maximiser la collecte de souffle. |         | Acevedo-Whitehouse, K., Rocha-Gosselin, A., & Gendron, D. (2010). A novel non-invasive tool for disease surveillance of free- ranging whales and its relevance to conservation programs. Animal Conservation, 13, 217‑225. https://doi.org/10.1111/j.1469-1795.2009.00326.x Robinson, C. V., & Nuuttila, H. K. (2020). Don’t Hold Your Breath : Limited DNA Capture Using Non-Invasive Blow Sampling for Small Cetaceans. Aquatic Mammals, 46(1), 32‑41. https://doi.org/10.1578/AM.46.1.2020.32                    |
| Véhicule aérien sans pilote | Les chercheurs déploient un véhicule aérien sans pilote sur lequel sont disposés les récipients de collection. Ils le font par la suite voler au travers du souffle de la baleine lorsque celle-ci remonte à la surface pour respirer. |         | Acevedo-Whitehouse, K., Rocha-Gosselin, A., & Gendron, D. (2010). A novel non-invasive tool for disease surveillance of free- ranging whales and its relevance to conservation programs. Animal Conservation, 13, 217‑225. https://doi.org/10.1111/j.1469-1795.2009.00326.x |
| À la main en captivité      | Les chercheurs maintiennent une éprouvette par-dessus l'évent des individus pendant que ceux-ci expirent quelques fois |         | Frère, C. H., Krzyszczyk, E., Patterson, E. M., Hunter, S., Ginsburg, A., & Mann, J. (2010). Thar She Blows ! A Novel Method for DNA Collection from Cetacean Blow. PLoS ONE, 5(8). https://doi.org/10.1371/journal.pone.0012299 |
| À la main en liberté        | Les chercheurs positionnent le récipient de collecte par-dessus l'évent de l'individu qu'ils veulent échantillonner. Dans le première cas, les animaux sont habitués à côtoyer les humains et donc s'approchent par curiosité. Les chercheurs peuvent donc maintenir l'éprouvette et l'entonnoir par-dessus leur évent pendant quelques respirations. Dans le deuxième cas, les chercheurs ont capturé un béluga et maintiennent un vase de pétri par-dessus son évent le temps de quelques respirations avant de le libérer. Une membrane de Nitex est apposé sur le vase de pétri pour augmenter l'absorption et maximiser la quantité de souffle recueillie. |         | Nelson, T. M., Wallen, M. M., Bunce, M., Oskam, C. L., Lima, N., Clayton, L., & Mann, J. (2018). Detecting respiratory bacterial communities of wild dolphins : Implications for animal health. Marine Ecology Progress Series, 622, 203‑217. https://doi.org/10.3354/meps13055 Thompson, L. A., Spoon, T. R., Goertz, C. E. C., Hobbs, R. C., & Romano, T. A. (2014). Blow Collection as a Non-Invasive Method for Measuring Cortisol in the Beluga. PLOS ONE, 9(12). https://doi.org/10.1371/journal.pone.0114062 |

##### Collection directement de l'évent

###### Comment faire?
Il est possible de collectionner directement de l’évent soit en tenant une éprouvette ou un vase de pétri au-dessus de l’animal. Cette méthode est principalement utilisée pour échantillonner des animaux en captivité ou encore des animaux sauvages qu’il est possible soit de capturer, soit d’approcher car ils sont habitués d’être à proximité d’humains. Les animaux en captivité sont souvent entraînés à pouvoir expirer sur demande, et donc les chercheurs peuvent collectionner plusieurs souffles venant du même animal. Cependant, il est à noter que les chercheurs ont remarqué que la profondeur de la respiration de l’animal jouait un rôle important au niveau du volume de souffle collecté et que les animaux sauvages avaient tendance à prendre des respirations plus profondes.
Pour les animaux sauvages qu’il n’est pas possible de capturer et sortir l’eau pour les échantillonner, les chercheurs utilisent habituellement un récipient de collection placé au bout d’une perche télescopique qu’ils étendent une fois qu’ils ont ciblé quel animal échantillonner. Les récipients de collections peuvent être un vase de pétri tout seul ou encore être plus complexe et consister d’une plaque sur laquelle sont fixés plusieurs vases de pétri ou encore un plaque composé de matériel absorbant pour maximiser la capture de souffle. Dans le premier cas, il suffit d’étendre la perche pour que le vase de pétri soit situé entre 30cm et 1 m par-dessus l’évent de l’animal et de le tenir en place pour quelques respirations. Dans le deuxième cas, la perche n’a pas besoin d’être située directement par-dessus l’évent de l’animal. En effet, l’idée est plutôt de s’assurer de faire passer la plaque de collection à travers la partie la plus dense du souffle pour assurer un bon échantillonnage.

###### Avantages
Le plus grand avantage de la méthode manuelle de collection est qu’elle permet d’obtenir un échantillon plus grand, car il est prélevé plus proche de l’évent qui est la source du souffle. Par la suite, toutes ces différentes méthodes permettent de plus facilement savoir l’identité de l’individu échantillon. Par conséquent, il est simple des bien associé les données au bon individu dans l’analyse subséquente.

###### Inconvénients
Collectionner directement de l’évent peut se faire sur des animaux en captivité ou des animaux sauvages. Pour les animaux sauvages, il est possible de soit les capturer pour les échantillonner ou encore d’essayer de les échantillonner en les suivant sur un bateau. Cependant, ces deux cas représentent des intrusions dans le quotidien de l’animal ce qui peut grandement affecter leur comportement. En effet, pour échantillonner du bateau, il est nécessaire que ce dernier soit parallèle à l’animal et se déplace à la même vitesse que lui. Ceci peut causer énormément de stress à la baleine. Par la suite, il est possible que la perche tendue par-dessus les individus leur cause un stress additionnel, car souvent les plus petits cétacés cherchent à s’en éloigner en adoptant un comportement d’évitement. Toujours dans le cas des petits cétacés, leur souffle s’élève moins haut dans les airs et donc nécessite que le récipient de collection soit beaucoup plus proche de la surface de l’eau. Ceci emmène donc l’échantillon à courir un plus grand risque d’être contaminé par les éclaboussures des vagues. Finalement, la plupart des méthodes de collection manuelles sont tout simplement impraticables pour les grandes baleines car elles ne peuvent pas être capturées et sorties de l’eau et les embarcations ne peuvent pas s’approcher assez près de leurs évents pour des questions de sécurité.

##### Collection par l'entremise de drones

###### Comment faire?
Plusieurs différentes études ont utilisé des drones pour échantillonner le souffle des baleines. Pour ce faire, il suffit de fixer un récipient stérile qui servira à collecter l’échantillon sur le drone de notre choix. Par la suite, au moment opportun, le pilote devra faire voler le drone au travers du souffle pour pouvoir l’échantillonner. Le pilote peut décider de voler au travers de plusieurs souffles venant d’un même individu pour essayer de maximiser l’échantillon collecté. Une fois satisfait de la quantité de souffle recueillie, le pilote pourra ramener le drone sur le bateau où l’échantillon pourra être traité pour être ramené au laboratoire.
Le tout est assez simple, cependant il y a certaines choses à garder en tête pour pouvoir bien effectuer toutes ces manœuvres. Tout d’abord, il est recommandé d’approcher la baleine avec une trajectoire de vol allant de la nageoire caudale vers la tête, de façon à ne pas être dans le champ de vision de la baleine. En effet, si la baleine venait à voir le drone, cette dernière pourrait avoir peur et commencer à exhiber un comportement d’évitement pour arriver à s’enfuir. Puisque le but des chercheurs est d’avoir l’impact le plus minime sur les animaux qu’ils observent, l’idéal pour eux est de passer le plus inaperçu possible et donc il ne faut pas que la baleine les voit. Par la suite, il est important d’évaluer le comportement de l’animal avant même que le drone prenne son envol. Il faut, entre autres, déterminer ses temps de plongée pour savoir à quel moment la baleine fera surface pour souffler. Ceci permet au pilote du drone de démarrer l’appareil au bon moment et de ne pas perdre de précieuse minutes d’autonomie de la batterie. Finalement, il est crucial d’avoir identifié l’individu avant d’essayer de l’échantillonner. Ceci permet de s’assurer que les échantillons analysés proviennent bel et bien de différents individus dans la population.
| Explication du set up | Image | Étude ayant utilisée cette méthode |
| --- | ----- | --- |
| Vase de pétri sur le dessus du drone avec servomoteur pour le fermer. Le servomoteur permet d’ouvrir et fermer le couvercle du vase de pétri, permettant ainsi de réduire la contamination potentielle de l’échantillon                                                          |       | Pirotta, V., Smith, A., Ostrowski, M., Russell, D., Jonsen, I., Grech, A., & Harcourt, R. (2017). An Economical Custom-Built Drone for Assessing Whale Health. Frontiers in Marine Science, 4(425). https://doi.org/10.3389/fmars.2017.00425 |
| Vases de pétri ouverts et positionnés sous le drone |       | Atkinson, S., Rogan, A., Baker, C. S., Dagdag, R., Redlinger, M., Polinski, J., Urban, J., Sremba, A., Branson, M., Mashburn, K., Pallin, L., Klink, A., Steel, D., Bortz, E., & Kerr, I. (2021). Genetic, Endocrine, and Microbiological Assessments of Blue, Humpback and Killer Whale Health using Unoccupied Aerial Systems. Wildlife Society Bulletin, 45(4), 654‑669. https://doi.org/10.1002/wsb.1240 |
| Vases de pétri suspendus à un drone Cette méthode est à favoriser dans le cas d’échantillonnage de petits cétacés, car la distance entre les hélices du drone et les vases de pétri est plus grande permettant d’éviter que les hélices interfèrent et dispersent l’échantillon. |       | Centelleghe, C., Carraro, L., Gonzalvo, J., Rosso, M., Esposti, E., Gili, C., Bonato, M., Pedrotti, D., Cardazzo, B., Povinelli, M., & Mazzariol, S. (2020). The use of Unmanned Aerial Vehicles (UAVs) to sample the blow microbiome of small cetaceans. PLoS ONE, 15(7). https://doi.org/10.1371/journal.pone.0235537                                                                                      |

###### Avantages
L’utilisation de drones pour prélever les échantillons de souffle présente plusieurs avantages. Tout d’abord, ils permettent de garder le bateau plus loin des animaux et seulement les approcher avec le drone. Ceci fait en sorte que les chercheurs causent moins de stress aux animaux que s’ils doivent être en proximité immédiate des individus,. Par conséquent, les données relatives aux hormones de stress comme le cortisol sont beaucoup plus proches de la réalité. Il est vrai que les drones peuvent tout de même représenter une perturbation pour les cétacés, mais leur impact est grandement inférieur à celui des méthodes de collecte directe. Collecter les échantillons de souffle grâce à un drone permet aussi de collecter des données photogrammétriques en même temps grâce à la caméra présente sur le drone,. Ces données permettent d’identifier des individus et de monitorer leur état de santé en les comparant d’une année à une autre pour voir s’ils ont perdu du poids ou obtenu de nouvelles cicatrices. Finalement, les drones sont étonnamment faciles à utiliser sur le terrain et représente une bonne méthode non-intrusive de collecter de l’information.

###### Inconvénients
La méthode de collection par drone est mal adapté pour les petits cétacés, car leurs souffles n’atteignent pas des hauteurs aussi grandes et donc pour pouvoir les collecter il faut être beaucoup plus proche de la surface de l’eau ce qui nous met à risque de contamination par l’entremise d’éclaboussures par les vagues. Cette grande proximité avec les animaux augmente aussi le risque de perturber leur comportement normal. Par ailleurs, les petits cétacés ont tendance à avoir des schémas de nage imprévisibles ce qui complique l’effort de les suivre par drone. De plus, ils sont souvent en groupe ce qui augmentent les chances de contamination des échantillons. En faisant voler un drone en haute mer, le pilote se retrouve à la merci des éléments qui peuvent changer rapidement lorsqu’en mer, tel l’état de la mer et la force du vent. Il faut donc obligatoirement avoir des pilotes compétents habitués à travailler avec les baleines pour être en mesure de bien effectuer les approches lorsque les animaux font surface,. Finalement, l’échantillonnage par drone peut résulter en de très petits échantillons ce qui favorise leur contamination et donc peut venir fausser les résultats des différentes études.

#### Limites de la collection de souffle
Les échantillons peuvent être très restreints. Par conséquent, ils ne contiennent pas énormément de matériel à tester. Plusieurs des analyses font subir à l’échantillon des procédés destructeurs pour permettre de faire ressortir les éléments désirés. Ceci fait en sorte que les chercheurs ne sont pas en mesure de garder une archive de l’échantillon initial, car il finit par être détruit à la suite de chaque ronde d’amplification. Dans le cas spécifique des petits cétacés tels les dauphins, il est très difficile d’isoler leur ADN à partir d’échantillon de souffle et donc bien que cette technique soit fonctionnelle, elle n’est pas encore assez efficace pour remplacer les méthodes de biopsie plus invasives,.
Les hormones présentent dans les échantillons de souffle peuvent être très sensible à se dégrader si les échantillons ne sont pas préservés correctement. Certains chercheurs ont donc déjà commencé à élaborer des protocoles permettant le meilleur traitement des échantillons collectés pour minimiser leurs dégradations lors des journées en mer. Les meilleures pratiques incluent l’utilisation de vases de pétri en polystyrène desquels ont récupèrent l’échantillon d’hormones grâce à un léger rinçage avec de l’éthanol, ainsi que le stockage de ces échantillons dans une glacière le temps de revenir à un lieu où ils pourront être mis au congélateur. Il faudra donc s’assurer d’élaborer des protocoles similaires pour les échantillons qui serviront dans des études différentes où le microbiome, le virome ou l’ADN se verront être analysés.
Les différentes méthodes de collection de souffle dépendent énormément des conditions environnementales durant l’effort de collecte. En effet, si les vague sont trop grandes, il est difficile de bien manœuvrer l’embarcation pour s’approcher assez des animaux pour permettre de collecter leur souffle. De plus, lorsque le vent est trop fort, le souffle est rapidement dissipé ce qui le rend impossible à collecter. Ces méthodes dépendent aussi beaucoup du comportement des animaux lors de l’effort de collecte de souffle. Lorsque le bateau suit des cétacés ayant des mouvements prévisibles en termes de direction et de vitesse, il est beaucoup plus facile d’obtenir un échantillon. À l’inverse, lorsque les animaux se déplacent rapidement et de façon plutôt erratique, comme des dauphins qui jouent entre eux, il est beaucoup plus corsé de mener à bien l’effort de collecte.
La collection de souffle est  plus efficace pour les mysticètes que les odontocètes. Ceci est dû au fait que les mysticètes sont généralement plus  grandes, et donc leurs souffles sont aussi plus grands faisant en sorte que l'échantillon est plus facile à collecter. En effet, le souffle des dauphins est plus transparent et se disperse beaucoup plus rapidement que celui de plus gros cétacés comme les rorquals. Ceci le rend donc plus complexe à collecter.

#### Trajectoires futures
En ce moment, les méthodes d’échantillonnage de souffle de baleine permettent seulement de collecter la phase liquide du souffle, c’est-à-dire les gouttelettes qui sont expirées. Cependant, le souffle contient aussi une phase gazeuse que nous ne sommes pas encore en mesure de collecter, mais qui pourrait détenir une foule d’informations pertinentes à savoir. Il serait donc très intéressant d’être en mesure de développer une méthode pour récolter cette phase gazeuse et être capables de l’analyser. De plus, les protistes et les champignons peuvent être d’importants vecteurs d’infection. Il serait donc pertinent d’essayer de détecter leur présence dans le souffle de baleine.

#### Base de données biologiques
- (en)  Poor, A., Animal Diversity Web : Cetacea (consulté le 5 août 2023)
- (en) BioLib : Cetacea Brisson, 1762 (consulté le 5 août 2023)
- (en) CITES : Cetacea      (+ répartition sur Species+) (consulté le 5 août 2023)
- (en) Catalogue of Life : Cetacea Brisson, 1762 (consulté le 5 août 2023)
- (fr + en) EOL : Cetacea (consulté le 5 août 2023)
- (fr + en) GBIF : Cetacea (consulté le 5 août 2023)
- (fr) INPN : Cetacea Brisson, 1762 (TAXREF)  (consulté le 5 août 2023)
- (en) IRMNG : Cetacea (consulté le 5 août 2023)
- (fr + en) ITIS : Cetacea Brisson, 1762 (consulté le 5 août 2023)
- (en) Mammal Species of the World (3e  éd., 2005) :  Cetacea   Brisson, 1762
- (en) North American Mammals : Cetacea   (consulté le 5 août 2023)
- (en) NCBI : Cetacea (taxons inclus) (consulté le 5 août 2023)
- (en) OEPP : Cetacea      (consulté le 5 août 2023)
- (en) Paleobiology Database : Cetacea (consulté le 5 août 2023)
- (en) Taxonomicon : Cetacea Brisson, 1762 (consulté le 5 août 2023)
- (en) Tree of Life Web Project : Cetacea (consulté le 5 août 2023)
- (en) WoRMS : Cetacea Brisson, 1762 (+ liste familles + liste genres) (consulté le 5 août 2023)

#### Bases de données et dictionnaires
- Notices d'autorité :   - BnF (données)
  - LCCN
  - GND
  - Espagne
  - Israël
  - Tchéquie
- Notices dans des dictionnaires ou encyclopédies généralistes :   - Britannica
  - Brockhaus
  - Den Store Danske Encyklopædi
  - Gran Enciclopèdia Catalana
  - Store norske leksikon
  - Universalis

#### Autres liens externes
- « Des baleines à tout bout de chants », La Science, CQFD, France Culture, 25 mars 2024.
- (fr) Le Groupe de Recherche sur les Cétacés
- Site complet consacré aux cétacés, nombreuses vidéos et photos
- Site complet sur les dauphins et les cétacés en général, nombreuses vidéos
- Site d'informations sur les baleines et les mammifères marins
- Le site officiel du Sanctuaire Pelagos, pour les mammifères marins en Méditerranée
- « La peau des dauphins », sur chambon.ac-versailles.fr
- Un site Web au sujet des dauphins et de tout autre cetacea
- « Classification des cétacés du monde », sur marchaldauphins.com, liste des noms vernaculaires.
- (en) L Marino, RC Connor, RE Fordyce, LM Herman, PR Hof et al., « Cetaceans Have Complex Brains for Complex Cognition », PLoS Biology, vol. 5, no 5,‎ 2007 (lire en ligne)
- Gaëlle, François et Franck, Les cétacés, biologie et comportement, d’Océan-Océan et Réseau Cétacés (lire en ligne), p. 37
- La conservation des cétacés, convention sur les espèces migratrices (lire en ligne), p. 24Brochure
- (en) RICHARD L. MALVINZ et MARTIN RAYNER, « Renal function and blood chemistry in Cetaceal », American revue of phyxology, vol. 214, no I,‎ janvier 1968 (lire en ligne).
- document conjoint WDCS et CMS